# 1940
Portal Geschichte | Portal Biografien | Aktuelle Ereignisse | Jahreskalender | Tagesartikel

◄ |
19. Jahrhundert |
20. Jahrhundert
| 21. Jahrhundert

◄ |
1910er |
1920er |
1930er |
1940er
| 1950er | 1960er | 1970er | ►

◄◄ |
◄ |
1936 |
1937 |
1938 |
1939 |
1940
| 1941 | 1942 | 1943 | 1944 | ► | ►►
Staatsoberhäupter · Wahlen · Nekrolog · Kunstjahr · Literaturjahr · Musikjahr · Filmjahr · Rundfunkjahr · Sportjahr
| Januar | Januar | Januar | Januar | Januar | Januar | Januar | Januar |
| Kw     | Mo     | Di     | Mi     | Do     | Fr     | Sa     | So     |
| ------ | ------ | ------ | ------ | ------ | ------ | ------ | ------ |
| 1      | 1      | 2      | 3      | 4      | 5      | 6      | 7      |
| 2      | 8      | 9      | 10     | 11     | 12     | 13     | 14     |
| 3      | 15     | 16     | 17     | 18     | 19     | 20     | 21     |
| 4      | 22     | 23     | 24     | 25     | 26     | 27     | 28     |
| 5      | 29     | 30     | 31     |        |        |        |        |

| Februar | Februar | Februar | Februar | Februar | Februar | Februar | Februar |
| Kw      | Mo      | Di      | Mi      | Do      | Fr      | Sa      | So      |
| ------- | ------- | ------- | ------- | ------- | ------- | ------- | ------- |
| 5       |         |         |         | 1       | 2       | 3       | 4       |
| 6       | 5       | 6       | 7       | 8       | 9       | 10      | 11      |
| 7       | 12      | 13      | 14      | 15      | 16      | 17      | 18      |
| 8       | 19      | 20      | 21      | 22      | 23      | 24      | 25      |
| 9       | 26      | 27      | 28      | 29      |         |         |         |

| März | März | März | März | März | März | März | März |
| Kw   | Mo   | Di   | Mi   | Do   | Fr   | Sa   | So   |
| ---- | ---- | ---- | ---- | ---- | ---- | ---- | ---- |
| 9    |      |      |      |      | 1    | 2    | 3    |
| 10   | 4    | 5    | 6    | 7    | 8    | 9    | 10   |
| 11   | 11   | 12   | 13   | 14   | 15   | 16   | 17   |
| 12   | 18   | 19   | 20   | 21   | 22   | 23   | 24   |
| 13   | 25   | 26   | 27   | 28   | 29   | 30   | 31   |

| April | April | April | April | April | April | April | April |
| Kw    | Mo    | Di    | Mi    | Do    | Fr    | Sa    | So    |
| ----- | ----- | ----- | ----- | ----- | ----- | ----- | ----- |
| 14    | 1     | 2     | 3     | 4     | 5     | 6     | 7     |
| 15    | 8     | 9     | 10    | 11    | 12    | 13    | 14    |
| 16    | 15    | 16    | 17    | 18    | 19    | 20    | 21    |
| 17    | 22    | 23    | 24    | 25    | 26    | 27    | 28    |
| 18    | 29    | 30    |       |       |       |       |       |

| Mai | Mai | Mai | Mai | Mai | Mai | Mai | Mai |
| Kw  | Mo  | Di  | Mi  | Do  | Fr  | Sa  | So  |
| --- | --- | --- | --- | --- | --- | --- | --- |
| 18  |     |     | 1   | 2   | 3   | 4   | 5   |
| 19  | 6   | 7   | 8   | 9   | 10  | 11  | 12  |
| 20  | 13  | 14  | 15  | 16  | 17  | 18  | 19  |
| 21  | 20  | 21  | 22  | 23  | 24  | 25  | 26  |
| 22  | 27  | 28  | 29  | 30  | 31  |     |     |

| Juni | Juni | Juni | Juni | Juni | Juni | Juni | Juni |
| Kw   | Mo   | Di   | Mi   | Do   | Fr   | Sa   | So   |
| ---- | ---- | ---- | ---- | ---- | ---- | ---- | ---- |
| 22   |      |      |      |      |      | 1    | 2    |
| 23   | 3    | 4    | 5    | 6    | 7    | 8    | 9    |
| 24   | 10   | 11   | 12   | 13   | 14   | 15   | 16   |
| 25   | 17   | 18   | 19   | 20   | 21   | 22   | 23   |
| 26   | 24   | 25   | 26   | 27   | 28   | 29   | 30   |

| Juli | Juli | Juli | Juli | Juli | Juli | Juli | Juli |
| Kw   | Mo   | Di   | Mi   | Do   | Fr   | Sa   | So   |
| ---- | ---- | ---- | ---- | ---- | ---- | ---- | ---- |
| 27   | 1    | 2    | 3    | 4    | 5    | 6    | 7    |
| 28   | 8    | 9    | 10   | 11   | 12   | 13   | 14   |
| 29   | 15   | 16   | 17   | 18   | 19   | 20   | 21   |
| 30   | 22   | 23   | 24   | 25   | 26   | 27   | 28   |
| 31   | 29   | 30   | 31   |      |      |      |      |

| August | August | August | August | August | August | August | August |
| Kw     | Mo     | Di     | Mi     | Do     | Fr     | Sa     | So     |
| ------ | ------ | ------ | ------ | ------ | ------ | ------ | ------ |
| 31     |        |        |        | 1      | 2      | 3      | 4      |
| 32     | 5      | 6      | 7      | 8      | 9      | 10     | 11     |
| 33     | 12     | 13     | 14     | 15     | 16     | 17     | 18     |
| 34     | 19     | 20     | 21     | 22     | 23     | 24     | 25     |
| 35     | 26     | 27     | 28     | 29     | 30     | 31     |        |

| September | September | September | September | September | September | September | September |
| Kw        | Mo        | Di        | Mi        | Do        | Fr        | Sa        | So        |
| --------- | --------- | --------- | --------- | --------- | --------- | --------- | --------- |
| 35        |           |           |           |           |           |           | 1         |
| 36        | 2         | 3         | 4         | 5         | 6         | 7         | 8         |
| 37        | 9         | 10        | 11        | 12        | 13        | 14        | 15        |
| 38        | 16        | 17        | 18        | 19        | 20        | 21        | 22        |
| 39        | 23        | 24        | 25        | 26        | 27        | 28        | 29        |
| 40        | 30        |           |           |           |           |           |           |

| Oktober | Oktober | Oktober | Oktober | Oktober | Oktober | Oktober | Oktober |
| Kw      | Mo      | Di      | Mi      | Do      | Fr      | Sa      | So      |
| ------- | ------- | ------- | ------- | ------- | ------- | ------- | ------- |
| 40      |         | 1       | 2       | 3       | 4       | 5       | 6       |
| 41      | 7       | 8       | 9       | 10      | 11      | 12      | 13      |
| 42      | 14      | 15      | 16      | 17      | 18      | 19      | 20      |
| 43      | 21      | 22      | 23      | 24      | 25      | 26      | 27      |
| 44      | 28      | 29      | 30      | 31      |         |         |         |

| November | November | November | November | November | November | November | November |
| Kw       | Mo       | Di       | Mi       | Do       | Fr       | Sa       | So       |
| -------- | -------- | -------- | -------- | -------- | -------- | -------- | -------- |
| 44       |          |          |          |          | 1        | 2        | 3        |
| 45       | 4        | 5        | 6        | 7        | 8        | 9        | 10       |
| 46       | 11       | 12       | 13       | 14       | 15       | 16       | 17       |
| 47       | 18       | 19       | 20       | 21       | 22       | 23       | 24       |
| 48       | 25       | 26       | 27       | 28       | 29       | 30       |          |

| Dezember | Dezember | Dezember | Dezember | Dezember | Dezember | Dezember | Dezember |
| Kw       | Mo       | Di       | Mi       | Do       | Fr       | Sa       | So       |
| -------- | -------- | -------- | -------- | -------- | -------- | -------- | -------- |
| 48       |          |          |          |          |          |          | 1        |
| 49       | 2        | 3        | 4        | 5        | 6        | 7        | 8        |
| 50       | 9        | 10       | 11       | 12       | 13       | 14       | 15       |
| 51       | 16       | 17       | 18       | 19       | 20       | 21       | 22       |
| 52       | 23       | 24       | 25       | 26       | 27       | 28       | 29       |
| 1        | 30       | 31       |          |          |          |          |          |

| Januar | Januar | Januar | Januar | Januar | Januar | Januar | Januar |
| Kw     | Mo     | Di     | Mi     | Do     | Fr     | Sa     | So     |
| ------ | ------ | ------ | ------ | ------ | ------ | ------ | ------ |
| 1      | 1      | 2      | 3      | 4      | 5      | 6      | 7      |
| 2      | 8      | 9      | 10     | 11     | 12     | 13     | 14     |
| 3      | 15     | 16     | 17     | 18     | 19     | 20     | 21     |
| 4      | 22     | 23     | 24     | 25     | 26     | 27     | 28     |
| 5      | 29     | 30     | 31     |        |        |        |        |

| Februar | Februar | Februar | Februar | Februar | Februar | Februar | Februar |
| Kw      | Mo      | Di      | Mi      | Do      | Fr      | Sa      | So      |
| ------- | ------- | ------- | ------- | ------- | ------- | ------- | ------- |
| 5       |         |         |         | 1       | 2       | 3       | 4       |
| 6       | 5       | 6       | 7       | 8       | 9       | 10      | 11      |
| 7       | 12      | 13      | 14      | 15      | 16      | 17      | 18      |
| 8       | 19      | 20      | 21      | 22      | 23      | 24      | 25      |
| 9       | 26      | 27      | 28      | 29      |         |         |         |

| März | März | März | März | März | März | März | März |
| Kw   | Mo   | Di   | Mi   | Do   | Fr   | Sa   | So   |
| ---- | ---- | ---- | ---- | ---- | ---- | ---- | ---- |
| 9    |      |      |      |      | 1    | 2    | 3    |
| 10   | 4    | 5    | 6    | 7    | 8    | 9    | 10   |
| 11   | 11   | 12   | 13   | 14   | 15   | 16   | 17   |
| 12   | 18   | 19   | 20   | 21   | 22   | 23   | 24   |
| 13   | 25   | 26   | 27   | 28   | 29   | 30   | 31   |

| April | April | April | April | April | April | April | April |
| Kw    | Mo    | Di    | Mi    | Do    | Fr    | Sa    | So    |
| ----- | ----- | ----- | ----- | ----- | ----- | ----- | ----- |
| 14    | 1     | 2     | 3     | 4     | 5     | 6     | 7     |
| 15    | 8     | 9     | 10    | 11    | 12    | 13    | 14    |
| 16    | 15    | 16    | 17    | 18    | 19    | 20    | 21    |
| 17    | 22    | 23    | 24    | 25    | 26    | 27    | 28    |
| 18    | 29    | 30    |       |       |       |       |       |

| Mai | Mai | Mai | Mai | Mai | Mai | Mai | Mai |
| Kw  | Mo  | Di  | Mi  | Do  | Fr  | Sa  | So  |
| --- | --- | --- | --- | --- | --- | --- | --- |
| 18  |     |     | 1   | 2   | 3   | 4   | 5   |
| 19  | 6   | 7   | 8   | 9   | 10  | 11  | 12  |
| 20  | 13  | 14  | 15  | 16  | 17  | 18  | 19  |
| 21  | 20  | 21  | 22  | 23  | 24  | 25  | 26  |
| 22  | 27  | 28  | 29  | 30  | 31  |     |     |

| Juni | Juni | Juni | Juni | Juni | Juni | Juni | Juni |
| Kw   | Mo   | Di   | Mi   | Do   | Fr   | Sa   | So   |
| ---- | ---- | ---- | ---- | ---- | ---- | ---- | ---- |
| 22   |      |      |      |      |      | 1    | 2    |
| 23   | 3    | 4    | 5    | 6    | 7    | 8    | 9    |
| 24   | 10   | 11   | 12   | 13   | 14   | 15   | 16   |
| 25   | 17   | 18   | 19   | 20   | 21   | 22   | 23   |
| 26   | 24   | 25   | 26   | 27   | 28   | 29   | 30   |

| Juli | Juli | Juli | Juli | Juli | Juli | Juli | Juli |
| Kw   | Mo   | Di   | Mi   | Do   | Fr   | Sa   | So   |
| ---- | ---- | ---- | ---- | ---- | ---- | ---- | ---- |
| 27   | 1    | 2    | 3    | 4    | 5    | 6    | 7    |
| 28   | 8    | 9    | 10   | 11   | 12   | 13   | 14   |
| 29   | 15   | 16   | 17   | 18   | 19   | 20   | 21   |
| 30   | 22   | 23   | 24   | 25   | 26   | 27   | 28   |
| 31   | 29   | 30   | 31   |      |      |      |      |

| August | August | August | August | August | August | August | August |
| Kw     | Mo     | Di     | Mi     | Do     | Fr     | Sa     | So     |
| ------ | ------ | ------ | ------ | ------ | ------ | ------ | ------ |
| 31     |        |        |        | 1      | 2      | 3      | 4      |
| 32     | 5      | 6      | 7      | 8      | 9      | 10     | 11     |
| 33     | 12     | 13     | 14     | 15     | 16     | 17     | 18     |
| 34     | 19     | 20     | 21     | 22     | 23     | 24     | 25     |
| 35     | 26     | 27     | 28     | 29     | 30     | 31     |        |

| September | September | September | September | September | September | September | September |
| Kw        | Mo        | Di        | Mi        | Do        | Fr        | Sa        | So        |
| --------- | --------- | --------- | --------- | --------- | --------- | --------- | --------- |
| 35        |           |           |           |           |           |           | 1         |
| 36        | 2         | 3         | 4         | 5         | 6         | 7         | 8         |
| 37        | 9         | 10        | 11        | 12        | 13        | 14        | 15        |
| 38        | 16        | 17        | 18        | 19        | 20        | 21        | 22        |
| 39        | 23        | 24        | 25        | 26        | 27        | 28        | 29        |
| 40        | 30        |           |           |           |           |           |           |

| Oktober | Oktober | Oktober | Oktober | Oktober | Oktober | Oktober | Oktober |
| Kw      | Mo      | Di      | Mi      | Do      | Fr      | Sa      | So      |
| ------- | ------- | ------- | ------- | ------- | ------- | ------- | ------- |
| 40      |         | 1       | 2       | 3       | 4       | 5       | 6       |
| 41      | 7       | 8       | 9       | 10      | 11      | 12      | 13      |
| 42      | 14      | 15      | 16      | 17      | 18      | 19      | 20      |
| 43      | 21      | 22      | 23      | 24      | 25      | 26      | 27      |
| 44      | 28      | 29      | 30      | 31      |         |         |         |

| November | November | November | November | November | November | November | November |
| Kw       | Mo       | Di       | Mi       | Do       | Fr       | Sa       | So       |
| -------- | -------- | -------- | -------- | -------- | -------- | -------- | -------- |
| 44       |          |          |          |          | 1        | 2        | 3        |
| 45       | 4        | 5        | 6        | 7        | 8        | 9        | 10       |
| 46       | 11       | 12       | 13       | 14       | 15       | 16       | 17       |
| 47       | 18       | 19       | 20       | 21       | 22       | 23       | 24       |
| 48       | 25       | 26       | 27       | 28       | 29       | 30       |          |

| Dezember | Dezember | Dezember | Dezember | Dezember | Dezember | Dezember | Dezember |
| Kw       | Mo       | Di       | Mi       | Do       | Fr       | Sa       | So       |
| -------- | -------- | -------- | -------- | -------- | -------- | -------- | -------- |
| 48       |          |          |          |          |          |          | 1        |
| 49       | 2        | 3        | 4        | 5        | 6        | 7        | 8        |
| 50       | 9        | 10       | 11       | 12       | 13       | 14       | 15       |
| 51       | 16       | 17       | 18       | 19       | 20       | 21       | 22       |
| 52       | 23       | 24       | 25       | 26       | 27       | 28       | 29       |
| 1        | 30       | 31       |          |          |          |          |          |

## Ereignisse

### Politik und Weltgeschehen

#### Zweiter Weltkrieg

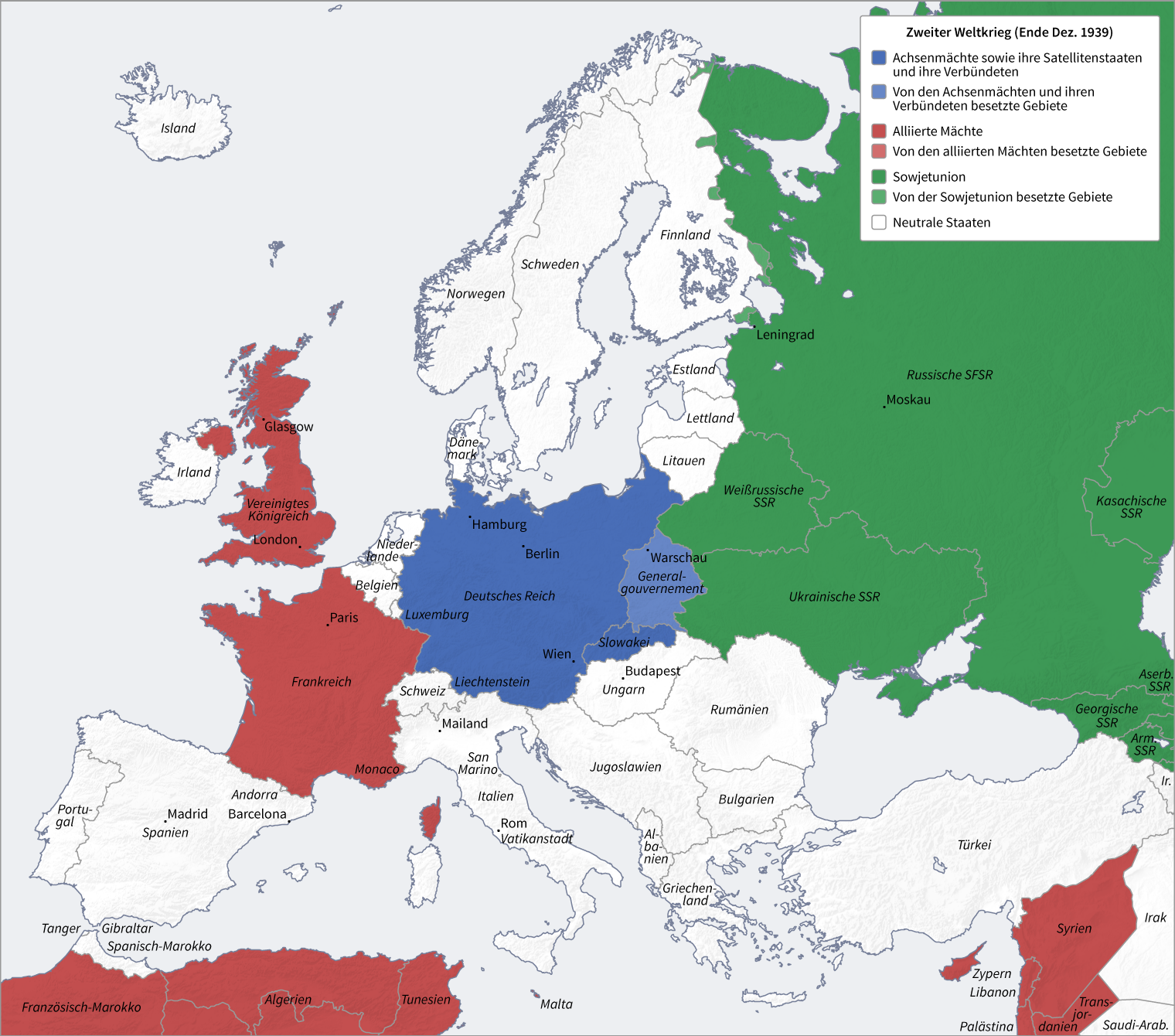
Karte von Europa Anfang des Jahres
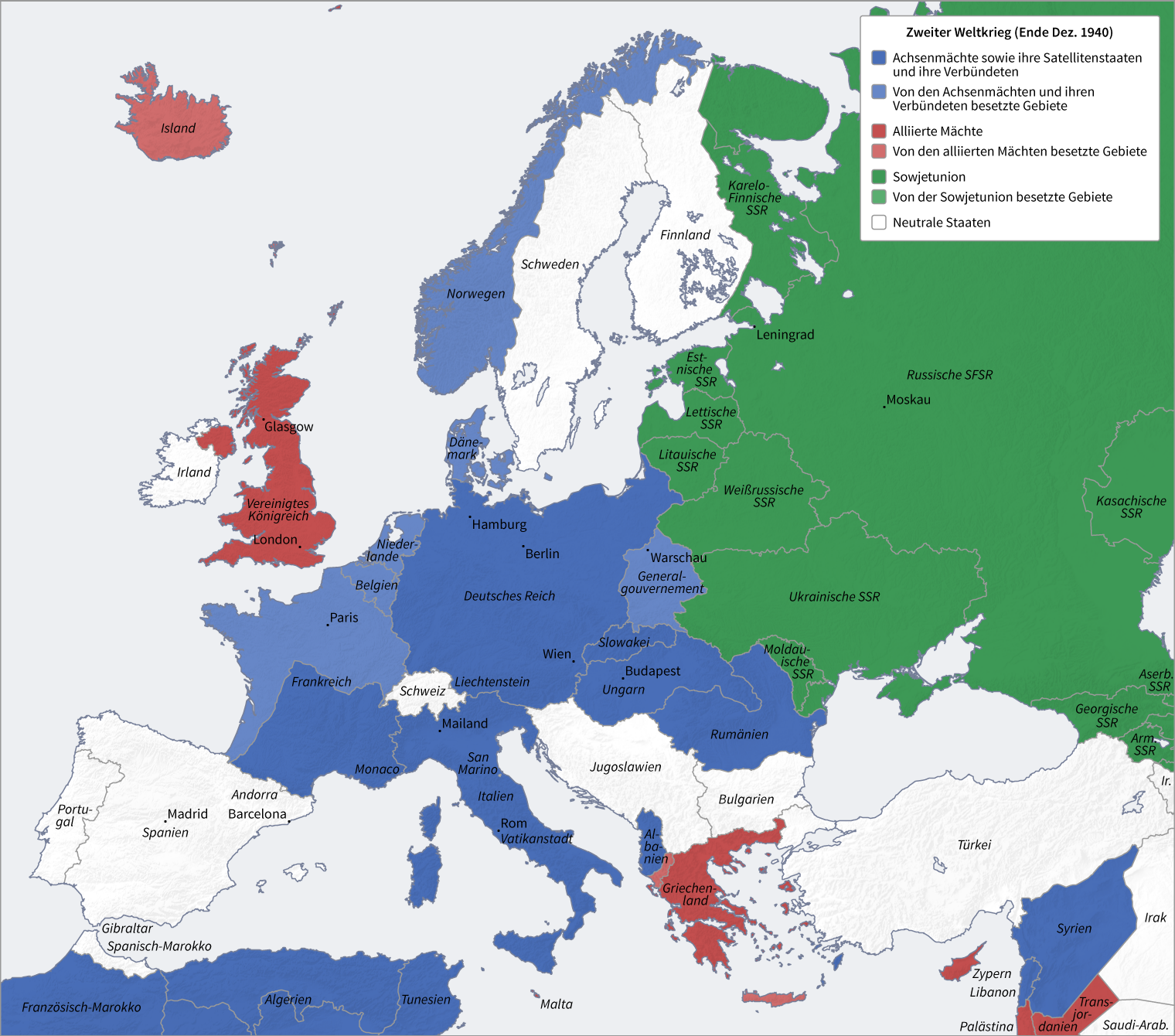
Karte von Europa Ende des Jahres

##### Winterkrieg zwischen Sowjetunion und Finnland

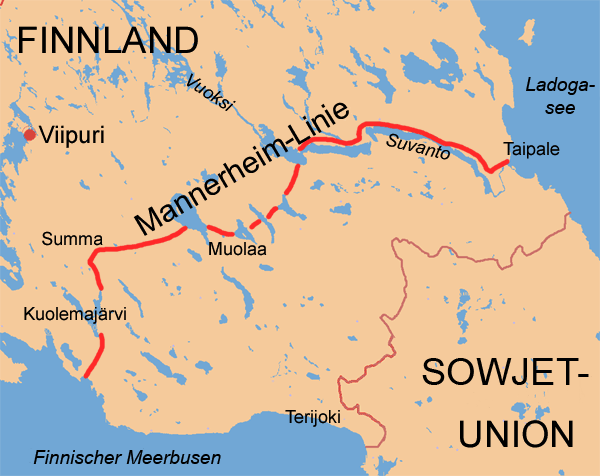
Verlauf der finnischen Mannerheim-Linie

- 7. Januar: Stalin ernennt Semjon Konstantinowitsch Timoschenko zum Oberbefehlshaber der Nordwestfront.
- 8. Januar: Die Schlacht von Suomussalmi im Winterkrieg endet mit einem Erfolg für die finnischen Truppen. Es gelingt ihnen, den sowjetischen Versuch zu vereiteln, Finnlands Verkehrsverbindungen nach Schweden zu unterbrechen.
- 15. Januar: Die Sowjetunion beginnt mit kontinuierlichem Artilleriebeschuss der finnischen Linien.
- 28. Januar: In der Schlacht von Kuhmo beginnt Finnland eine Gegenoffensive. Es gelingt der finnischen Armee unter Hjalmar Siilasvuo, eine sowjetische Division einzukesseln, ein endgültiger Sieg scheitert aber an Munitionsmangel.
- 1. Februar: Semjon Konstantinowitsch Timoschenko führt probeweise die ersten Angriffe mit Auftragstaktik gegen die finnischen Verteidigungslinien.

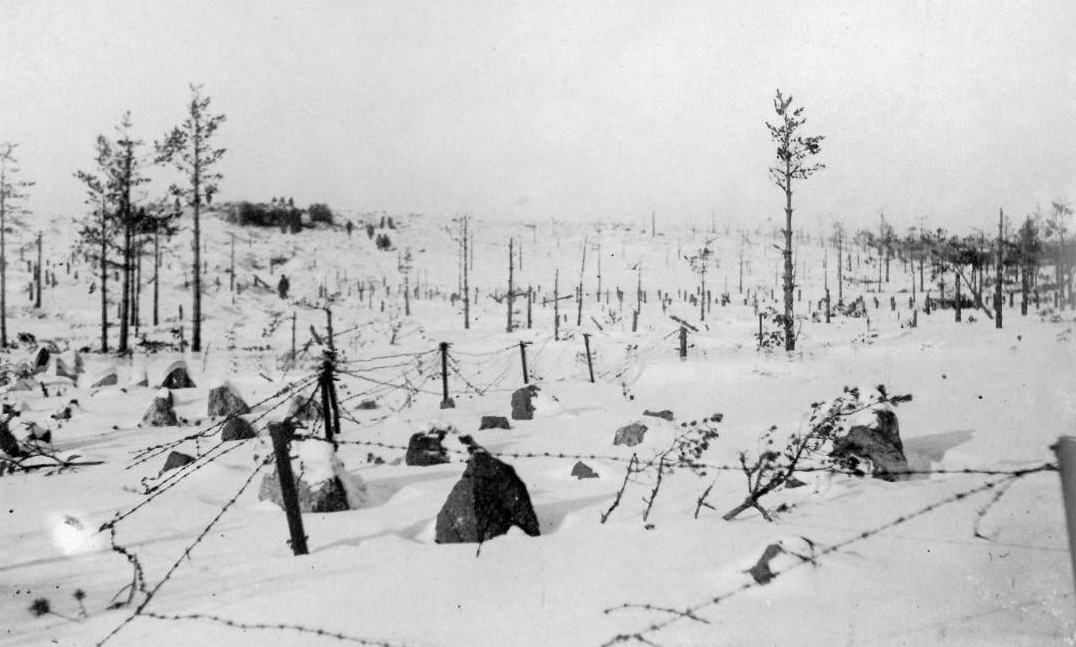
Teil der Mannerheim-Linie, im Vordergrund Draht- und Steinhindernisse, links im Hintergrund Bunker

- 12. Februar: Sowjetische Truppen erobern den „Millionen-Bunker“ in der Mannerheim-Linie. Am 15. Februar beginnt der Großangriff auf die Mannerheim-Linie.
- 17. Februar: Nach zweimonatigen Kämpfen gelingt der Roten Armee der Durchbruch durch die Mannerheim-Linie mit der Eroberung des „Poppius-Bunkers“.
- 1. März: Die Stadt Viipuri wird von den sowjetischen Truppen sowohl von Land als auch von der See her eingeschlossen.

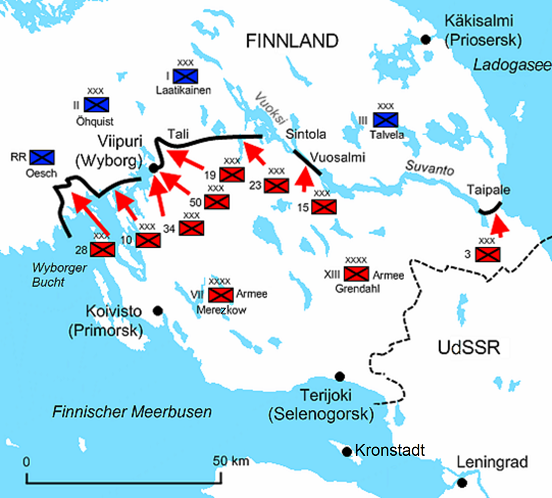
Stellungen der sowjetischen und finnischen Truppen zum Kriegsende

- 13. März: Finnland verzichtet im Frieden von Moskau auf Karelien, das in die Karelo-Finnische Sozialistische Sowjetrepublik umgewandelt wird. Rund 420.000 Menschen fliehen aus den verlorenen Gebieten. Weiterhin abgetreten werden müssen zahlreiche strategisch wichtige Inseln im Finnischen Meerbusen sowie die Fischerhalbinsel am Nordmeer. Hanko in Südwestfinnland wird für dreißig Jahre an die Sowjetunion als Flottenstützpunkt verpachtet. Außerdem muss Finnland sich bereit erklären, eine Eisenbahnverbindung zwischen der schwedischen Grenze bei Tornio und Murmansk zu bauen und zu betreiben. Ein militärisches Bündnis verlangen die sowjetischen Unterhändler im Gegensatz zu 1939 nicht mehr.
- Trotz des Sieges wird die geringe Leistung der Roten Armee im Winterkrieg von anderen Großmächten wahrgenommen und diese in der Folge unterschätzt.

##### Polen/Baltikum

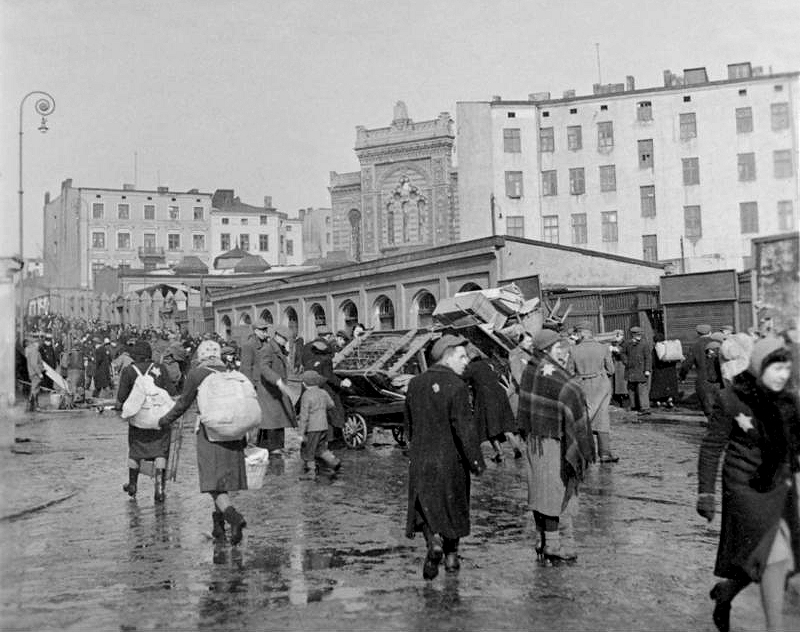
Deportation ins Ghetto Litzmannstadt

- 8. Februar: Deutsche Besetzung Polens 1939–1945: Das Ghetto Łódź (später Litzmannstadt), eines der größten jüdischen Ghettos der NS-Zeit, wird auf Befehl von Regierungspräsident Friedrich Uebelhoer durch SS-Brigadeführer Johannes Schäfer eingerichtet.

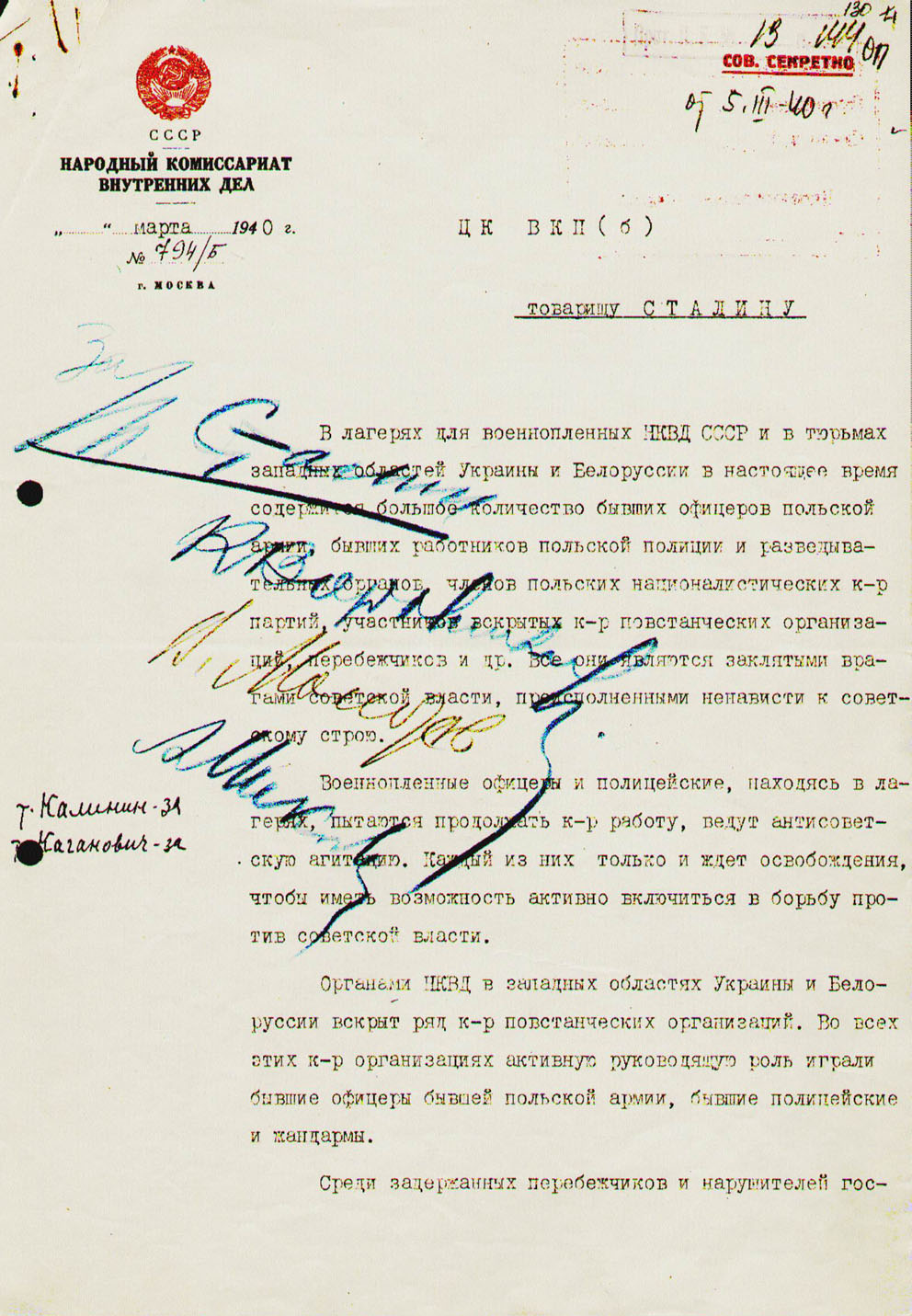
Berias Exekutionsbeschluss, S. 1

- 5. März: Auf Lawrenti Berias Vorschlag befiehlt das Politbüro der KPdSU die Exekution von „Nationalisten und konterrevolutionären Aktivisten“ im sowjetisch besetzten Polen – das Massaker von Katyn.
- 8. März: Mit den Polen-Erlassen werden polnische Zwangsarbeiter per Polizeiverordnung diskriminierenden Vorschriften unterworfen.
- 27. März: Heinrich Himmler, der Reichsführer SS, ordnet das Errichten des KZ Auschwitz an.
- 3. April bis 11. Mai: Einheiten des sowjetischen Geheimdienstes NKWD ermorden beim Massaker von Katyn nahe Smolensk mehrere tausend polnische Offiziere und Zivilisten.
- 16. Mai: Im Generalgouvernement beginnt die AB-Aktion der Nationalsozialisten. Mit der sich dahinter verbergenden gezielten Tötung werden mögliche polnische Widerstandsführer im Standgerichtsverfahren hingerichtet.
- 20. Mai: Der erste Häftlingstransport trifft in Begleitung von SS-Hauptscharführer Gerhard Palitzsch vom KZ Sachsenhausen im Konzentrationslager Auschwitz ein. Er dient der Einrichtung des Gefangenenlagers.

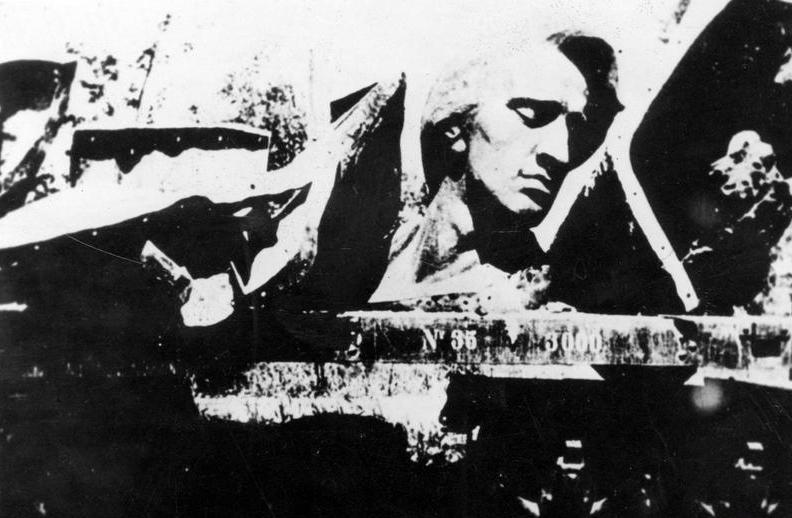
Trümmer des Chopin-Denkmals

- 31. Mai: Deutsche Behörden lassen das Chopin-Denkmal in Warschau sprengen, um polnisches Nationalgefühl zu beschädigen.
- 14. Juni: Als erster Gefangenentransport aus Polen ins neu errichtete deutsche Konzentrationslager Auschwitz I wird die Deportation von 728 Gefangenen aus Tarnów dokumentiert.[1]
- 15., 16. und 17. Juni: Die Sowjetunion besetzt die baltischen Staaten Litauen, Estland und Lettland.
- 14./15. Juli: Die Parlamentswahl in Estland 1940 ist eine Scheinwahl unter sowjetischer Regie.

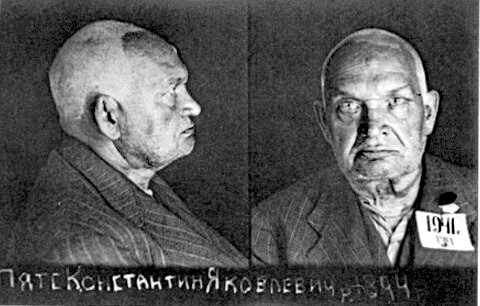
Konstantin Päts als Häftling in einem sowjetischen Gefängnis

- 30. Juli: Im Zuge umfangreicher Deportationen aus Estland in die Sowjetunion wird unter anderem Staatspräsident Konstantin Päts und seine Familie nach Ufa verschleppt.
- 3. August: Die Litauische Sozialistische Sowjetrepublik wird Teil der Sowjetunion.
- 5. August: Die Lettische Sozialistische Sowjetrepublik wird Teil der Sowjetunion.
- 6. August: Estland wird als Estnische Sozialistische Sowjetrepublik zum Beitritt zur Sowjetunion gezwungen.
- 19. September: Witold Pilecki, Mitgründer der Tajna Armia Polska sowie Mitglied der polnischen Heimatarmee gegen die deutsche Besetzung Polens, lässt sich verhaften, um im KZ Auschwitz den Widerstand zu organisieren.
- 2. Oktober: Die deutsche Besatzungsbehörde in Warschau ordnet an, dass alle etwa 400.000 in Warschau lebenden Juden in den neu errichteten „Jüdischen Wohnbezirk“ umziehen müssen.
- 15. November: Die Abriegelung des von der Deut. Besatzung errichteten „Warschauer Ghettos“ vom „arischen“ Teil der Stadt durch den Bau einer drei Meter hohen Mauer beginnt.

##### Der Angriff auf Dänemark und Norwegen

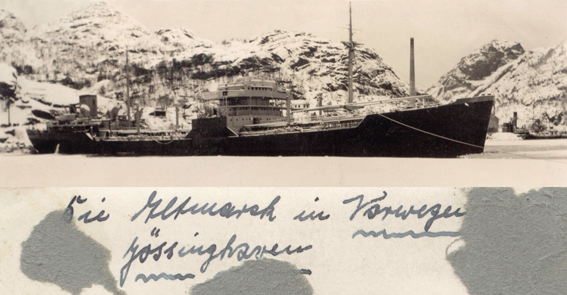
Die Altmark Anfang 1940 im norwegischen Jøssingfjord

- 16. Februar: Das deutsche Frachtschiff Altmark wird mit 303 gefangenen alliierten Matrosen an Bord vom britischen Zerstörer Cossack in norwegischen Hoheitsgewässern angegriffen und geentert. Der so genannte Altmark-Zwischenfall weckt Zweifel an der Neutralität Norwegens und Adolf Hitler entscheidet am 19. Februar die Intensivierung der Planung des „Unternehmens Weserübung“, der Besetzung von Dänemark und Norwegen.

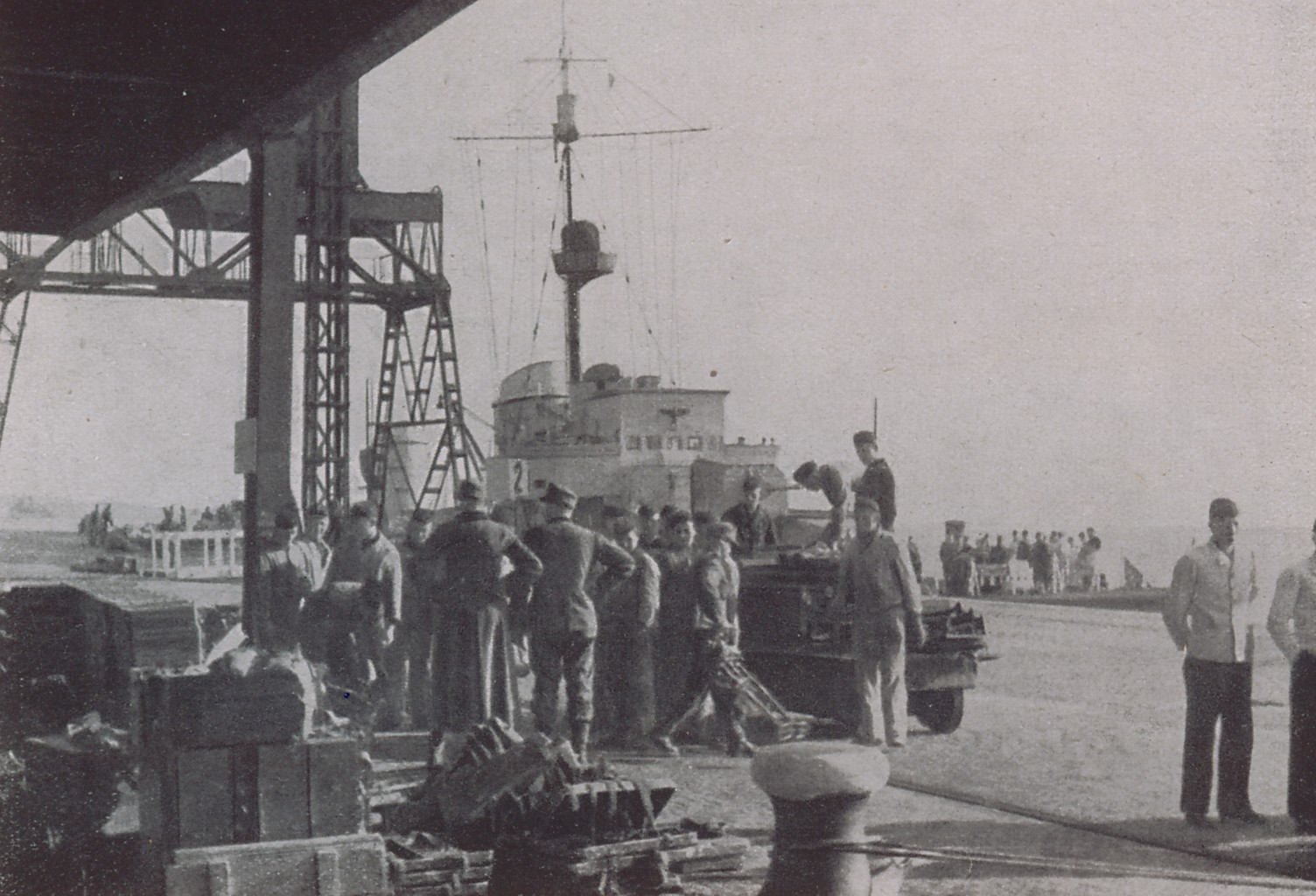
Zerstörer an der Columbuskaje vor dem Auslaufen nach Norwegen

- 7. April: Ein deutscher Flottenverband legt mit Ziel Narvik und Trondheim von der Columbuskaje und der Zerstörerkaje am Marinestützpunkt Bremerhaven ab.
- 8. April: Im Zuge der Operation Wilfred beginnen britische Einheiten, die Gewässer zwischen dem norwegischen Festland und seinen Inseln mit Seeminen zu versehen, um deutsche Transporte von Eisenerz aus Schweden durch norwegische Gewässer zu verhindern. Im Fall einer deutschen Reaktion soll Plan R 4 in Kraft treten, der die alliierte Invasion des neutralen Norwegens vorsah.

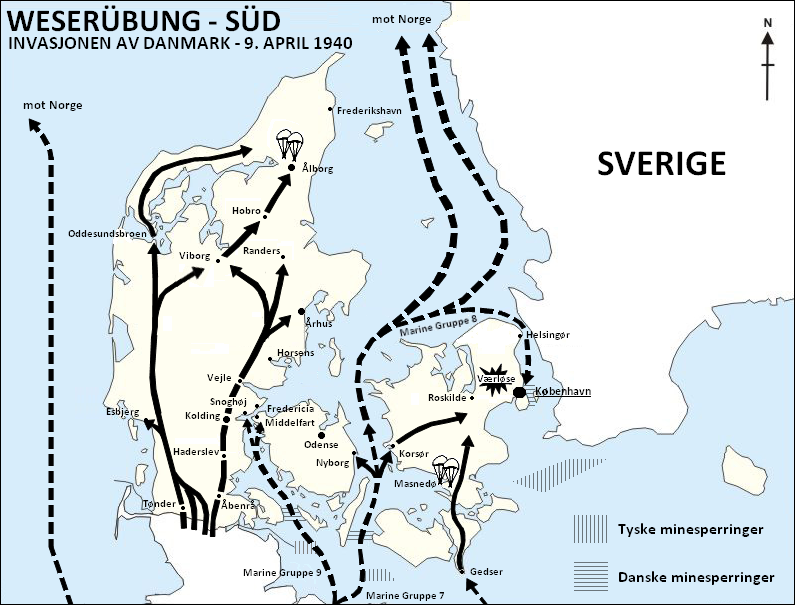
Weserübung in Dänemark

- 9. April: Deutsche Truppen beginnen das Unternehmen Weserübung Süd mit dem Einmarsch in Dänemark. Die dänische Armee leistet nur stellenweise Widerstand. Bereits am Abend ist das Land vollständig besetzt.
- 9. April: Deutsche Einheiten unter Eduard Dietl besetzen ohne Gegenwehr den norwegischen Hafen Narvik. Auch Trondheim und andere Hafenstädte werden planmäßig besetzt. Nur in Oslo kommt es zu Verzögerungen bis zum folgenden Tag, was der Königsfamilie Gelegenheit gibt, mit den gesamten Goldreserven des Landes in Richtung Tromsø zu entkommen.

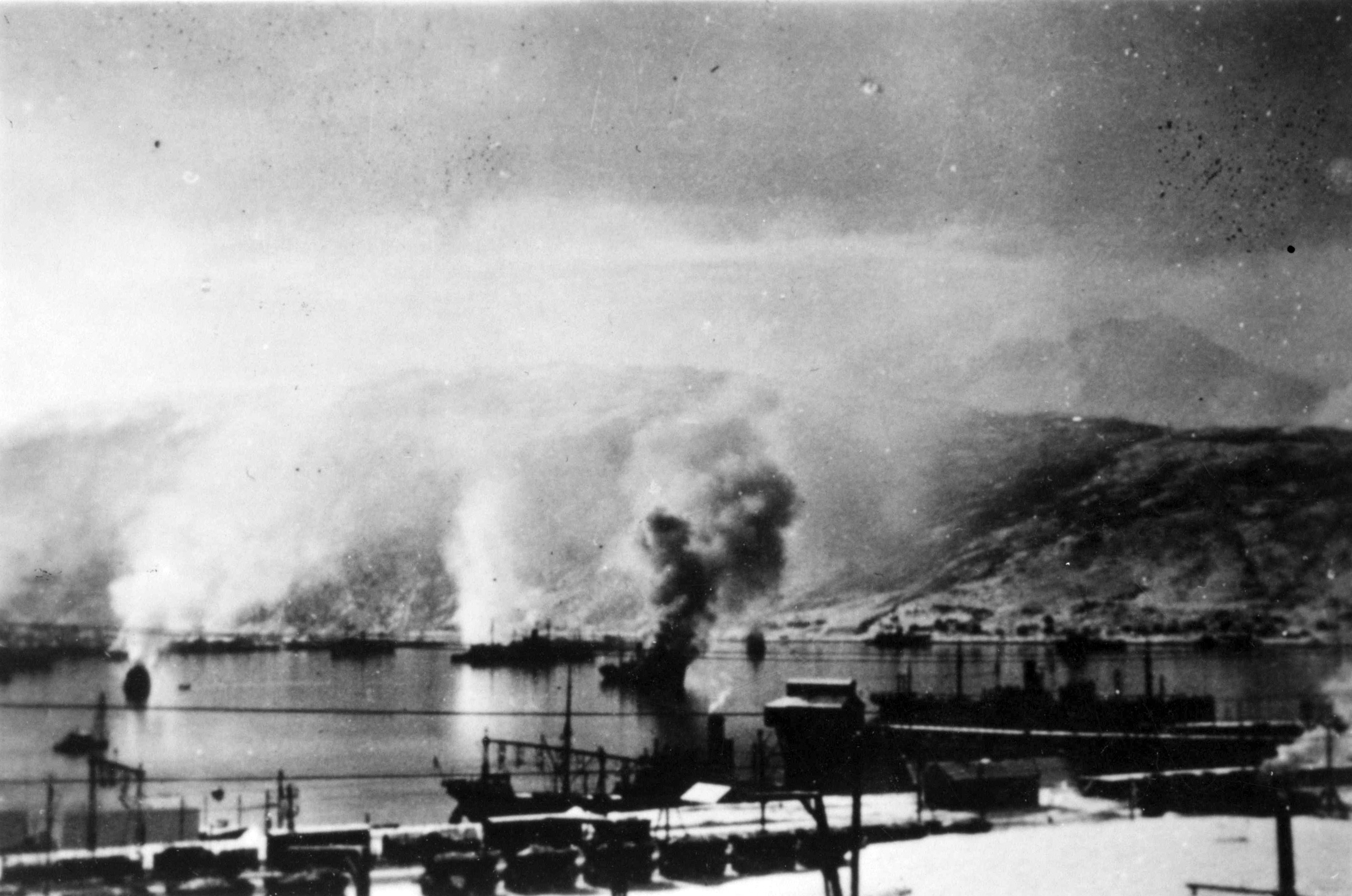
Die Schlacht um Narvik

- 10. April: Die britische Marine führt in der Schlacht um Narvik ihren ersten Angriff auf deutsche Invasionstruppen durch. Die deutsche Kriegsmarine erleidet schwere Verluste. Am 13. April kommt es zu einem neuerlichen Gefecht, das für die deutschen Schiffe neuerlich mit einer Niederlage endet.
- 12. April: Britische Truppen besetzen die zu Dänemark gehörenden Färöer.
- 14. April: Die alliierten Truppen beginnen mit der Landung in der Nähe von Narvik.
- 24. April: Josef Terboven wird als Reichskommissar für Norwegen eingesetzt. Am gleichen Tag beginnen norwegische Truppen die deutschen Einheiten in Narvik anzugreifen, die sich in den folgenden Wochen einer fünffachen Übermacht der Alliierten gegenübersehen.
- 25. April: Die Flagge der Färöer wird von Großbritannien international anerkannt. Seitdem ist der 25. April auf den Färöern ein Feiertag.

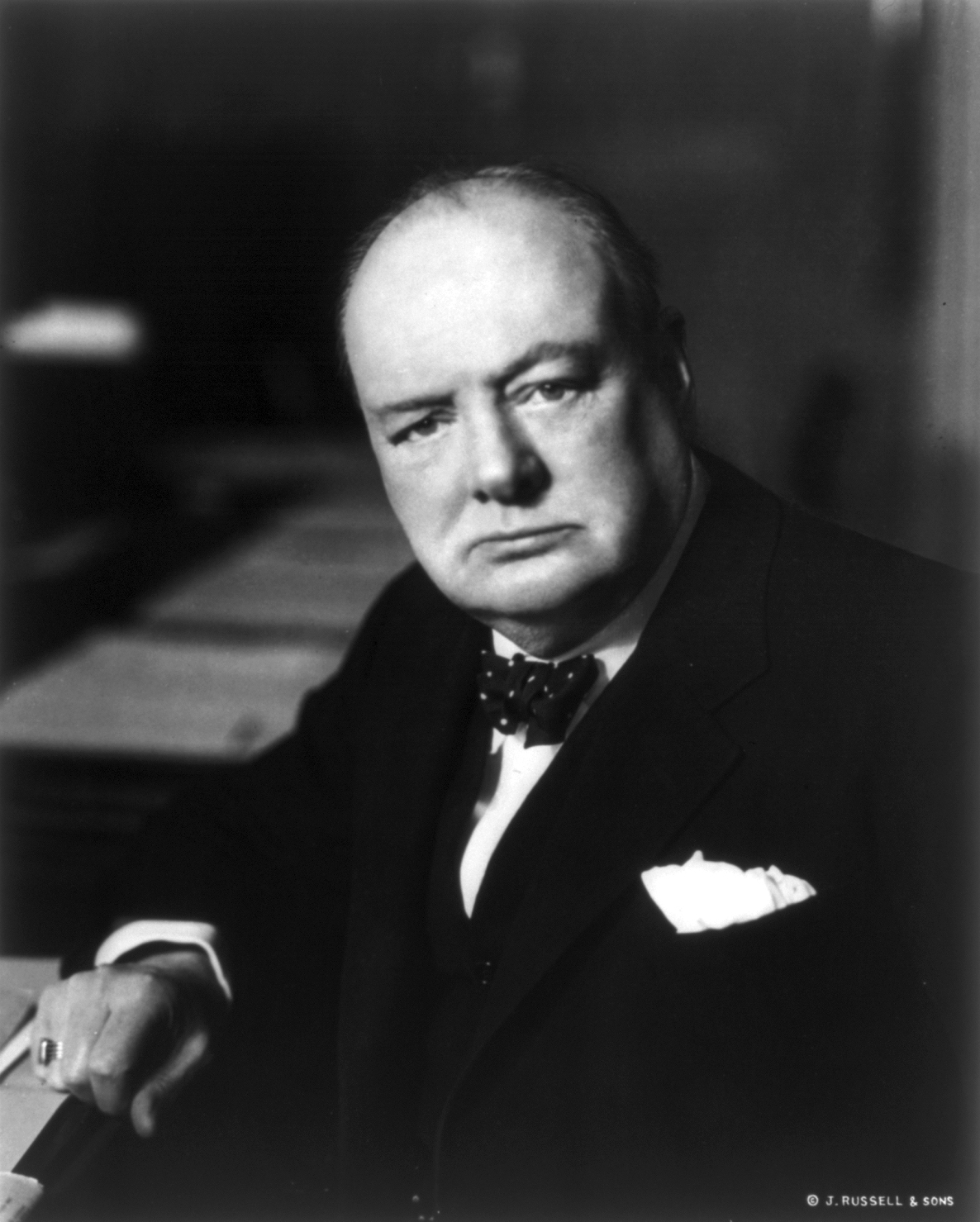
Winston Churchill als Premierminister

- 7./8. Mai: Im Zuge der Norwegendebatte im britischen House of Commons werden der konservativen Regierung strategische Versäumnisse angelastet. Die Debatte führt zum Sturz der Regierung Neville Chamberlains und zur Bildung einer Koalitionsregierung unter Winston Churchill am 10. Mai.
- 24. Mai: Die Alliierten beginnen mit dem Rückzug aus Norwegen, um die Truppen in Frankreich zu verstärken, wo am 10. Mai der Westfeldzug begonnen hat.
- 28. Mai: Die Deutschen müssen Narvik räumen, können die für den Erztransport wichtige Bahnstrecke Luleå–Narvik aber halten.
- 7. Juni: Der norwegische König Haakon VII. wird gemeinsam mit seiner Familie und der norwegischen Regierung vom britischen Schweren Kreuzer Devonshire aus Tromsø evakuiert und außer Landes gebracht.

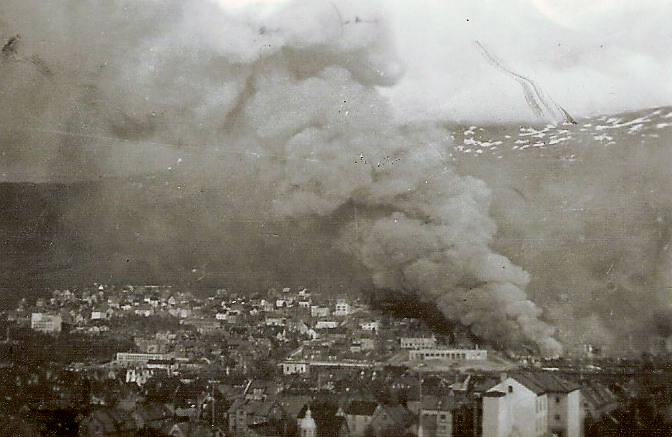
Narvik am 2. Juni

- 8. Juni: Die Wehrmacht besetzt Narvik neuerlich.
- 8. Juni: Bei einem Seegefecht im Europäischen Nordmeer werden die britischen Schiffe Glorious, Acasta und Ardent von den deutschen Schlachtschiffen Scharnhorst und Gneisenau versenkt. Dabei kommen 1519 Menschen ums Leben. Allerdings bewahrt die Glorious-Trägergruppe durch ihren Kampf den zu diesem Zeitpunkt nur 100 Seemeilen nördlich stehenden, schwach gesicherten Räumungskonvoi aus Narvik vor einer Katastrophe.
- 10. Juni: Norwegens Armee kapituliert gegenüber der deutschen Wehrmacht.

##### Westfeldzug und Krieg gegen England
- 10. Januar: Der deutsche Major Helmut Reinberger transportiert befehlswidrig die von Hitler ausgearbeiteten Pläne für den am 17. Januar geplanten Fall Gelb per Flugzeug. Als der Pilot sich verfliegt und bei Maasmechelen in Belgien notlanden muss, fallen die Pläne in die Hände des belgischen Generalstabs. Der Mechelen-Zwischenfall hat zur Folge, dass der Termin für die Invasion Frankreichs für mehrere Monate aufgeschoben wird, und die bisherige dem Schlieffen-Plan aus dem Ersten Weltkrieg entsprechende Strategie zugunsten eines von Erich von Manstein entwickelten später so genannten Sichelschnittplans zur Bildung eines Angriffsschwerpunkts in den Ardennen aufgegeben wird.
- 18. März: Adolf Hitler und Benito Mussolini treffen sich am Brennerpass in den Alpen und vereinbaren die Allianz gegen Frankreich und Großbritannien.
- April: Beginn der Stationierung britischer und französischer Flugzeuge für die Operation Pike, der geplanten aber nicht zur Ausführung gelangten Bombardierung russischer Erdölfelder.

Eroberung der Niederlande und Angriff durch die Ardennen

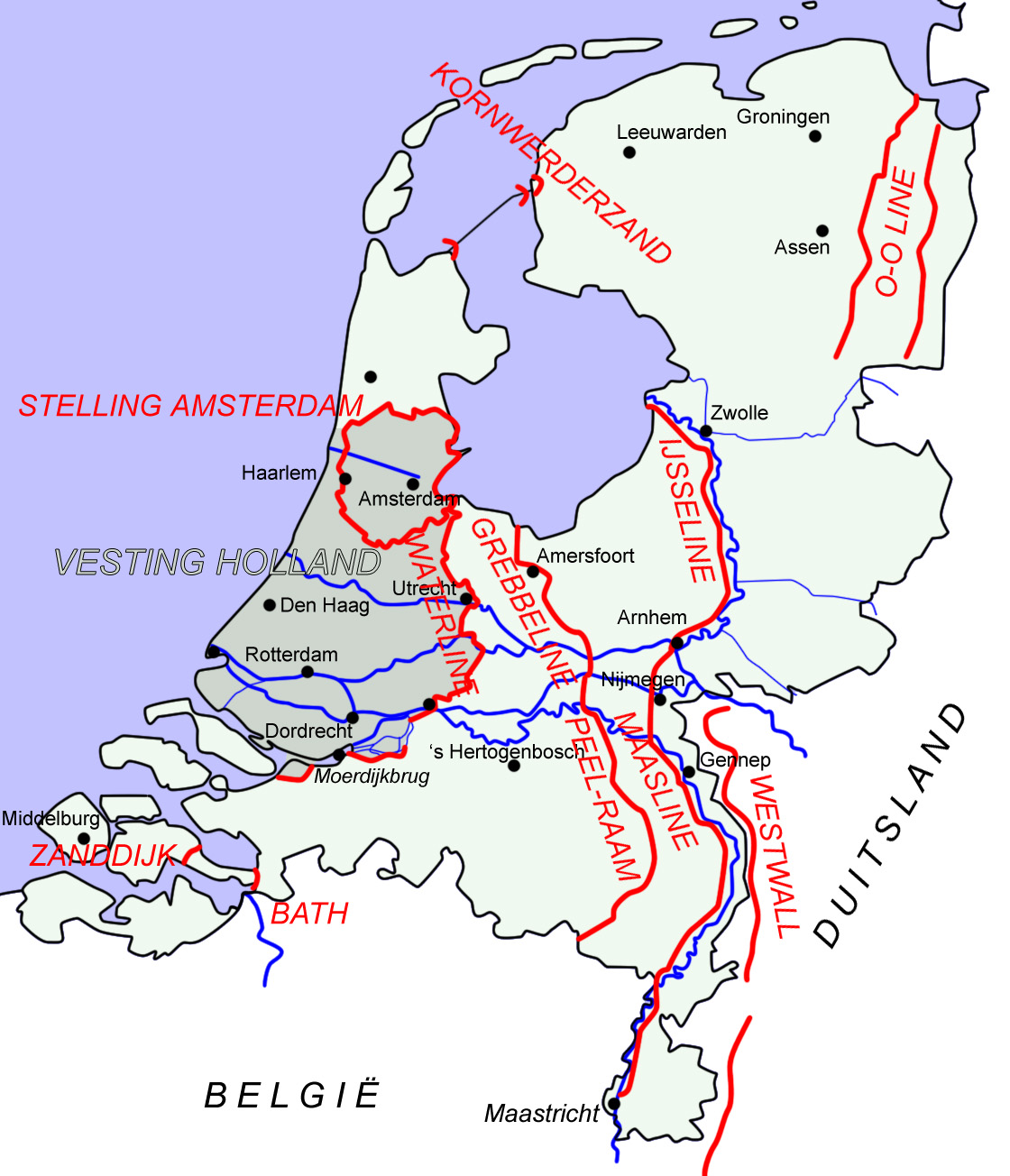
Niederländische Verteidigungslinien 1940

- 10. Mai: Mit dem Beginn des deutschen Westfeldzugs endet der sogenannte „Sitzkrieg“: Die deutsche Wehrmacht besetzt die neutralen Länder Niederlande, Belgien und Luxemburg, um die Maginot-Linie zu umgehen. Die Regierungen der drei Länder fliehen nach Großbritannien. Der Widerstand der niederländischen Armee ist gering, nur die Festung Holland um die Städte Leiden, Den Haag, Rotterdam, Dordrecht und Utrecht wird verbissen verteidigt.
- 10. Mai: Die Regierung Chamberlain tritt zurück: ein Kriegskoalitionskabinett unter Churchill übernimmt die Führung Großbritanniens. Am gleichen Tag beginnt die Royal Air Force mit dem Angriff auf deutsche Städte. 35 Bomber greifen Mönchengladbach an.
- 12. Mai: Die deutsche Wehrmacht überschreitet die französische Grenze.
- 13. Mai: Der britische Premier Winston Churchill hält seine bekannte Blut-Schweiß-und-Tränen-Rede vor dem britischen Parlament. Die niederländische Königin Wilhelmina geht mit ihrer Familie in britisches Exil.
- 13. bis 15. Mai: In der Schlacht von Sedan gelingt deutschen Panzertruppen der Durchbruch in die strategische Tiefe der alliierten Einheiten. Der Westfeldzug entwickelt sich damit für alle Beteiligten überraschend zum Blitzkrieg. Am 20. Mai stehen deutsche Panzer bei Abbeville am Ärmelkanal.

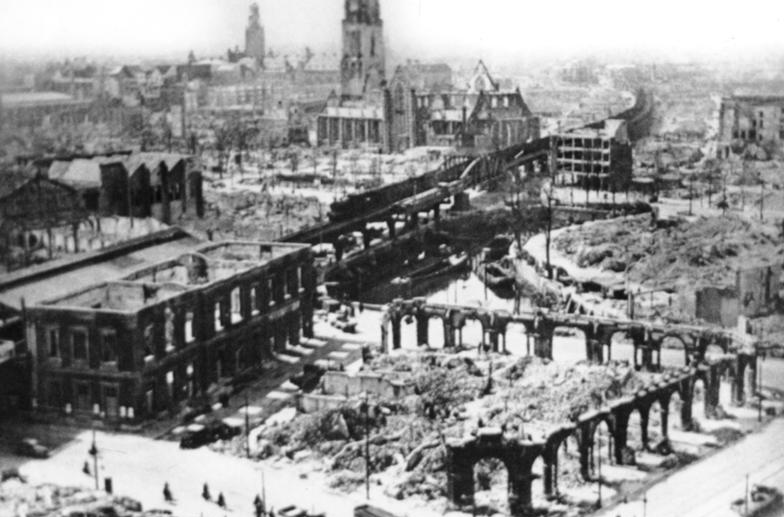
Rotterdam nach dem Luftangriff

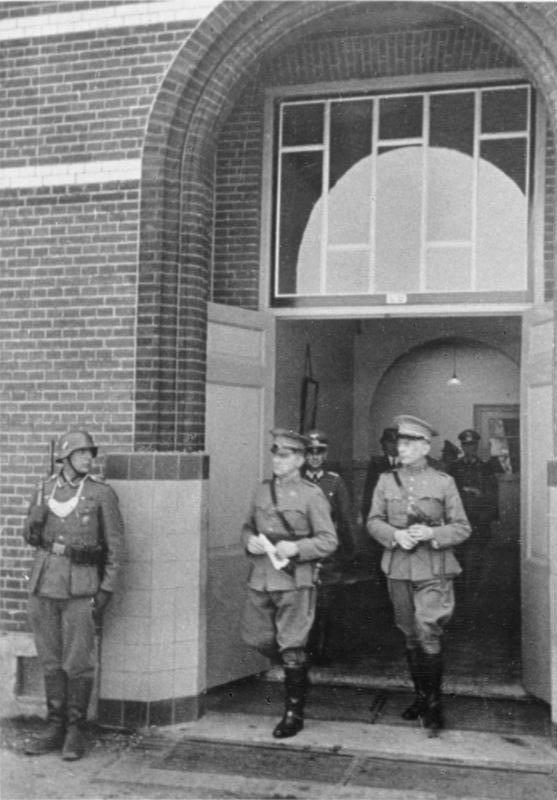
Kapitulation der Niederlande durch General Winkelmann

- 14. Mai: Die Bombardierung von Rotterdam kostet 814 Menschen das Leben, zerstört die komplette Altstadt und führt unmittelbar zur Kapitulation der Niederlande am nächsten Tag.
- 15. Mai: Die erste niederländische Widerstandsgruppe wird gebildet.
- 17. Mai: In Luxemburg-Stadt wird die Volksdeutsche Bewegung gegründet. Ihr Vorgesetzter ist Damian Kratzenberg und ihre Hauptaufgabe ist es, durch Propaganda die Luxemburger zu einer deutschlandfreundlichen Haltung zu bringen, um sie „heim ins Reich“ zu führen.

Westfeldzug 21. Mai bis 4. Juni

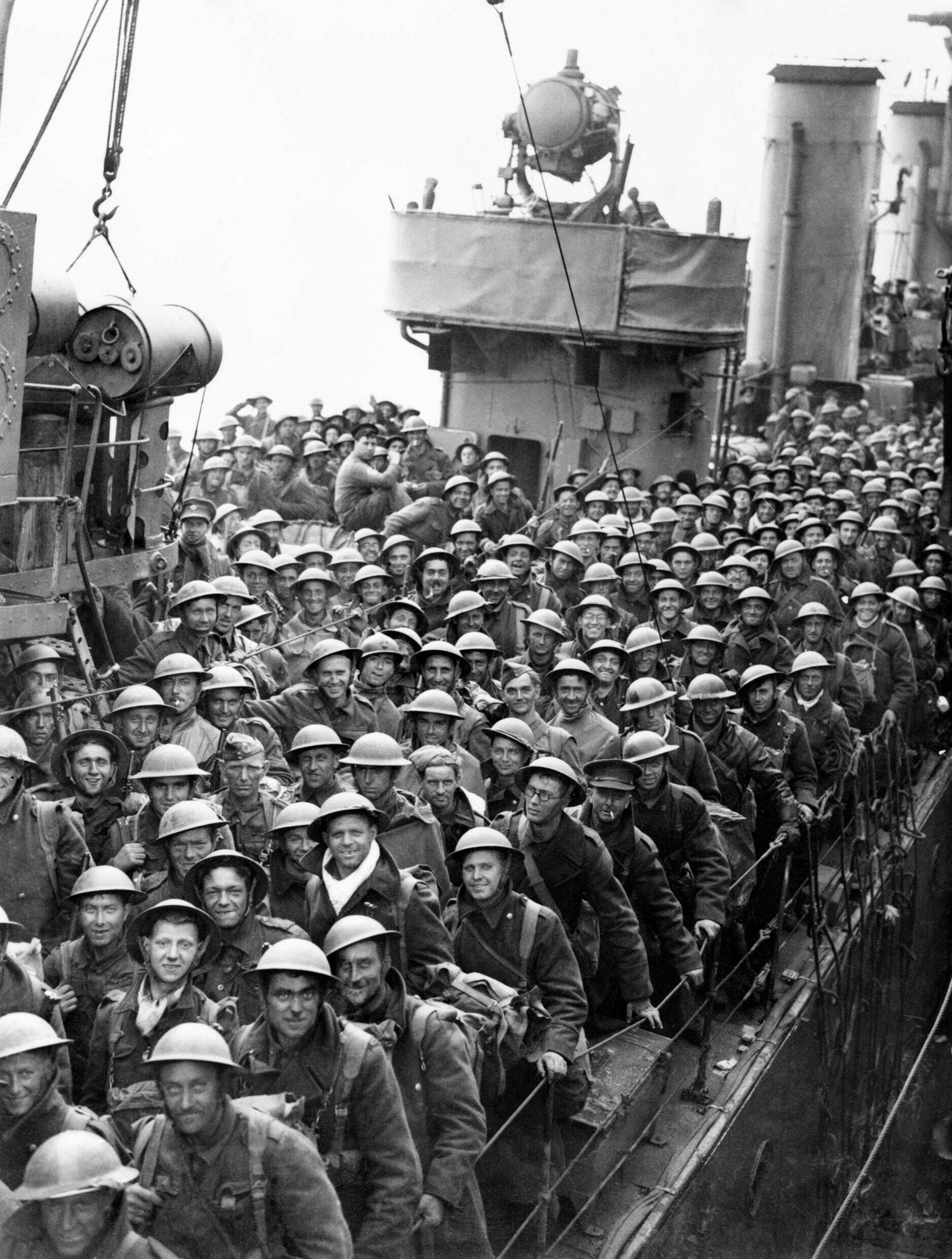
Ankunft von in Dünkirchen eingeschifften britischen Truppen in Dover

- 26. Mai: Die Schlacht von Dünkirchen beginnt. Die nordfranzösische Stadt Dünkirchen ist der letzte Evakuierungshafen der British Expeditionary Force. Es gelingt den Briten und Franzosen, den Brückenkopf solange zu verteidigen, bis in der Operation Dynamo vor der Einnahme der Stadt am 4. Juni durch die Deutschen knapp 340.000 alliierte Soldaten nach England evakuiert worden sind. Gleich im Anschluss an die Schlacht beginnt Fall Rot, die „Schlacht um Frankreich“.
- 27. Mai: Beim Massaker von Le Paradis werden 97 britische Kriegsgefangene von Deutschen hingerichtet.
- 28. Mai: Leopold III., der König der Belgier, kapituliert mit seinen Truppen gegenüber dem Deutschen Reich, ohne über politische Befugnisse zu verfügen. Er beruft sich auf die Handlungsunfähigkeit der nach London geflohenen Regierung Hubert Pierlots.
- 28. Mai: Das französische Passagierschiff Brazza wird an der Westküste Portugals von dem deutschen U-Boot U 37 versenkt. Von den 576 Passagieren und Besatzungsmitgliedern kommen 379 ums Leben.
- 4. Juni: Premierminister Winston Churchill hält vor dem britischen Unterhaus und danach im Rundfunk eine Rede unter dem Leitsatz We Shall Fight on the Beaches. Darin stärkt er den Verteidigungswillen der Briten gegenüber dem NS-Regime.
- 10. Juni: Italien erklärt Frankreich und Großbritannien den Krieg. Der italienische Diktator Mussolini spekuliert darauf, bei Friedensverhandlungen Land (z. B. eine französische Kolonie) zugesprochen zu bekommen.
- 10. Juni: Die französische Regierung – Ministerpräsident ist seit dem 21. März Paul Reynaud – verlässt Paris Richtung Bordeaux und erklärt Paris zur offenen Stadt.
- 12. Juni: Nachdem deutsche Truppen die Maginot-Linie durchbrochen haben, räumen die französischen Einheiten Lothringen.

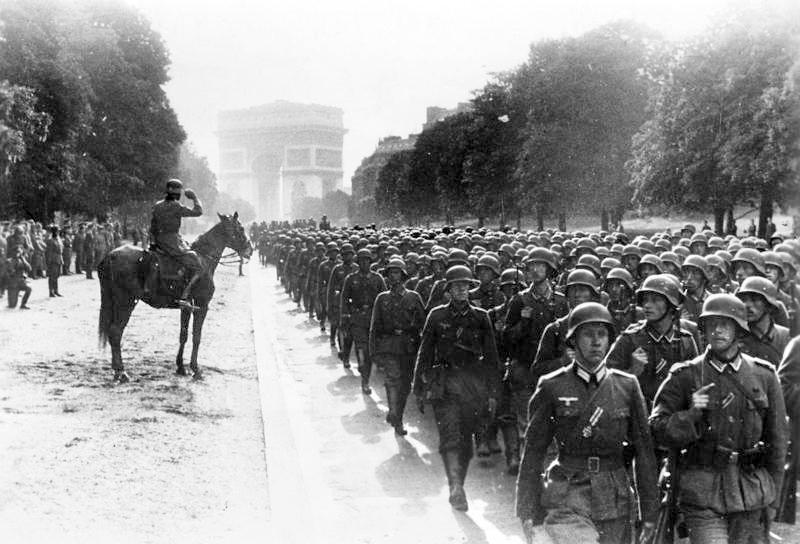
Deutsche Siegesparade auf der Avenue Foch vor dem Arc de Triomphe

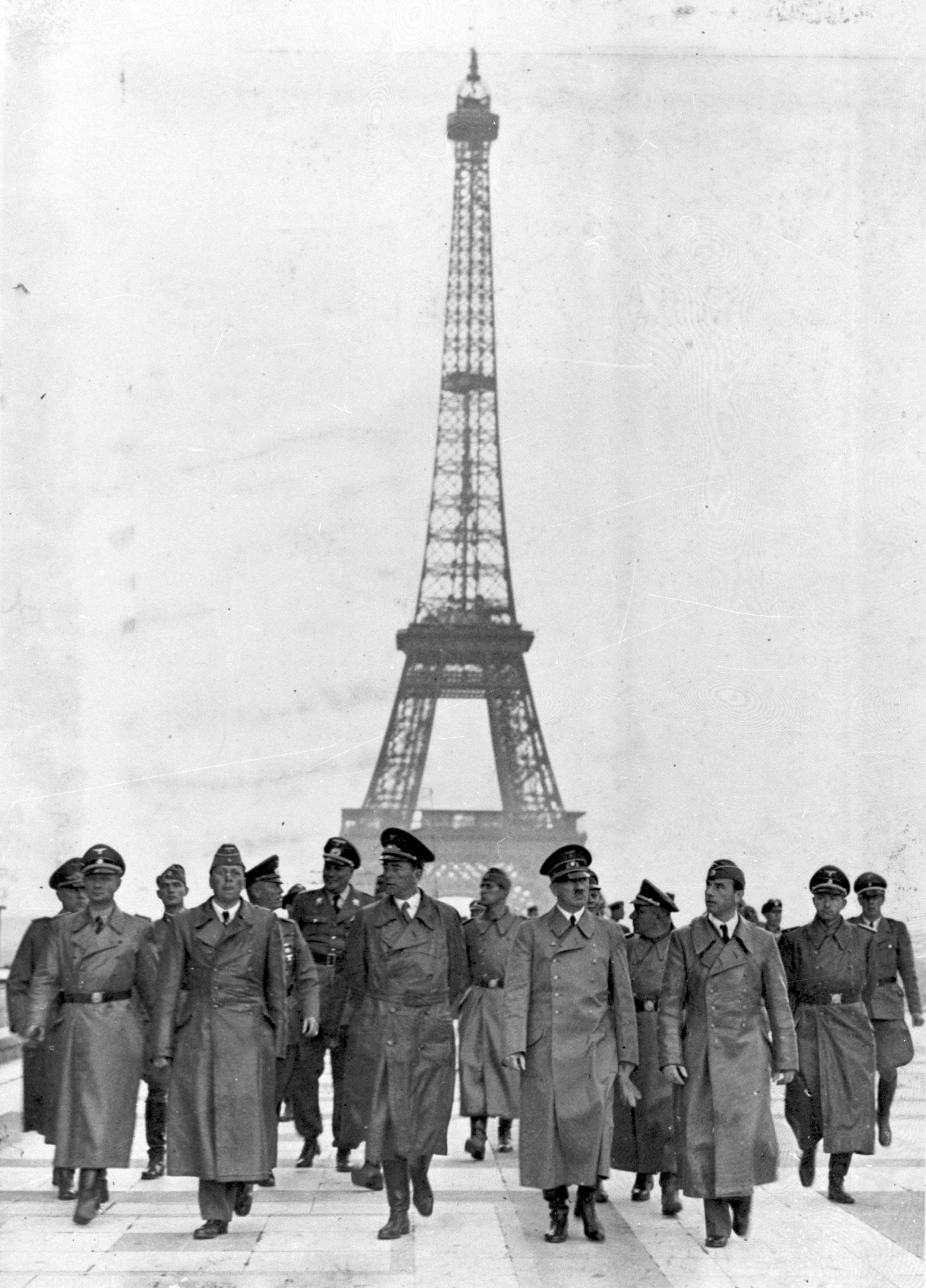
Hitler besucht Paris

- 14. Juni: Deutsche Truppen besetzen Paris.
- 16. Juni: Paul Reynaud tritt als Ministerpräsident zurück, nachdem er im Parlament mit der Abstimmung über die Fortsetzung des Krieges und den Abschluss der von Winston Churchill vorgeschlagenen französisch-britischen Union in der Minderheit geblieben ist. Der französische Staatspräsident Albert Lebrun betraut daraufhin seinen Stellvertreter, den populären Henri Philippe Pétain, den „Helden von Verdun“, mit der Regierungsbildung und der Einleitung von Waffenstillstandsverhandlungen, der wenig später das Ende der Dritten Republik besiegelt.
- 17. Juni: Deutsche Bomber versenken vor der französischen Küste bei Saint-Nazaire den zur Evakuierung britischer Truppen aus Frankreich eingesetzten Passagierdampfer Lancastria mit 6.000 bis 9.000 Menschen an Bord. 2.477 werden gerettet; die übrigen sterben. Es handelt sich um den verlustreichsten Schiffsuntergang der britischen Geschichte; er wird auf Befehl Winston Churchills geheim gehalten.
- 18. Juni: Der französische General Charles de Gaulle ruft von London aus zum Widerstand auf („Appell des 18. Juni“) und bildet das Comité national français als provisorische Exilregierung.
- 18. Juni: Premierminister Winston Churchill hält im britischen Unterhaus seine Rede This Was Their Finest Hour, um die Motivation der Briten zum Widerstand nach den deutschen Erfolgen im Westfeldzug des Zweiten Weltkriegs zu stärken.
- 21. Juni: Mussolini lässt die italienische Armee eine Offensive in den Alpen beginnen, um die eigene Verhandlungsposition zu stärken, kann aber nur minimale Geländegewinne erzielen.

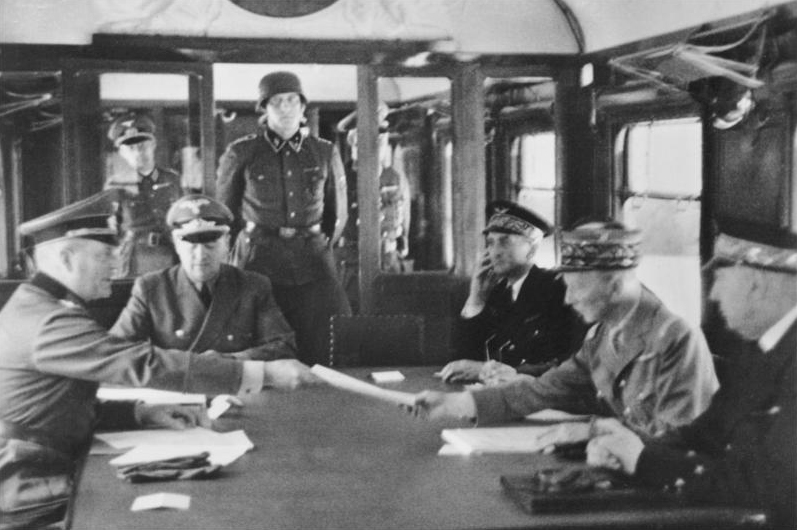
Überreichung der Waffenstillstandsbedingungen

Besetztes Frankreich und Vichy-Regime

- 22. Juni: Am gleichen Ort und im gleichen Eisenbahnwagon wie 1918 wird in Compiègne der Waffenstillstand zwischen Frankreich und Deutschland unterzeichnet. Die De-facto-Kapitulation bringt unter anderem die Teilung Frankreichs in einen unter deutscher Militärverwaltung stehenden Nord- und Westteil unter dem Befehl von Alexander von Falkenhausen sowie einen unbesetzten Südteil (etwa 40 % der Landesfläche) mit Vichy als Sitz der französischen Regierung.
- 3. Juli: Um eine befürchtete Übergabe französischer Kriegsschiffe an die Deutschen zu verhindern, greifen in der Operation Catapult britische Verbände im französischen Kriegshafen Mers-el-Kébir in Algerien liegende Flottenverbände an. Militärisch ist die Operation, bei der rund 1300 französische Seeleute ums Leben kommen, nur teilweise ein Erfolg. Zwar können zwei Schiffe versenkt werden, doch entkommt die restliche Flotte in Richtung der südfranzösischen Häfen.
- 10. Juli: Die Luftschlacht um England setzt mit Angriffen der deutschen Luftwaffe auf Konvois im Ärmelkanal und küstennahe britische Marineeinrichtungen ein. Das Deutsche Reich möchte mit diesen Angriffen die Kapitulation Großbritanniens erzwingen.
- 11. Juli: Philippe Pétain gründet in Vichy den État français. Am Tag zuvor hat die in Vichy versammelte Nationalversammlung ihn mit einem neuen Verfassungsgesetz dazu bevollmächtigt. Damit endet die Dritte Französische Republik.
- 12. Juli: Philippe Pétain verkündet die ersten drei Konstitutionsakte, in denen er sich unter anderem selbst zum Chef d’État mit Weisungsrecht gegenüber der Exekutive, Legislative und Judikative erklärt. Mit Konstitutionsakt Nummer 4 erklärte er überdies Pierre Laval zu seinem Stellvertreter.

Plan des Unternehmens Seelöwe

- 16. Juli: Adolf Hitler gibt den Befehl, das Unternehmen Seelöwe, die Invasion Großbritanniens, vorzubereiten.
- 19. Juli: Adolf Hitler richtet in einer Reichstagsrede einen Friedensappell an die britische Regierung.
- 2. August: Das CdZ-Gebiet Luxemburg wird gegründet. Das bisherige Großherzogtum wird einer deutschen Zivilverwaltung unterstellt und damit praktisch deutschem Reichsgebiet gleichgestellt. Der Gebrauch der französischen Sprache wird kurz darauf verboten. Am 22. Oktober werden die luxemburgische Abgeordnetenkammer und der luxemburgische Staatsrat, die noch als Landesverwaltung im Amt geblieben sind, aufgelöst.
- 2. August: Auch der deutsche Teil Lothringens erhält durch Führererlass eine Zivilverwaltung. Chef der Zivilverwaltung mit Sitz in Saarbrücken wird Josef Bürckel.
- 11. August: Beginn der Operation Razzle zur Vernichtung der deutschen Ernte durch Massenabwurf von Brandplättchen
- 13. August: Die deutsche Luftwaffe beginnt in der Luftschlacht um England mit einer Serie von Großangriffen auf Einrichtungen der britischen Royal Air Force.

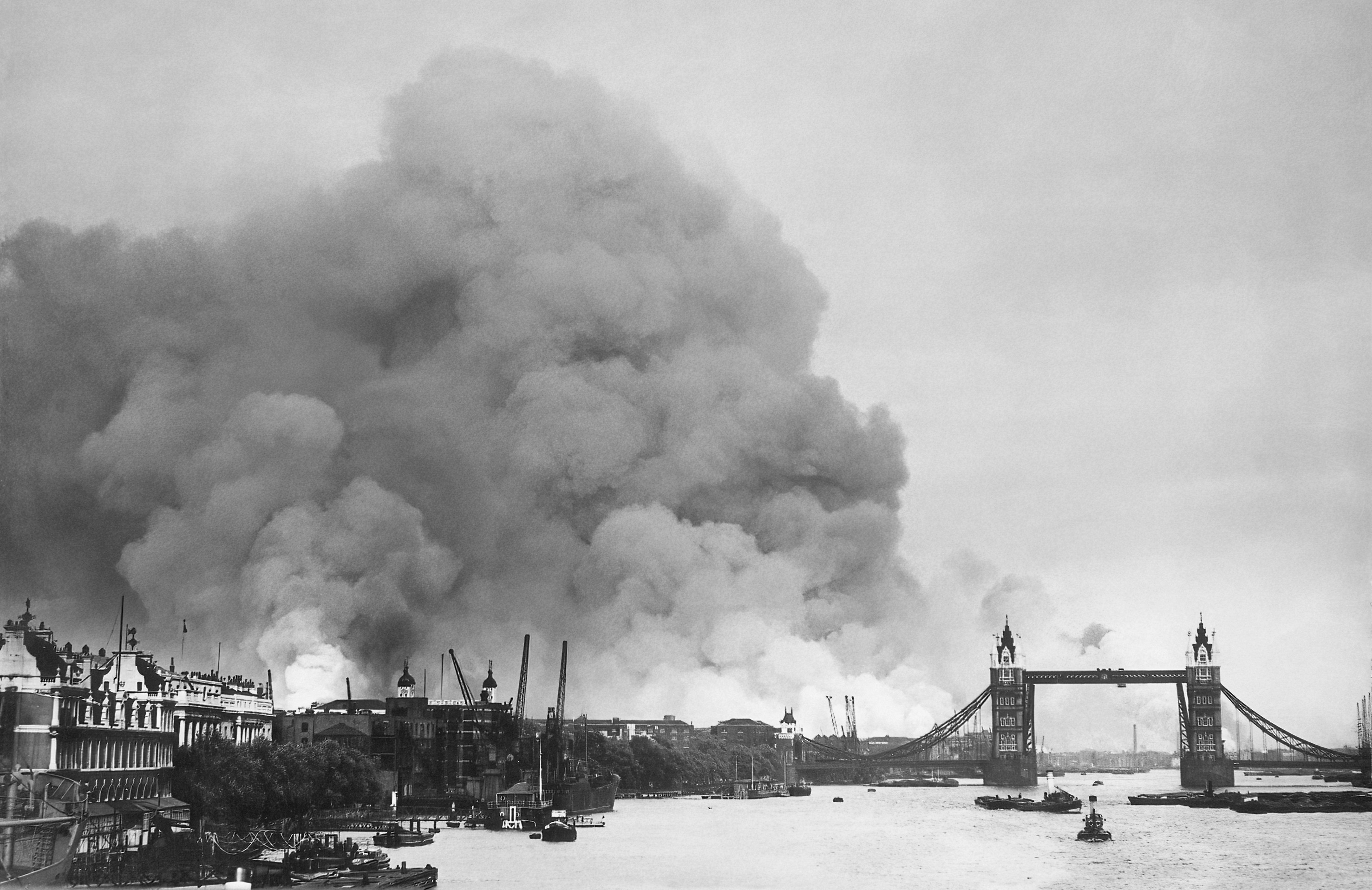
London am 7. September 1940

- 7. September: In der Luftschlacht um England beginnt der London Blitz, eine 57 Tage dauernde Bombardierung Londons durch die Luftwaffe.
- 17. September: Hitler verschiebt das Unternehmen Seelöwe gegen Großbritannien „bis auf weiteres“.
- 18. September: Der britische Ozeandampfer City of Benares wird vor der Rockall-Sandbank vom deutschen U-Boot U 48 ohne Vorwarnung torpediert und versenkt. Unter den 248 Todesopfern sind 77 Kinder eines britischen Kinderrettungsprogramms.
- 22. Oktober: Deportation von etwa 6.500 jüdischen Bürgern aus Baden, der Pfalz und dem Saarland nach dem südfranzösischen Gurs (Camp de Gurs)

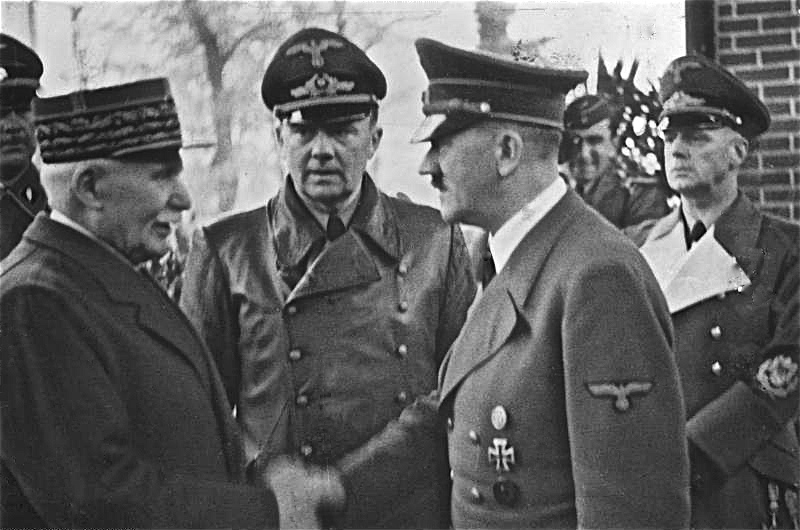
Pétain und Hitler in Montoire

- 24. Oktober: Bei einem Treffen mit Hitler in Montoire lehnt Philippe Pétain einen Kriegseintritt an der Seite der Achsenmächte ab und erklärt Frankreichs Neutralität. Jedoch hält er eine Kollaboration mit dem Deutschen Reich für notwendig, um die Versorgung der Bevölkerung sicherzustellen, Art und Umfang der materiellen, personellen und industriellen Ausbeutung des Landes in Grenzen zu halten und die Rückführung der fast zwei Millionen französischer Soldaten aus deutscher Kriegsgefangenschaft zu erreichen.
- 28. Oktober: Vor der irischen Nordwestküste sinkt der kanadische Ozeandampfer Empress of Britain nach Bombardierung durch einen deutschen Seefernaufklärer und Torpedierung durch ein deutsches U-Boot; 45 Menschen sterben.
- 29. Oktober: Die Großangriffe auf London bei Tag werden eingestellt, die Nachtangriffe gehen jedoch weiter.

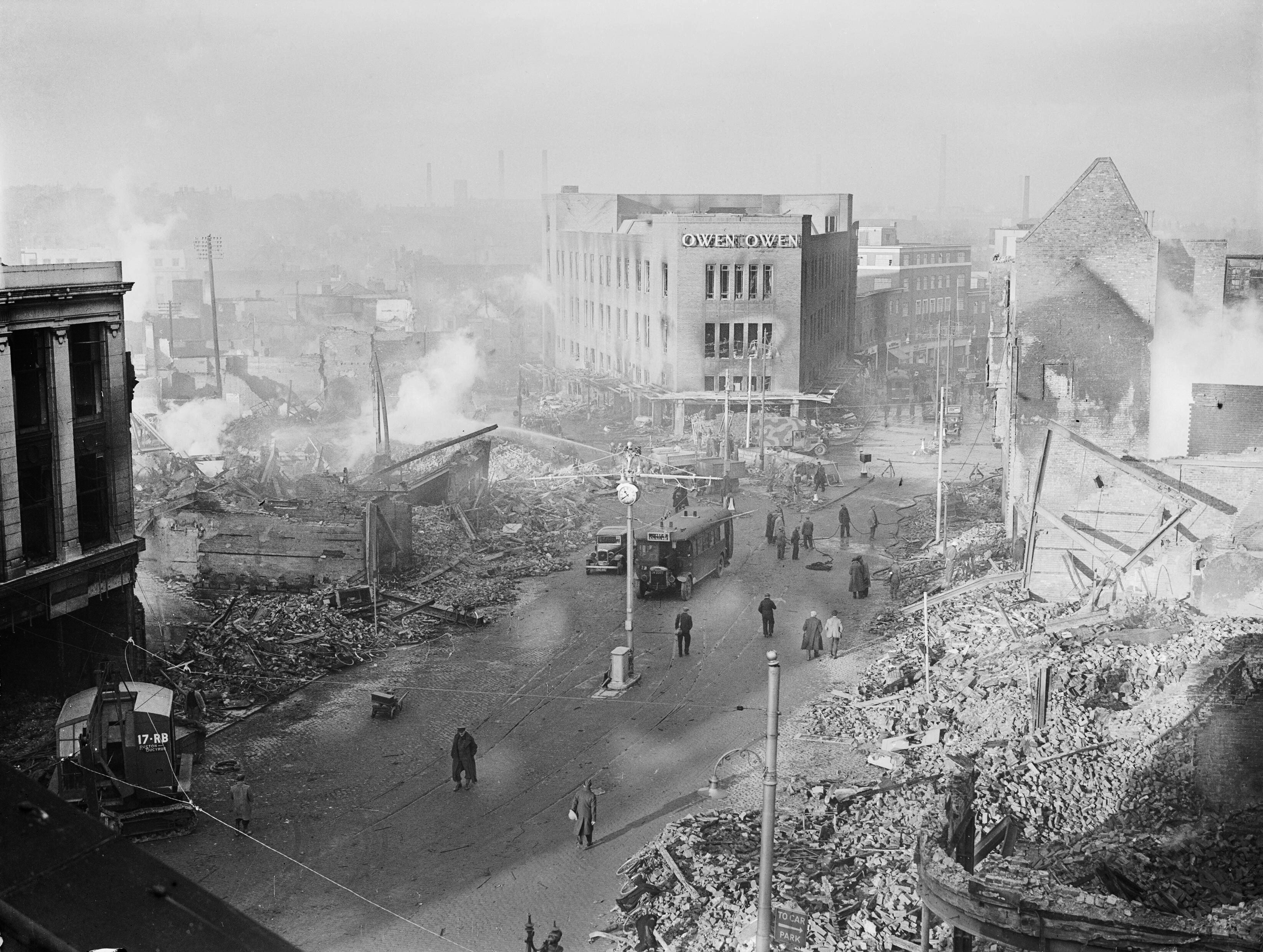
Die zerstörte Innenstadt Coventrys

- 14. November: Der erste Luftangriff auf Coventry durch die Luftflotte 3 und die Pfadfindereinheiten der Kampfgruppe 100 während The Blitz ist der bisher schwerste Luftangriff des Krieges. Mindestens 568 Menschen kommen ums Leben, die Coventry Cathedral wird zerstört.
- In der Nacht vom 29. auf den 30. Dezember führt einer der verheerendsten deutschen Luftangriffe auf die Londoner City zu einem Feuersturm, der als der „zweite große Brand von London“ bezeichnet wird.

##### Balkan und „Unternehmen Barbarossa“
- 26. Juni: Die Sowjetunion richtet ein Ultimatum an das Königreich Rumänien mit der Forderung, Bessarabien, die nördliche Bukowina und das Herza-Gebiet abzutreten.
- 28. Juni: Die Rote Armee besetzt nach Ablauf des Ultimatums die genannten rumänischen Gebiete. Das Deutsche Reich duldet die im geheimen Zusatzprotokoll zum deutsch-sowjetischen Nichtangriffspakt bekundete Absicht, das Gebiet zurückzuverlangen.
- 31. Juli: Hitler erklärt den Spitzen der Wehrmacht seinen Entschluss, spätestens im Frühjahr 1941 („Unternehmen Barbarossa“) einen Feldzug gegen die Sowjetunion zu führen.
- 30. August: Im Zweiten Wiener Schiedsspruch sprechen Deutschland und Italien dem Königreich Ungarn Landesteile von Rumänien (nördliches Siebenbürgen) zu. Sie garantieren gleichzeitig die neuen Grenzen Rumäniens.
- 6. September: Carol II., König von Rumänien, dankt ab. Sein Sohn Michael I. wird der Nachfolger.
- 12. Oktober: Erste Teile der Deutschen Heeresmission in Rumänien (Lehrstab R) rücken in Rumänien ein.
- 28. Oktober: Der griechische Präsident Ioannis Metaxas lehnt das italienische Ultimatum zur Gewährung von Stützpunkten mit dem berühmten Wort όχι (Nein) ab. Daraufhin beginnt mit dem Einmarsch italienischer Truppen von Albanien aus der Griechisch-Italienische Krieg.
- 13. Dezember: Adolf Hitler erlässt „Weisung Nr. 20“ über die Vorbereitung der Besetzung Griechenlands im nächsten Frühjahr.
- 18. Dezember: Hitler erlässt Weisung Nr. 21 zur Vorbereitung des Überfalls auf die Sowjetunion (Unternehmen Barbarossa).

##### Der Krieg in Afrika

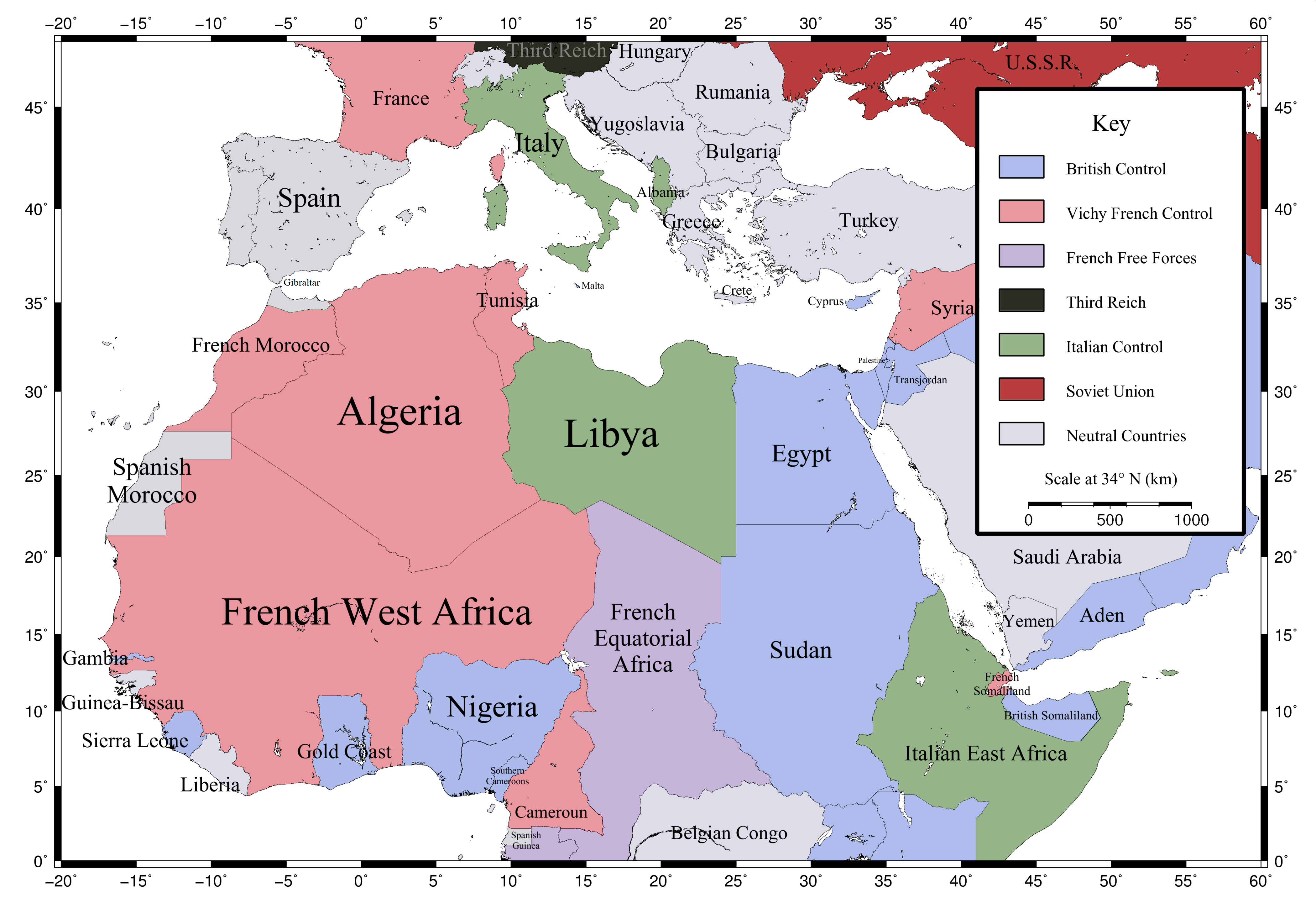
Der Mittelmeerraum vor Beginn des Afrikafeldzugs

- 28. Juni: Italo Balbo, Gouverneur-General Italienisch-Libyens, kommt beim Anflug seiner Maschine auf Tobruk durch Eigenbeschuss ums Leben. Benito Mussolini ersetzt ihn durch Rodolfo Graziani, den er sogleich mit einer groß angelegten Offensive gegen Ägypten bis zum 8. August beauftragt, mit dem Ziel, den Suezkanal zu erobern.
- 9. Juli: Die Seeschlacht bei Punta Stilo während der Belagerung von Malta zwischen der britischen Mediterranean Fleet unter Andrew Cunningham und der italienischen Regia Marina unter Inigo Campioni endet unentschieden.
- 26. August: Als erster Gouverneur einer französischen Kolonie unterstellt Félix Éboué den Tschad dem freien Frankreich unter Charles de Gaulle. Cameroun und Französisch-Äquatorialafrika schließen sich im Lauf des Herbstes diesem Schritt an.

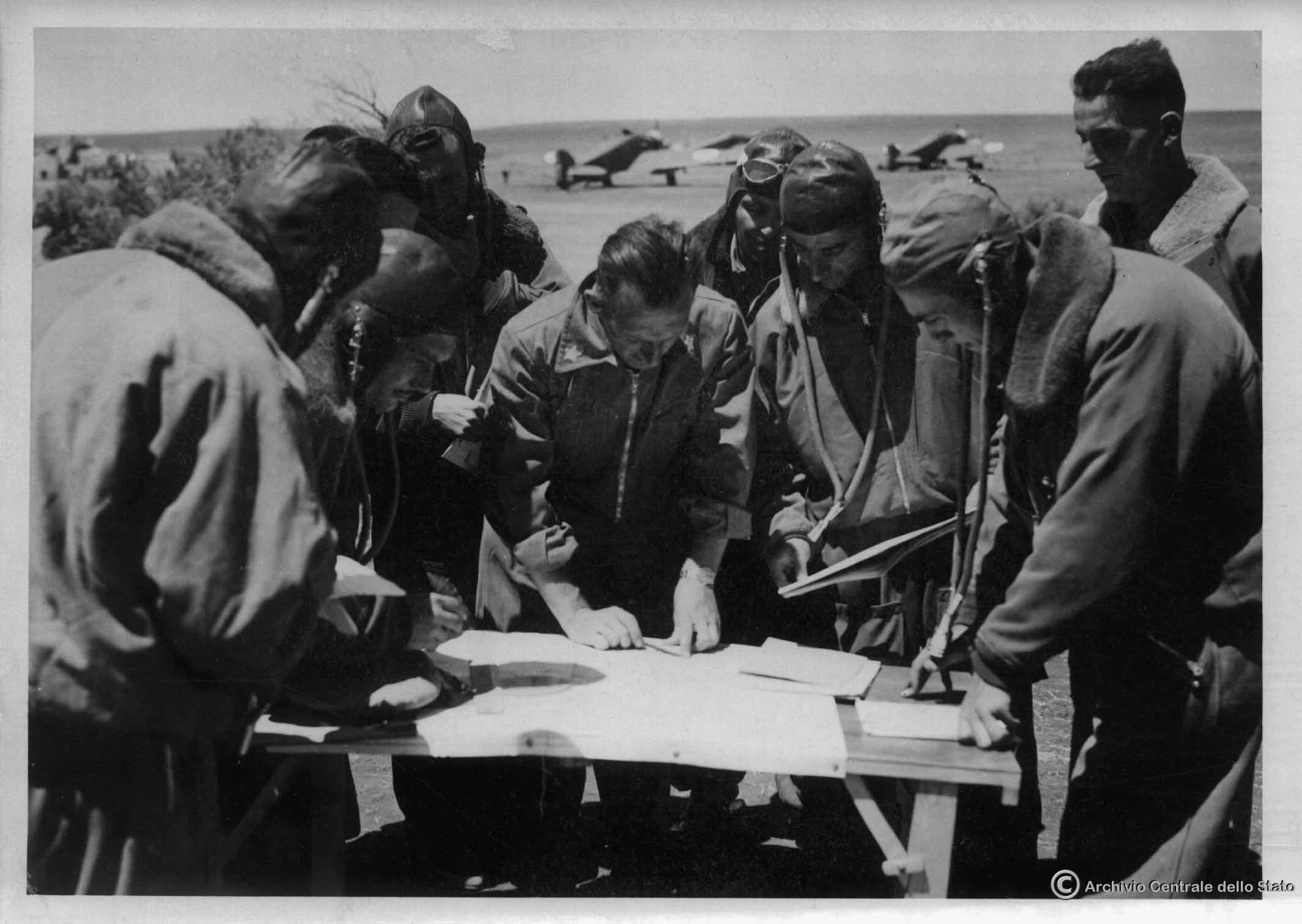
Italienische Piloten in Ägypten

- 9. September: Mit einer Serie von Luftangriffen auf britische Grenzposten wird die Italienische Invasion Ägyptens vorbereitet.
- 13. September: Mit der italienischen Invasion Ägyptens durch die 10. Italienische Armee unter Mario Berti beginnen die Kampfhandlungen in Nordafrika.

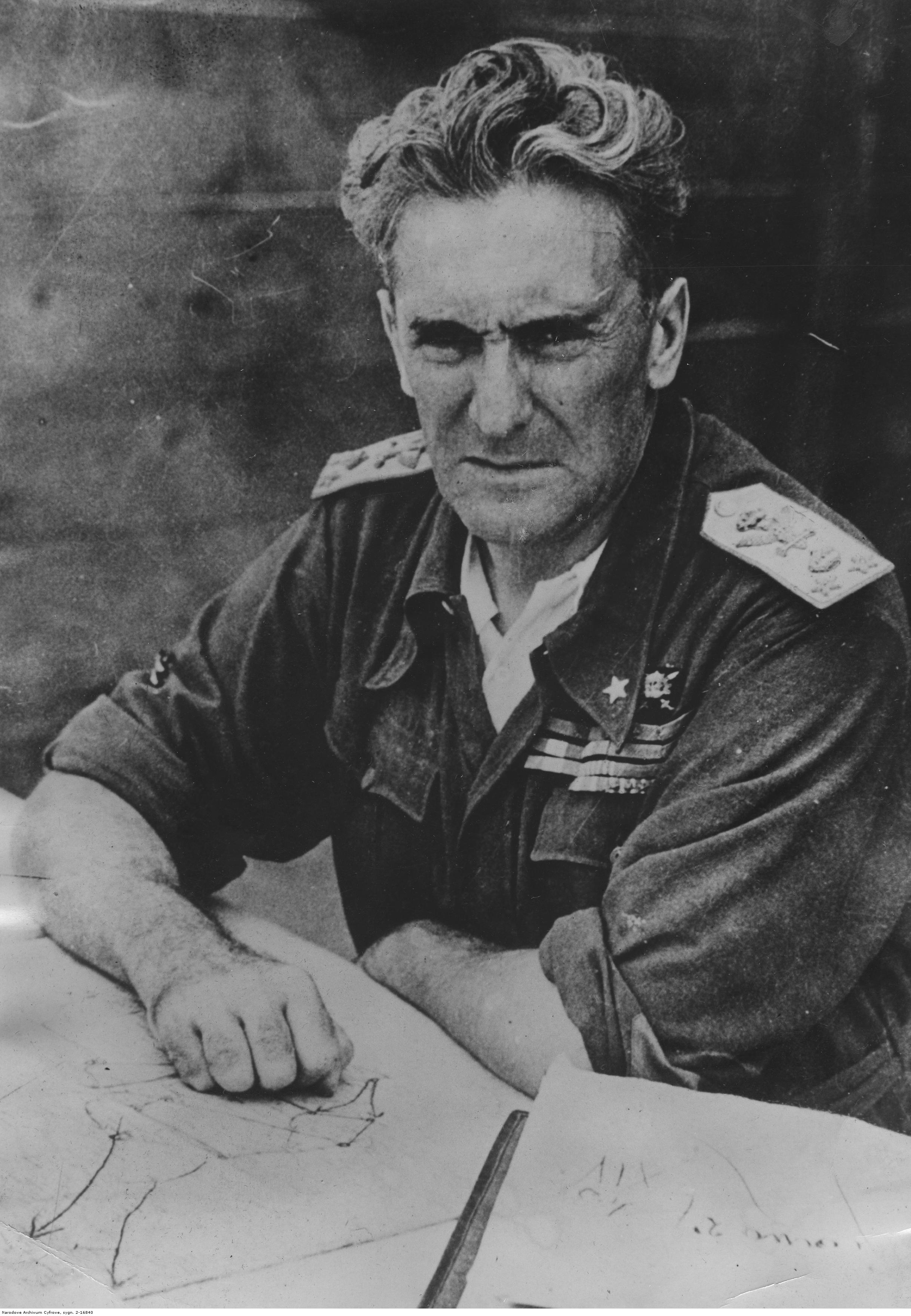
Rodolfo Graziani 1940

- 16. September: Die italienischen Truppen erobern Sidi Barrani. Die italienische Invasion Ägyptens endet ohne größere Kampfhandlungen mit den Alliierten. Das Ergebnis bleibt dabei weit hinter Mussolinis Erwartungen zurück. Rodolfo Graziani ignoriert in den nächsten Wochen alle Aufforderungen, die Invasion fortzusetzen.
- 23. bis 25. September: Britische und freifranzösische Verbände versuchen in der Operation Menace vergeblich, den Hafen von Dakar in Französisch-Westafrika und die dort vor Anker liegenden Schiffe der Vichy-Flotte unter ihre Kontrolle zu bringen.
- 11./12. November: Durch den britischen Angriff auf Tarent verliert die italienische Regia Marina auf einen Schlag rund die Hälfte ihrer Schlachtschiffe.

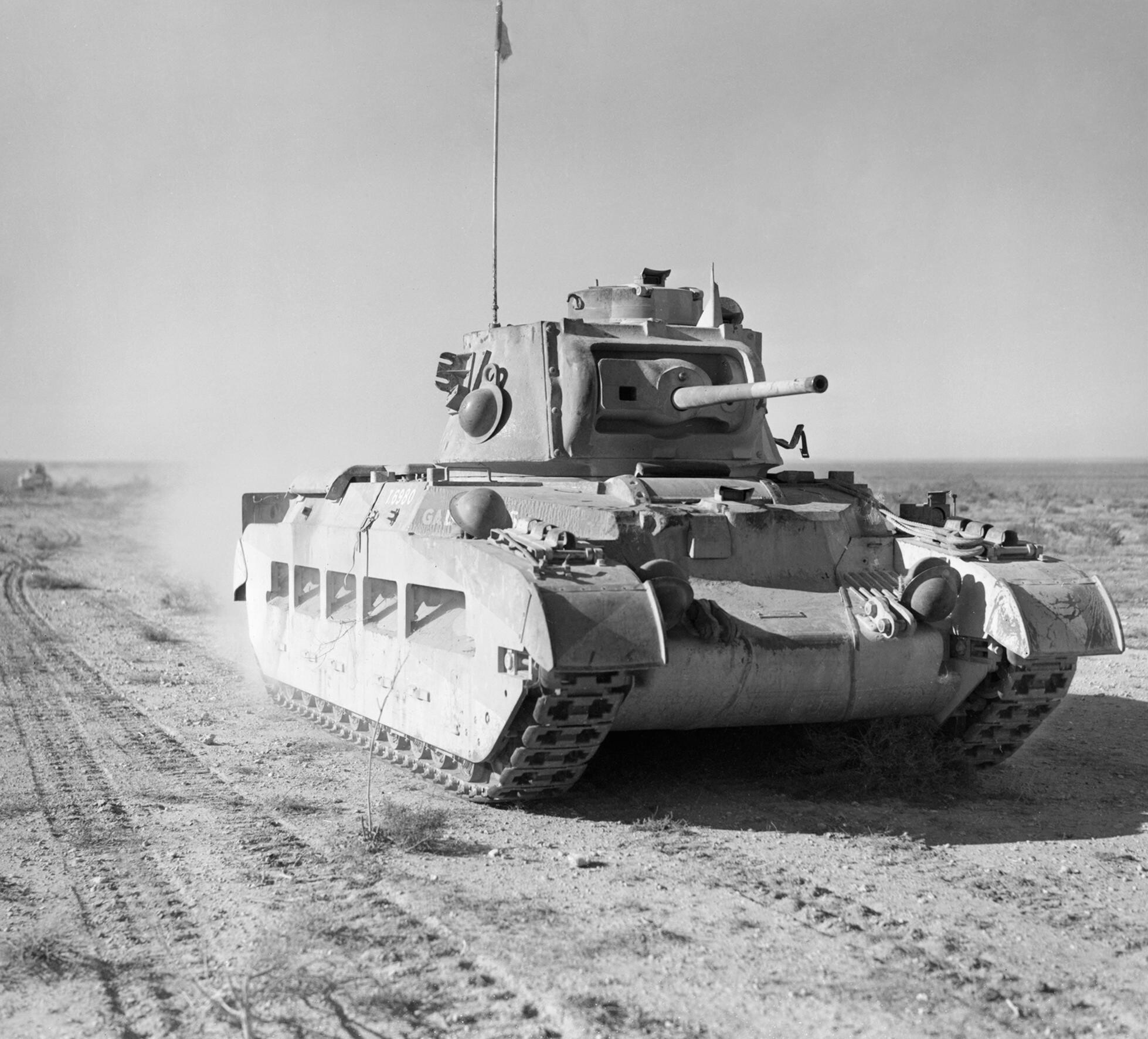
Britischer Matilda-II-Panzer während der Operation Compass

- 8. Dezember: Unter der Leitung von Richard O’Connor beginnt mit einer Reihe von Luftschlägen die Operation Compass, eine britische Gegenoffensive gegen die Italiener in Ägypten. Bis zum 15. Dezember rückt die Western Desert Force über den Halfaya-Pass weiter vor und kann schließlich Sollum und Fort Capuzzo einnehmen. Der rasche Vormarsch über die libysche Grenze wird allerdings verlangsamt, weil große Truppenteile für den Kampf in Italienisch-Ostafrika abgezogen werden.

##### Zweiter Japanisch-Chinesischer Krieg
- 30. März: In der im Zweiten Japanisch-Chinesischen Krieg von Japan besetzten chinesischen Stadt Nanking wird eine pro-japanische Marionettenregierung unter Wang Jingwei eingesetzt.

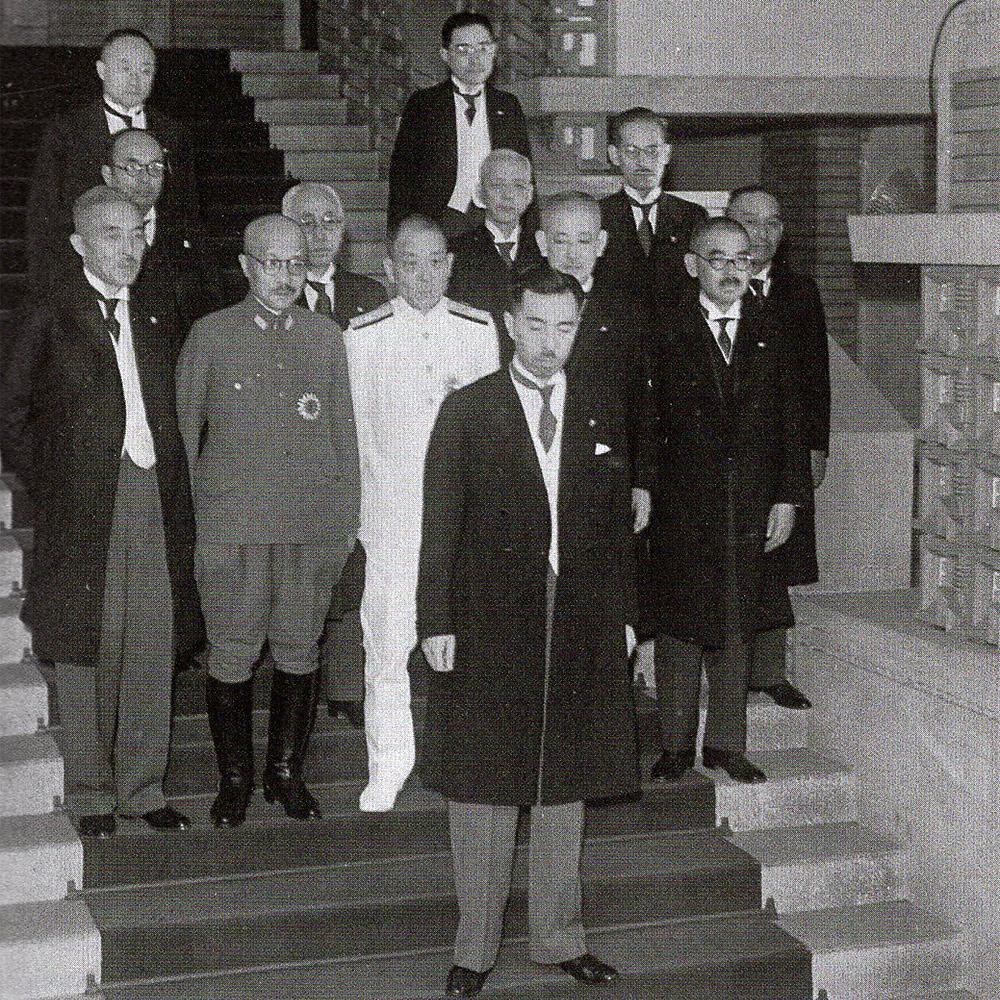
Zweites Kabinett Konoe

- 22. Juli: Konoe Fumimaro wird neuerlich japanischer Premierminister.
- 1. August: Außenminister Matsuoka Yōsuke verkündet das Konzept einer Großostasiatischen Wohlstandssphäre unter Ausschluss von „westlichen Einflüssen“.
- 20. August bis 5. Dezember: Die chinesische Rote Armee führt die Hundert-Regimenter-Offensive gegen die japanische Armee.
- 27. September: Japan schließt mit dem Deutschen Reich und Italien den Dreimächtepakt und bildet damit die Achse Berlin-Rom-Tokio.
- 12. Oktober: Premierminister Konoe Fumimaro gründet die japanische Sammelbewegung Taisei Yokusankai. Alle anderen Parteien werden verboten.
- 16. Oktober: Die Vereinigten Staaten verhängen ein Embargo für Öl und Metallschrott über Japan.

##### Weitere Kriegshandlungen in Asien und Ozeanien
- 1. Dezember: Der Französisch-Thailändische Krieg zwischen dem Frankreich der Vichy-Regierung in Indochina und dem Königreich Thailand beginnt, nachdem es zu einzelnen kleineren Zusammenstößen gekommen ist. Die französische Marine entsendet drei Schiffe, um die Küstenstadt Trat unter Beschuss zu nehmen.

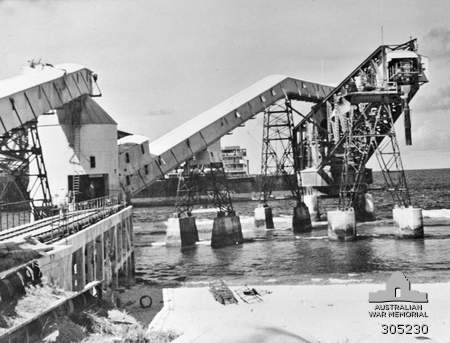
Beschädigte Phosphat-Ladestation auf Nauru nach dem Beschuss

- 6. bis 8. Dezember/27. Dezember: Deutsche Hilfskreuzer führen einen Angriff auf Nauru. Sie versenken fünf Handelsschiffe der Alliierten und beschädigen die Phosphat-Verladestationen auf der Insel schwer. Obwohl die Verladestationen und die Lieferung von Dünger für die Wirtschaft für Australien und Neuseeland auf Nauru und Ocean Island von großer Bedeutung sind, sind die Inseln militärisch ungeschützt und die angreifenden Deutschen können ihre Angriffe ohne Verluste durchführen. Die beiden Angriffe auf Nauru sind während des Zweiten Weltkriegs die wirkungsvollsten Attacken der deutschen Hilfskreuzer im Pazifik. Die Phosphatlieferungen nach Australien, Neuseeland und Japan müssen nach dem Angriff für die Dauer von zehn Wochen eingestellt werden.

##### Bündnispolitik
- 18. März: Adolf Hitler und Benito Mussolini haben ein hastig arrangiertes Treffen auf dem Brennerpass. Mussolini gibt die vage Zusage, dass Italien zu einem „geeigneten Zeitpunkt“ in den Krieg eintreten werde.
- 2. September: Großbritannien und die USA schließen das Zerstörer-für-Stützpunkte-Abkommen. Für die Überlassung von Stützpunkten für den Zeitraum von 99 Jahren auf den Bahamas, Bermudas, Jamaika, St. Lucia, Trinidad, Antigua sowie auf Neufundland und in Britisch-Guyana übergeben die USA der Royal Navy 43 und der Royal Canadian Navy sieben Schiffe aus der Zeit des Ersten Weltkrieges.
- 17. August: Im Ogdensburg-Abkommen, das vom amerikanischen Präsidenten Franklin D. Roosevelt und dem kanadischen Premierminister Mackenzie King nahe der Stadt Ogdensburg, New York unterzeichnet wird, vereinbaren die USA und Kanada die gemeinsame Verteidigung des amerikanischen Kontinents im Falle einer Invasion der britischen Inseln durch Deutschland.
- 27. September: Mit der Unterzeichnung des Dreimächtepaktes zwischen Deutschland, Italien und Japan im Großen Saal der Neuen Reichskanzlei entsteht die Achse Berlin-Rom-Tokio.
- 4. Oktober: Hitler und Mussolini treffen einander neuerlich am Brenner.
- 23. Oktober: In der Konferenz von Hendaye, dem einzigen persönlichen Treffen zwischen Hitler und Franco, gelingt es Hitler nicht, Franco zu einem spanischen Kriegseintritt zu bewegen.
- 12./13. November: Der Staatsbesuch des sowjetischen Außenkommissars Molotow in Deutschland dient zur Prüfung eines Interessenausgleichs zwischen den Ländern des Dreimächtepakts und der Sowjetunion.
- 20. bis 24. November: Ungarn (20.), Rumänien (23.) und die Slowakei (24.) treten dem Dreimächtepakt bei.
- 12. Dezember: Der „Ewige“ ungarisch-jugoslawischer Freundschaftsvertrag wird geschlossen. Er wird bereits am 3. April 1941 von Ungarn gebrochen.

#### Schweiz
- 1. Januar: Marcel Pilet-Golaz wird zum zweiten Mal Bundespräsident der Schweiz.
- 25. Juli: Der Oberbefehlshaber der Schweizer Armee, General Henri Guisan, bestellt alle höheren Offiziere zum Rütlirapport ein. Sie erhalten vorsorglich Befehle zur Landesverteidigung für den Fall einer befürchteten deutsch-italienischen Invasion.
- 15. November: In der Eingabe der Zweihundert an den Schweizer Bundesrat fordern Petenten aus dem rechtsbürgerlichen Lager die Entmachtung von Chefredaktoren bürgerlicher Zeitungen und die Ausweisung des Völkerbundes aus der Schweiz.

#### Weitere Ereignisse in Europa
- 1. Januar: Die Studentische Dienstpflicht tritt im Deutschen Reich in Kraft, die während der ersten drei Semester des Studiums in den Kameradschaften des Nationalsozialistischen Deutschen Studentenbundes oder den Dienstgemeinschaften der Deutschen Studentenschaft abgeleistet werden müssen.
- 20. Januar: Die Tötungsanstalt Grafeneck, die zur Durchführung der Aktion T4, der systematischen Ermordung von Menschen mit Behinderung, errichtet wurde, nimmt ihren Betrieb auf. Bis Januar 1941 werden noch fünf weitere Tötungsanstalten fertiggestellt. In Grafeneck allein werden bis zu seiner Schließung im Dezember rund 10.000 Menschen ermordet.
- 13. März: Der revolutionäre Sikh Udham Singh erschießt in London Sir Michael O’Dwyer, den früheren Gouverneur des Punjab. Dwyer war für das am 13. Februar 1919 vom britischen Militär verübte Massaker von Amritsar verantwortlich.
- 24. Dezember: Erste Weihnachtsringsendung des „Großdeutschen Rundfunks“ zur „Verbindung von Front und Heimat“.

#### Weitere Ereignisse weltweit
- 6. Januar: Von Simonstown, einem englischen Flottenstützpunkt in Südafrika, holt der US-amerikanische Kreuzer Louisville als Pfand für Waren- und Waffenkredite an England, Gold im Wert von ca. 150 Mio. Dollar ab.
- 27. Februar: Bei einem Flug über der Antarktis entdeckt Richard E. Byrd eine unbekannte Insel, die durch ihn den Namen Thurston-Insel erhält.
- 23. März: Die All India Muslim League unter Leitung von Ali Jinnah verabschiedet in Lahore, Britisch-Indien, die Lahore-Resolution. In ihr wird auf Grundlage der Zwei-Nationen-Theorie ein eigener Staat für die indischen Muslime gefordert. Bis zur Gründung Pakistans vergehen danach noch sieben Jahre.

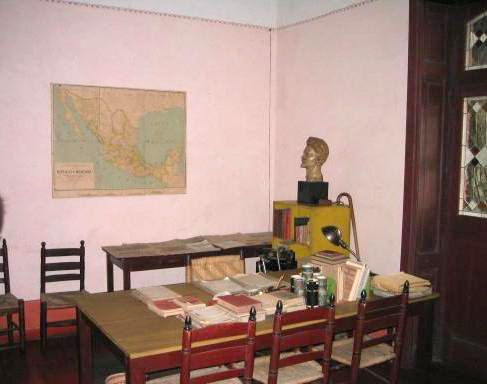
Das Arbeitszimmer, in dem Leo Trotzki ermordet wurde

- 20. August: Stalins Agent Ramón Mercader verübt in Mexiko-Stadt ein Attentat auf den russischen Revolutionsführer Leo Trotzki. Dieser erliegt am folgenden Tag seiner Verletzung.
- 16. September: In den Vereinigten Staaten wird die Wehrpflicht eingeführt.
- 10. Oktober in Kuba tritt eine der für die damalige Zeit progressivsten Verfassungen in Kraft. In die konkrete Tat umgesetzt wird sie jedoch praktisch nie.

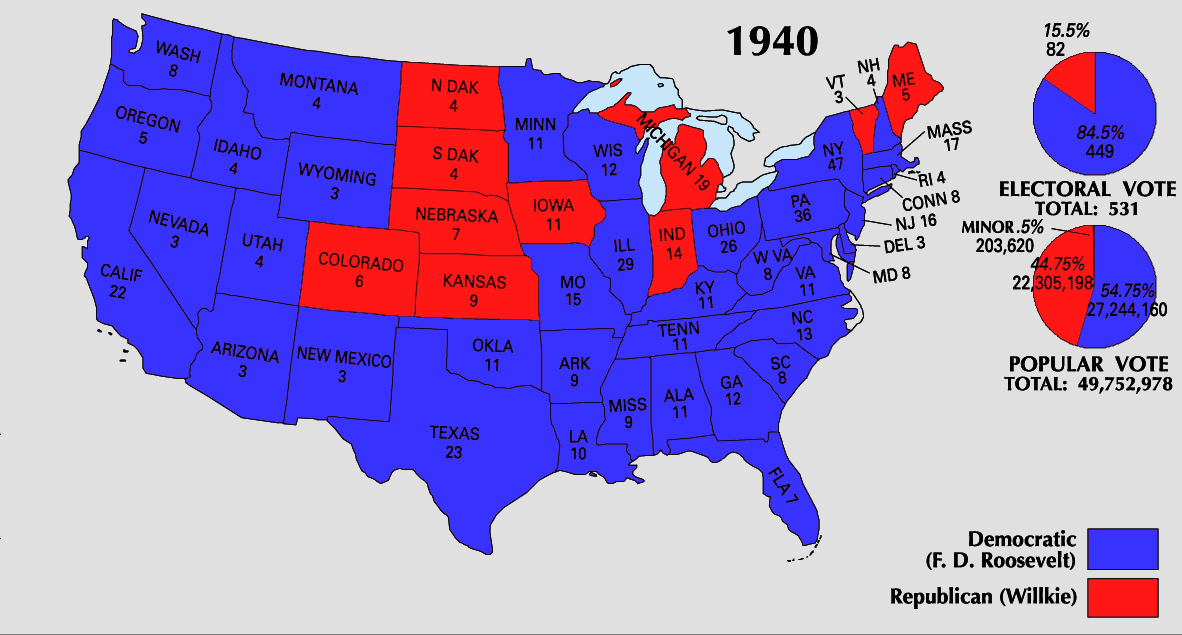
Karte der Wahl 1940

- 5. November: Bei der Präsidentschaftswahl in den Vereinigten Staaten unterliegt der Republikaner Wendell Willkie dem demokratischen Amtsinhaber Franklin D. Roosevelt. Dieser wird damit als einziger Präsident der Vereinigten Staaten für eine dritte Amtszeit gewählt.

### Wirtschaft
- 3. März: Die Queen Elizabeth läuft wegen des Krieges insgeheim in Liverpool zu ihrer Jungfernfahrt aus. Das zu dieser Zeit weltweit größte Passagierschiff steuert New York City an.
- 15. Mai: Der Chemiekonzern DuPont beginnt mit dem Verkauf von fünf Millionen Paar Nylonstrümpfen in ausgewählten Geschäften in US-amerikanischen Metropolen (N-Day).
- 15. Mai: Das erste McDonald’s-Restaurant wird von den Brüdern Richard und Maurice McDonald im kalifornischen San Bernardino an der Route 66 eröffnet.
- 26. Mai: Die von Nationalsozialisten zur Beeinflussung deutscher Intellektueller geschaffene Wochenzeitung Das Reich erscheint mit der Erstausgabe.
- 5. Juni: Im deutsch besetzten Amsterdam erscheint erstmals die Deutsche Zeitung in den Niederlanden.
- 7. Juni: Die 1927 gegründete spanische Fluggesellschaft Iberia (Líneas Aéreas de España) wird verstaatlicht.
- 7. September: In Wien nimmt die Vugesta, eine Einrichtung zur Umverteilung geraubten Privateigentums jüdischer Österreicher während der Zeit des Nationalsozialismus, ihre Tätigkeit auf.
- Da die kriegsbedingte Verknappung der Rohstoffe die Produktion von Coca-Cola in Deutschland erschwert, entwickelt der deutsche Coca-Cola-Chefchemiker Wolfgang Schetelig in Essen Fanta als Ersatzprodukt, so dass Coca-Cola nicht auf das Geschäft in Deutschland verzichten muss. Das Getränk besteht anfangs hauptsächlich aus Molke und Apfelresten sowie verschiedenen aus Italien bezogenen Fruchtsaftkonzentraten.

### Wissenschaft und Technik

#### Entwicklung der Atombombe
- März: Die emigrierten Physiker Otto Frisch und Rudolf Peierls verfassen an der Universität Birmingham das Frisch-Peierls-Memorandum über die Möglichkeit des Baus einer „Super-Bombe“ mittels Ausnutzung der bei Kernspaltung freiwerdenden Energie. Frisch und Peierls übergeben das Memorandum, in dem sie ihrer Sorge Ausdruck verleihen, dass eine solche Waffe in Nazi-Deutschland entwickelt werden könnte, unter dem Siegel strenger Geheimhaltung an ihren australischen Kollegen Mark Oliphant, der es wiederum an Henry Tizard, einen hohen Luftwaffenoffizier weiterleitet.
- 10. April: Die britische MAUD-Kommission bestehend aus sechs Wissenschaftlern tritt erstmals zusammen, um über die mögliche Herstellung einer Atombombe zu beraten. Bei dieser konstituierenden Sitzung wird ein Forschungsprogramm zur Isotopentrennung und Kernspaltung beschlossen.

#### Archäologie

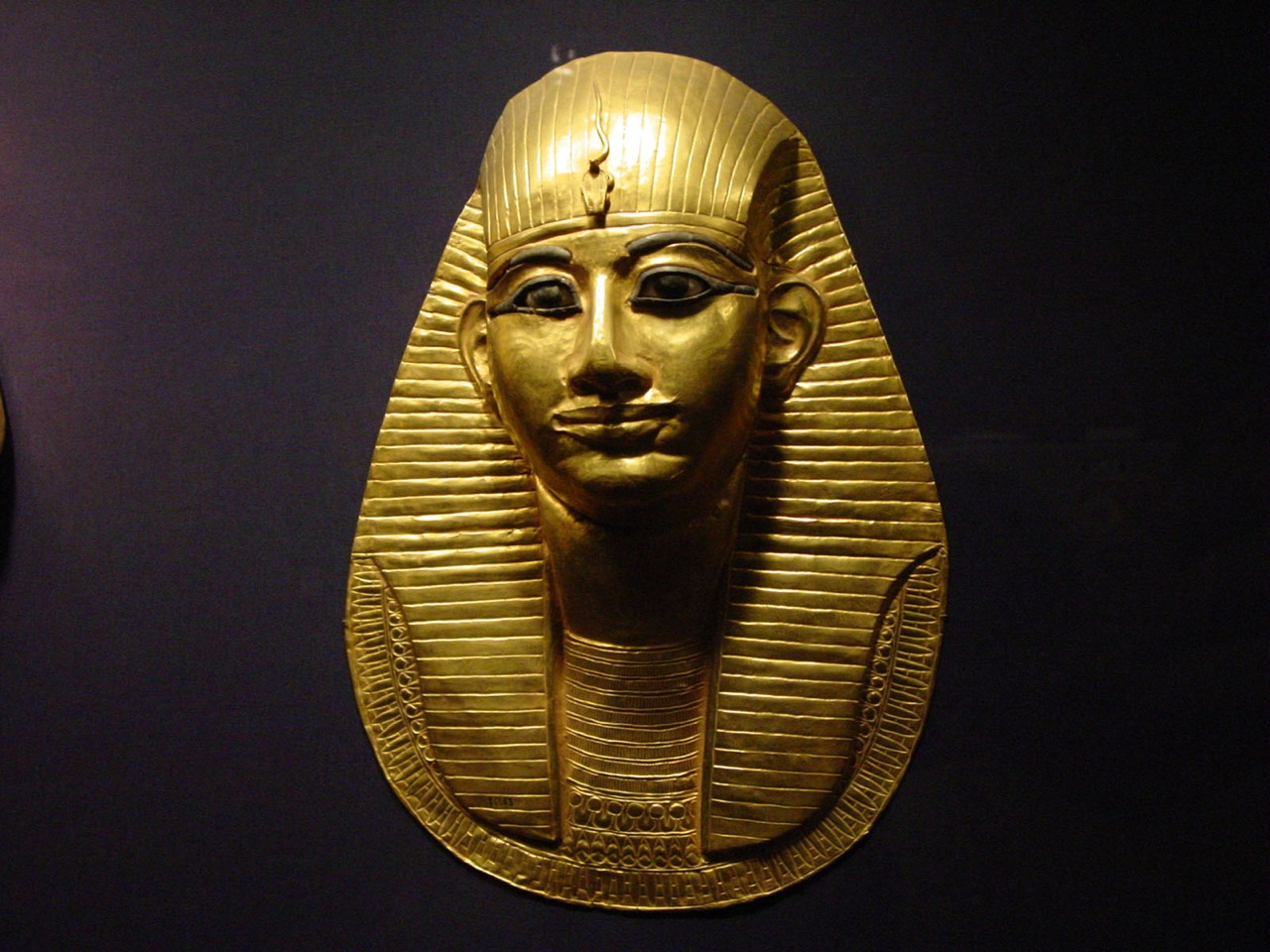
Goldmaske des Amenemope

- 16. April: Der französische Ägyptologe Pierre Montet öffnet in Tanis das Grab des Pharaos Amenemope in der vom Forscher unversehrt entdeckten Grabanlage des Pharaos Psusennes I.

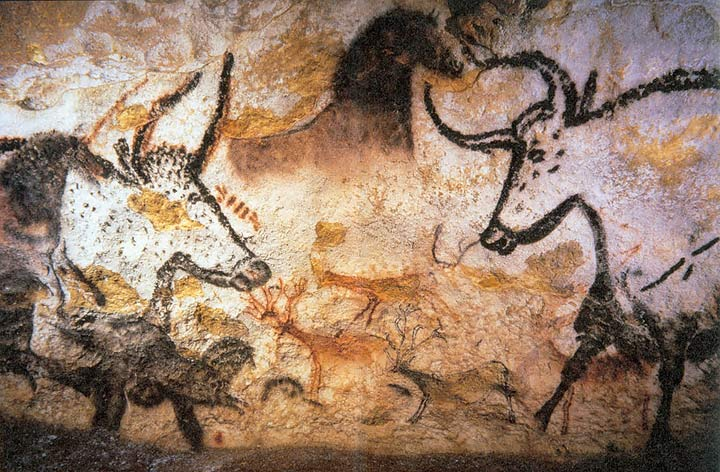
Höhlenmalerei aus Lascaux

- 12. September: Marcel Ravidat, Jacques Marsal, Georges Agnel und Simon Coencas entdecken im französischen Departement Dordogne die Höhle von Lascaux mit deren der frankokantabrischen Höhlenkunst zuzuordnenden jungsteinzeitlichen Höhlenmalereien. Bereits am 21. September trifft der Priester und Prähistoriker Henri Breuil ein und veröffentlicht noch im selben Jahr eine erste wissenschaftliche Beschreibung. Er sieht die Kunstwerke als zum Périgordien gehörig an.

#### Architektur
- Die Linzer Nibelungenbrücke für die „Führerstadt Linz“ wird fertiggestellt.

#### Luftfahrt
- 26. März: Erstflug des Transportflugzeugs Curtiss C-46 Commando, zu ihrer Zeit das größte zweimotorige Flugzeug der Welt, 3181 Stück gebaut.
- 27. April: Mit der Abwrackung von LZ 127 „Graf Zeppelin“, LZ 130 „Graf Zeppelin“ und der von LZ 131 bereits gefertigten Bauteile endet die Groß-Luftschiff-Ära.
- 6. Mai: Sprengung der Luftschiffhallen auf dem Flugplatz „Rhein-Main“
- 13. Mai: Der gebürtige Russe Igor Iwanowitsch Sikorski startet in den Vereinigten Staaten zum ersten Freiflug mit dem Sikorsky VS-300, einem Hubschrauber mit Heckrotor-Konfiguration, der bis heute am meisten verwendeten Bauform.
- 11. Oktober: Der deutsche Testpilot Erich Klöckner erreicht mit einem Segelflugzeug, einem Kranich der Deutschen Forschungsanstalt für Segelflug, eine Höhe von 11.460 Metern und damit den Rand der Stratosphäre. Der Flug wird schließlich wegen Kälte abgebrochen, Klöckner erleidet Erfrierungen an den Fingern und Ohrläppchen.
- 12. Oktober: Das Erdkampfflugzeug Iljuschin Il-2 absolviert nach einem Umbau seinen Erstflug unter der Bezeichnung ZKB-57. Die sowjetische Maschine wird sich zu einem der meistgebauten Flugzeuge entwickeln (36.163 Exemplare).
- 26. Oktober: Das US-amerikanische Jagdflugzeug North American P-51 „Mustang“ bewältigt erfolgreich seinen Jungfernflug.
- 25. November: Das britische Mehrzweckflugzeug de Havilland DH.98 Mosquito wird im Erstflug erprobt.
- 25. November: Der Mittelstreckenbomber Martin B-26 hebt in den USA zu seinem Erstflug ab.

#### Lehre und Forschung
- 29. Januar: Mittels Führererlass erhält Alfred Rosenberg von Adolf Hitler den Auftrag, die Hohe Schule der NSDAP als nationalsozialistische Eliteuniversität zu errichten.

### Kultur

#### Bildende Kunst
- Der US-amerikanische Maler Edward Hopper malt in Öl auf Leinwand sein Gemälde Gas.

#### Film
- 24. Januar: In New York feiert John Fords Film Früchte des Zorns nach dem gleichnamigen Roman von John Steinbeck Premiere. Die Hauptrolle spielt Henry Fonda. Jane Darwell wird für ihre Nebenrolle als Ma Joad den Oscar erhalten.

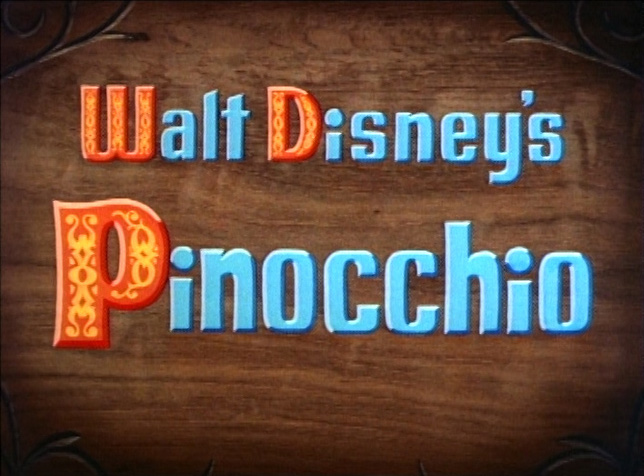
Titelbild von Pinocchio

- 7. Februar: Walt Disneys zweiter abendfüllender Zeichentrickfilm Pinocchio hat in den Vereinigten Staaten Premiere.
- 27. März: In Los Angeles wird Alfred Hitchcocks erster Hollywood-Film Rebecca nach dem gleichnamigen Roman von Daphne du Maurier mit Laurence Olivier und Joan Fontaine in den Hauptrollen uraufgeführt. Er wird von Kritik und Publikum gleichermaßen begeistert aufgenommen und wird in der Folge als einziger Hitchcock-Film einen Oscar als Bester Film erhalten.
- 25. April: Der Spielfilm Der Postmeister von Gustav Ucicky frei nach der gleichnamigen Erzählung von Alexander Puschkin wird in Wien uraufgeführt. Im Herbst erhält er bei den Filmfestspielen in Venedig die Coppa Mussolini für den besten ausländischen Film.
- 17. Juli: Der antisemitische und antibritische Propagandafilm Die Rothschilds von Erich Waschneck hat in Berlin seine Uraufführung. Der Film erweist sich als nicht sehr erfolgreich und wird gleich nach der Uraufführung vom Reichsministerium für Volksaufklärung und Propaganda zurückgehalten.
- 27. Juli: In den Vereinigten Staaten hat der animierte Kurzfilm A Wild Hare (Die Hasenfalle) von Tex Avery Premiere. Es ist der erste Trickfilmauftritt von Bugs Bunny, der von Mel Blanc synchronisiert wird.
- 5. September: Bei den Filmfestspielen von Venedig wird der deutsche Propagandafilm Jud Süß von Veit Harlan uraufgeführt. Das von der nationalsozialistischen Regierung in Auftrag gegebene Werk ist frei nach der gleichnamigen Novelle von Wilhelm Hauff gestaltet und wird vom Publikum mit Begeisterung aufgenommen. Hauptdarsteller Ferdinand Marian hat die Titelrolle auf Befehl Joseph Goebbels angenommen, nachdem schon mehrere andere Schauspieler abgelehnt haben. Die Deutschlandpremiere erfolgt am 24. September in Berlin.
- 15. Oktober: Charlie Chaplins berühmte Filmsatire auf Adolf Hitler, Der große Diktator, startet mit der Uraufführung in New York.
- 13. November: Der gut zweistündige Zeichentrickfilm von Walt Disney mit dem Titel Fantasia hat am Broadway in New York City Premiere.
- 29. November: Der ewige Jude von Fritz Hippler wird als dritter antisemitischer deutscher Propagandafilm des Jahres im Ufa-Palast am Zoo uraufgeführt.
- 26. Dezember: Die Filmversion von Die Nacht vor der Hochzeit mit Katharine Hepburn, Cary Grant, James Stewart und Ruth Hussey hat Premiere in der Radio City Music Hall in New York City.
- 30. Dezember: Der NS-Propagandafilm Wunschkonzert von Eduard von Borsody mit Ilse Werner und Carl Raddatz hat seine Uraufführung im Berliner Ufa-Palast am Zoo. Er wird nach Die große Liebe der kommerziell erfolgreichste Film des Dritten Reichs.

#### Musik und Theater
- 13. April: An der Semperoper in Dresden hat die Oper Romeo und Julia von Heinrich Sutermeister ihre Uraufführung.
- 16. April: Die Oper Maryša von Emil František Burian wird in Brünn uraufgeführt. Das Libretto basiert auf einem Stück von Alois und Vilém Mrštík.
- 18. Mai: Die Uraufführung der Oper Volo di notte von Luigi Dallapiccola nach Antoine de Saint-Exupérys zweitem Roman Vol de nuit erfolgt am Teatro della Pergola in Florenz.

### Katastrophen

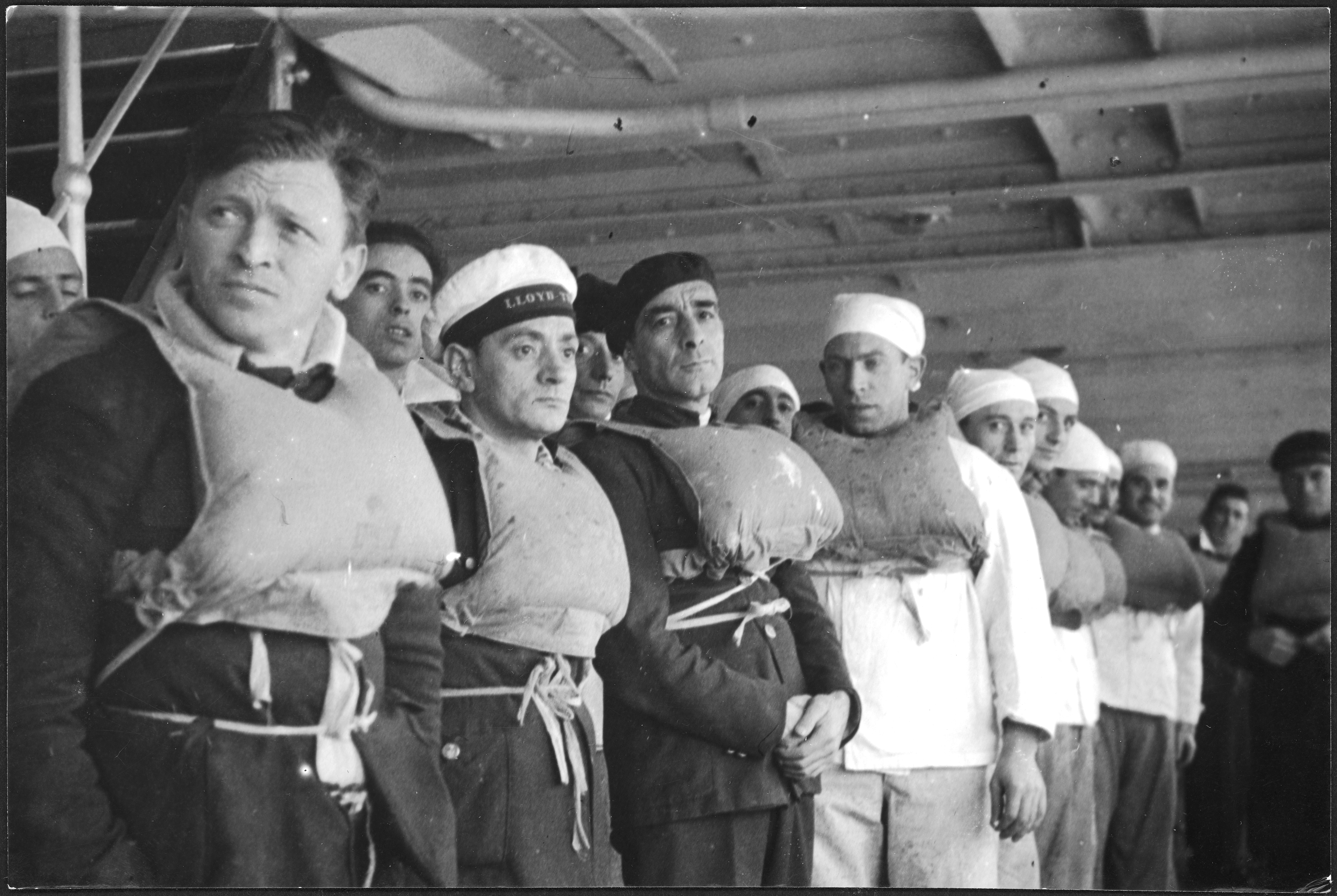
Brand der Orazio: Matrosen mit Schwimmwesten

- 21. Januar: Vor der französischen Mittelmeerküste kommt es nach einer Explosion an Bord des italienischen Passagierschiffs Orazio zu einem unkontrollierbaren Brand. Das Schiff brennt aus und sinkt; 106 Menschen kommen ums Leben, obwohl schnell Hilfe vor Ort ist.
- 13. August: Bei einem Flugzeugabsturz in Canberra, Australien, kommen drei australische Kabinettsmitglieder und der Generalstabschef Brudenell White ums Leben. Insgesamt sterben 10 Menschen.
- 31. August: Die Flugzeugkatastrophe von Lovettsville kostet 25 Menschen das Leben. Unter den Toten ist auch der US-Senator von Minnesota, Ernest Lundeen.
- 22. Oktober: Nach der Kollision mit einem Frachtschiff sinkt der kanadische Zerstörer „Margaree“ im Nordatlantik. 140 Tote
- 23. Oktober: Der Hurtigruten-Passagierdampfer Prinsesse Ragnhild wird kurz nach dem Ablegen in Bodø vor der Insel Landegode von einer Explosion erschüttert und sinkt. Die Ursache ist bis heute unklar, 299 Menschen sterben.
- 10. November: Erdbeben der Stärke 7,3 in Rumänien, ca. 1.000 Tote
- 12. Dezember: Unfall beim Bau der späteren Theodor-Heuss-Brücke, 30 Tote

Kleinere Unglücksfälle sind in den Unterartikeln von Katastrophe und in der Liste von Katastrophen aufgeführt.

### Sport
- Die Olympischen Sommerspiele werden ebenso wie die Olympischen Winterspiele wegen des Krieges nicht abgehalten.

## Nobelpreise
Nobelpreise werden nicht verliehen.

## Geboren

### Januar
- 01. Januar: Ercan Aktuna, türkischer Fußballspieler, -trainer, -funktionär und -kolumnist († 2013)
- 01. Januar: Genya Ravan, US-amerikanische Rock-Sängerin
- 01. Januar: Ludwig Reich, österreichischer Mathematiker und Hochschullehrer
- 02. Januar: Nanni Galli, italienischer Automobilrennfahrer († 2019)
- 02. Januar: Horst Rankl, deutscher Schriftsteller und Schauspieler
- 02. Januar: Christine Stäps, deutsche Malerin
- 03. Januar: Alberto Almanza, mexikanischer Basketballspieler († 2023)
- 03. Januar: Tsutomu Hanahara, japanischer Ringer, Olympiasieger († 2024)
- 03. Januar: Mary Heilmann, US-amerikanische Malerin
- 03. Januar: Thelma Schoonmaker, US-amerikanische Filmeditorin
- 04. Januar: Gao Xingjian, chinesischer Erzähler, Übersetzer, Dramatiker, Regisseur, Kritiker und Künstler
- 04. Januar: Helmut Jahn, deutsch-amerikanischer Architekt († 2021)
- 04. Januar: Brian David Josephson, britischer Physiker
- 04. Januar: Pavel Smetáček, tschechischer Jazzklarinettist, -saxophonist und Komponist († 2022)
- 05. Januar: Athol Guy, australischer Musiker
- 05. Januar: Phil Trim, spanischer Musiker afro-amerikanischer Abstammung
- 06. Januar: Van McCoy, US-amerikanischer Musiker und Produzent († 1979)
- 07. Januar: Armin Abmeier, deutscher Buchhändler und Herausgeber († 2012)
- 07. Januar: Helga Schubert, deutsche Psychologin und Autorin
- 08. Januar: Miriam Ariza, dominikanische Pianistin
- 09. Januar: Dario Antiseri, italienischer Philosoph
- 09. Januar: Barbara Buczek, polnische Komponistin, Pianistin und Musikpädagogin († 1993)
- 09. Januar: Günter Deckert, Holocaustleugner und rechtsextremer Politiker (NPD) († 2022)
- 09. Januar: Ruth Dreifuss, Schweizer Politikerin
- 09. Januar: Dieter Mertens, deutscher Historiker († 2014)
- 09. Januar: Lucio Tasca, italienischer Vielseitigkeitsreiter und Winzer († 2022)
- 11. Januar: Franco Balmamion, italienischer Radrennfahrer
- 11. Januar: Eike Ebert, deutscher Politiker
- 11. Januar: Apollo Lynge, grönländischer Skilangläufer († 2002)
- 11. Januar: Heinz Stücke, deutscher Radfahrer
- 12. Januar: Matthias Habich, deutscher Schauspieler
- 12. Januar: Ronald Shannon Jackson, US-amerikanischer Jazzschlagzeuger († 2013)
- 13. Januar: Detlef Engel, deutscher Schlagersänger († 2023)
- 13. Januar: Dieter Schulte, deutscher Gewerkschafter († 2022)
- 13. Januar: Tadaoki Ishihara, japanischer Komponist und Professor
- 13. Januar: Edmund White, US-amerikanischer Schriftsteller († 2025)
- 14. Januar: Roland Benz, deutscher Fußballspieler
- 14. Januar: John Castle, britischer Schauspieler
- 14. Januar: Wojciech Dziembowski, polnischer Astronom († 2025)
- 14. Januar: Siegmund Nimsgern, deutscher Opern- und Konzertsänger
- 15. Januar: Hans Herbert Böhrs, deutscher Musiker, Komiker, Radiomoderator und Schauspieler († 2022)
- 15. Januar: Martha Jungwirth, österreichische Malerin
- 15. Januar: Jaune Quick-to-See Smith, amerikanische indigene Künstlerin und Aktivistin († 2025)
- 16. Januar: Willi Paul Adams, deutscher Amerikanist und Historiker († 2002)
- 16. Januar: Reinhart Ahlrichs, deutscher Chemiker († 2016)
- 16. Januar: Franz Müntefering, deutscher Politiker Franz Müntefering, 2013

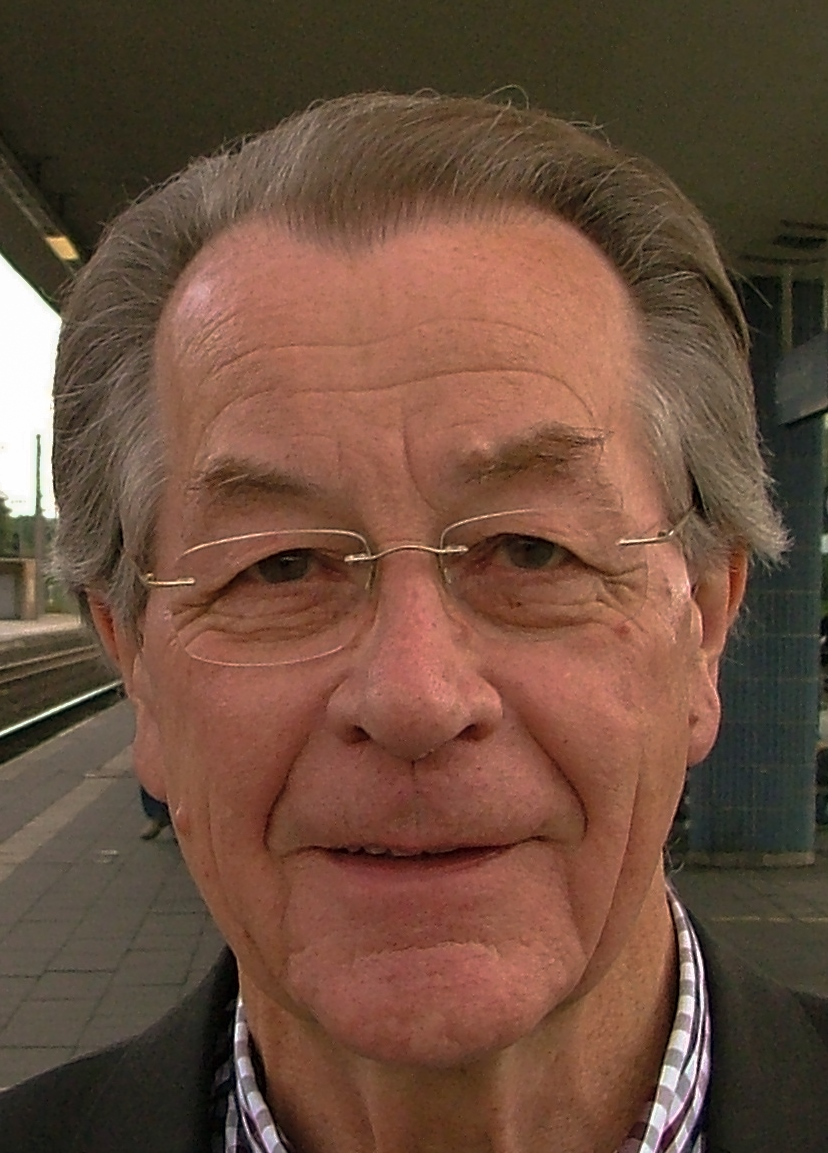
Franz Müntefering, 2013

- 16. Januar: Jean-Marie Pallardy, französischer Schauspieler und Regisseur († 2024)
- 17. Januar: Hans-Jürgen Ambrosius, deutscher Gewerkschaftsfunktionär († 2011)
- 17. Januar: Frieder Birzele, deutscher Politiker und MdL († 2023)
- 17. Januar: Hans-Werner Hector, deutscher Unternehmer, Mitbegründer des Softwareunternehmens SAP AG
- 17. Januar: Kipchoge Keino, kenianischer Leichtathlet
- 17. Januar: Mircea Ion Snegur, moldauischer Politiker († 2023)
- 17. Januar: Tabaré Vázquez, uruguayischer Politiker († 2020)
- 18. Januar: Martin Kayenburg, deutscher Politiker und MdL
- 18. Januar: Pedro Rodríguez, mexikanischer Automobilrennfahrer († 1971)
- 19. Januar: Paolo Borsellino, italienischer Richter und Mafia-Jäger († 1992)
- 19. Januar: John Siegfried Mehnert, deutscher Whistleblower und Schauspieler († 2025)
- 19. Januar: Bernhard Sinkel, deutscher Regisseur, Autor und Produzent
- 20. Januar: Jana Brejchová, tschechische Schauspielerin
- 20. Januar: Klaus der Geiger, deutscher Musiker und Liedermacher
- 21. Januar: Peter Lauster, deutscher Psychologe und Autor
- 21. Januar: Jack Nicklaus, US-amerikanischer Golfspieler
- 22. Januar: Karin Anselm, deutsche Film- und Theaterschauspielerin
- 22. Januar: Rolf Attenhofer, schweizerischer Kleinkünstler
- 22. Januar: John Hurt, britischer Schauspieler († 2017)
- 22. Januar: George Seifert, US-amerikanischer American-Football-Trainer
- 22. Januar: Eberhard Weber, deutscher Bassist und Komponist
- 23. Januar: Jürgen Grasmück, deutscher Autor von Science-Fiction-Romanen († 2007)
- 23. Januar: Jörg Hoff, deutscher Generalapotheker
- 23. Januar: Werner Krämer, deutscher Fußballspieler († 2010)
- 23. Januar: Armin Maiwald, deutscher Journalist, Fernsehregisseur und -moderator
- 23. Januar: Joanna Miles, US-amerikanische Schauspielerin
- 23. Januar: Egon Oehri: Liechtensteiner Mittelstreckenläufer
- 23. Januar: Johnny Russell, US-amerikanischer Country-Musiker und Songwriter († 2001)
- 23. Januar: Hans-Peter Stopper, deutscher Fußballspieler († 2016)
- 24. Januar: Vito Acconci, US-amerikanischer Architekt, Landschaftsarchitekt und Installationskünstler († 2017)
- 24. Januar: Joachim Gauck, deutscher Politiker und Publizist, elfter Bundespräsident Deutschlands und erster Bundesbeauftragter für die Stasi-Unterlagen Joachim Gauck, 2011

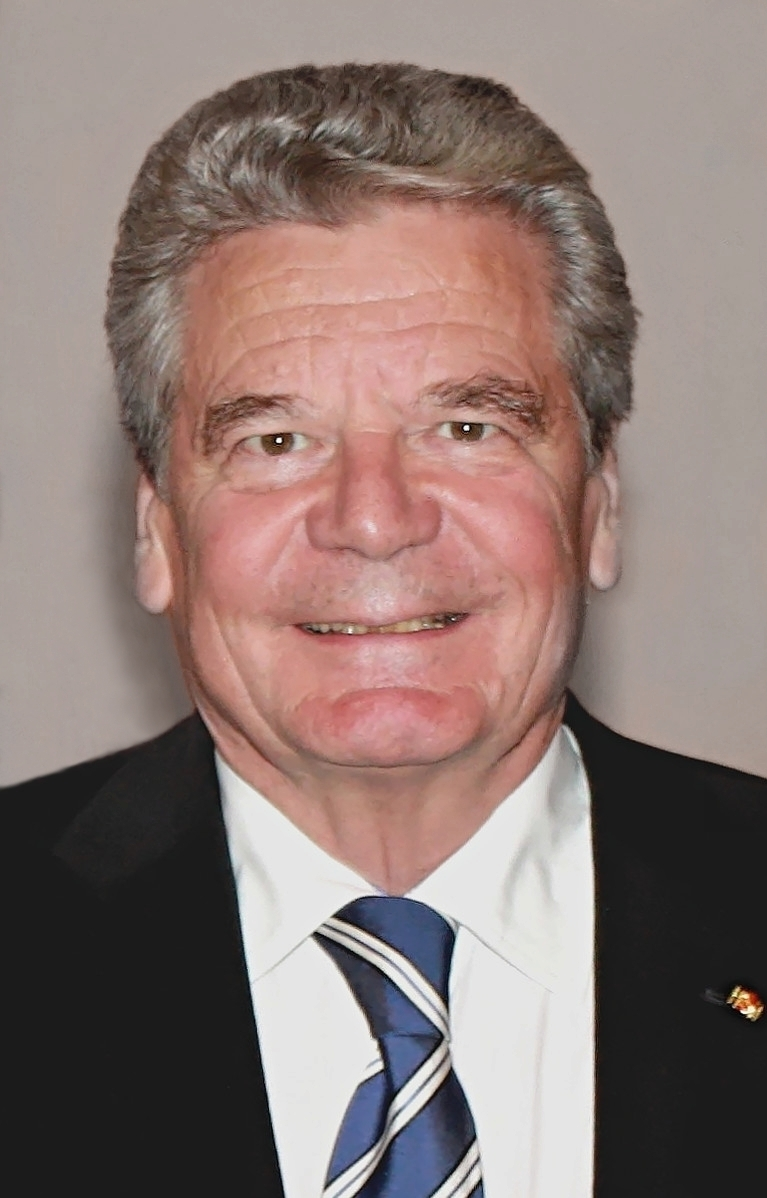
Joachim Gauck, 2011

- 24. Januar: Alois Glück, deutscher Politiker und MdL († 2024)
- 25. Januar: Gonzalo Aguirre Ramírez, uruguayischer Politiker, Rechtsanwalt und Journalist († 2021)
- 25. Januar: Brent McCall, US-amerikanischer Komponist († 2019)
- 25. Januar: Katja Paryla, in Deutschland wirkende Schauspielerin († 2013)
- 25. Januar: Wolfgang Paul, deutscher Fußballspieler
- 25. Januar: Karl-Heinz Soukal, deutscher Brigadegeneral
- 26. Januar: Rafael Martínez Arteaga, kolumbianischer Sänger, Komponist und Dichter († 2017)
- 27. Januar: Ahmet Kurtcebe Alptemoçin, türkischer Politiker und Außenminister der Türkei
- 27. Januar: James Cromwell, US-amerikanischer Schauspieler
- 28. Januar: Guido Bachmann, Schweizer Schriftsteller und Schauspieler († 2003)
- 28. Januar: Miguel Barnet, kubanischer Schriftsteller und Ethnologe
- 28. Januar: Helma Gautier, österreichische Schauspielerin
- 28. Januar: Přemysl Krbec, tschechoslowakischer Turner († 2021)
- 28. Januar: Carlos Slim Helú, mexikanischer Unternehmer Carlos Slim Helú, 2007

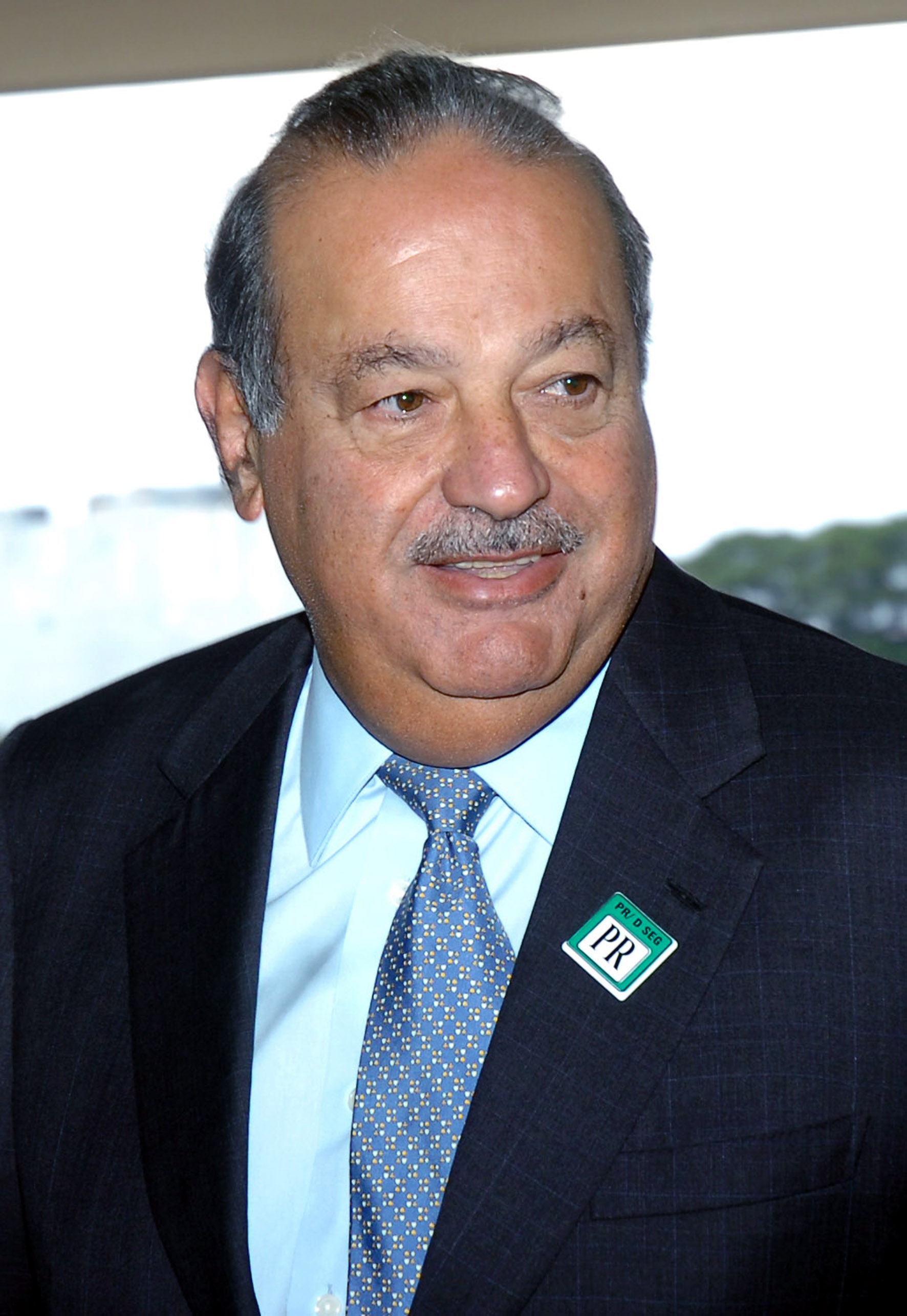
Carlos Slim Helú, 2007

- 29. Januar: Erdmut Bramke, deutsche Malerin († 2002)
- 29. Januar: Katharine Ross, US-amerikanische Schauspielerin und Kinderbuchautorin
- 29. Januar: Kunimitsu Takahashi, japanischer Automobilrennfahrer († 2022)
- 31. Januar: Peter John Andrews, britischer Paläoanthropologe
- 31. Januar: Helmut Hunger, deutscher Fußballspieler

### Februar
- 01. Februar: Erik Freitag, österreichischer Komponist und Geiger
- 01. Februar: Henning Kaul, deutscher Politiker
- 02. Februar: Thomas M. Disch, US-amerikanischer Schriftsteller († 2008)
- 04. Februar: Martin Jones, englischer Pianist
- 04. Februar: George A. Romero, US-amerikanischer Regisseur, Produzent († 2017)
- 05. Februar: HR Giger, Schweizer bildender Künstler, Maler und Oscarpreisträger († 2014)
- 05. Februar: Barry Hoban, britischer Radrennfahrer († 2025)
- 06. Februar: Peter Baumeister, deutscher Jazzschlagzeuger und Bankier
- 06. Februar: Tom Brokaw, US-amerikanischer Journalist
- 06. Februar: Barbara Hobom, deutsche Wissenschaftsjournalistin
- 06. Februar: Hildegard Schmahl, deutsche Schauspielerin
- 06. Februar: Helga Thiede, deutsche Sängerin (Sopran)
- 06. Februar: Hannsjörg Voth, deutscher Künstler.
- 07. Februar: Christopher J. Arthur, Philosoph und Autor
- 07. Februar: Andrew Dawes, kanadischer Geiger und Musikpädagoge († 2022)
- 07. Februar: Helmut Ruge, deutscher Kabarettist († 2014)
- 08. Februar: Jörg Rüdiger Siewert, deutscher Mediziner († 2024)
- 09. Februar: Brian Lawrence Bennett, englischer Musiker
- 09. Februar: Hubert Burda, deutscher Kunsthistoriker und Verleger Hubert Burda, 2008

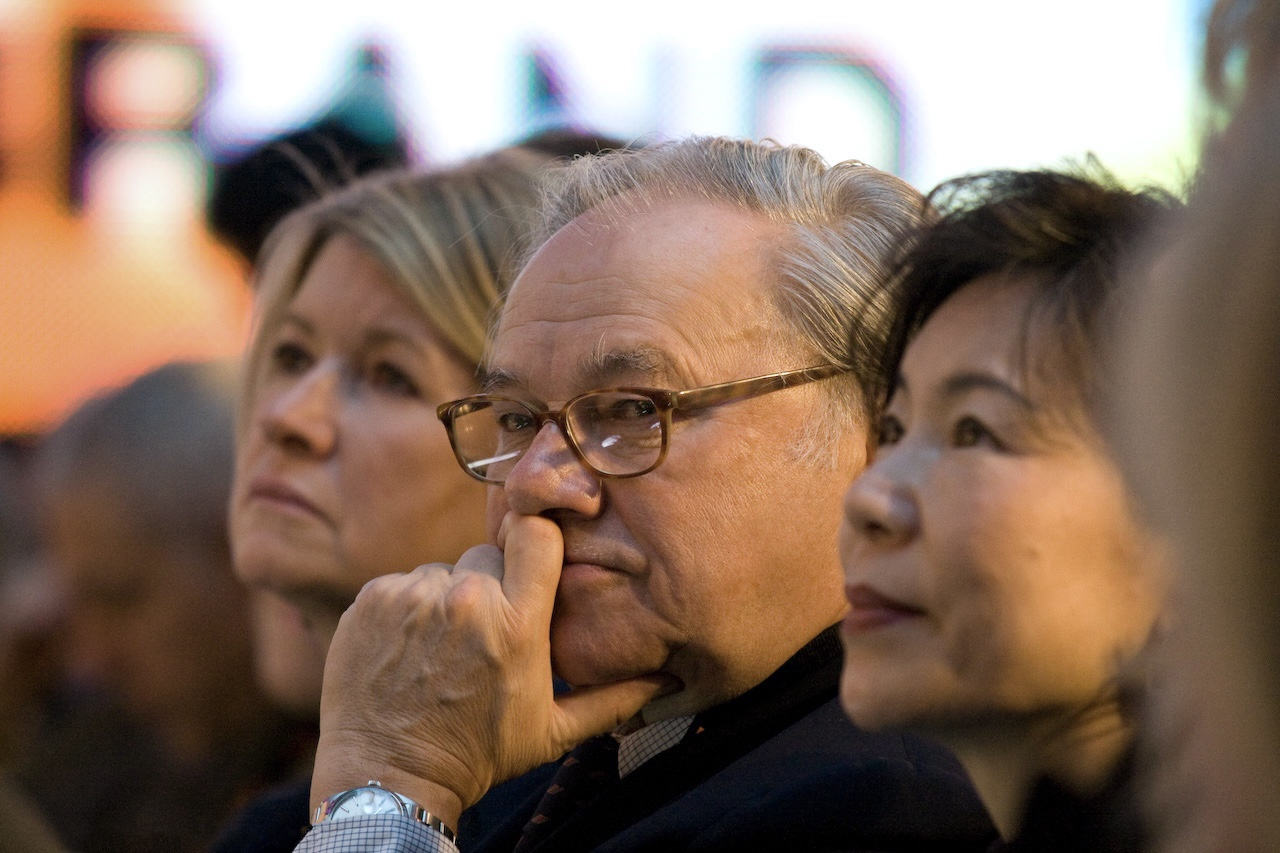
Hubert Burda, 2008

- 09. Februar: J. M. Coetzee, südafrikanischer Schriftsteller
- 10. Februar: Cornell Green, US-amerikanischer American-Football-Spieler
- 10. Februar: Rainer Holbe, deutscher Journalist, Fernsehmoderator und Autor († 2025)
- 10. Februar: Ute Klophaus, deutsche Fotografin († 2010)
- 10. Februar: Tibor Kovács, ungarischer Archäologe († 2013)
- 11. Februar: Dennis Gaubatz, US-amerikanischer American-Football-Spieler
- 11. Februar: Jūrō Kara, japanischer Schriftsteller († 2024)
- 11. Februar: Johann Limbacher, deutscher römisch-katholischer Geistlicher († 2025)
- 11. Februar: Werner Mauss, deutscher Privatdetektiv und Agent
- 12. Februar: Bashir Ahmad, schottischer Politiker († 2009)
- 12. Februar: Rufin Anthony, pakistanischer Bischof († 2016)
- 12. Februar: Hank Brown, US-amerikanischer Politiker
- 12. Februar: Wolfgang Solz, deutscher Fußballspieler († 2017)
- 12. Februar: Pastor Vega, kubanischer Regisseur († 2005)
- 13. Februar: Maximilian Ardelt, deutscher Unternehmer († 2025)
- 13. Februar: Giuseppe Cavallotto, italienischer römisch-katholischer Bischof († 2025)
- 13. Februar: Winfried Heurich, deutscher Organist, Chorleiter und Komponist
- 13. Februar: Charles O. Cecil, US-amerikanischer Diplomat
- 13. Februar: Werner Pirchner, österreichischer Komponist († 2001)
- 14. Februar: Abdelwahab Abdallah, tunesischer Diplomat und Politiker
- 14. Februar: Arno Anzenbacher, österreichischer Anthropologe und Sozialethiker
- 14. Februar: Roland Baader, deutscher Volkswirt und Publizist († 2012)
- 14. Februar: Eberhard Blum, deutscher Flötist († 2013)
- 14. Februar: Mary Rand, britische Leichtathletin und Olympiasiegerin
- 15. Februar: İsmail Cem, türkischer Journalist und Politiker († 2007)
- 15. Februar: Harald Kaas, deutscher Schriftsteller († 1989)
- 15. Februar: Ursula Krinzinger, österreichische Galeristin und Kunsthändlerin
- 15. Februar: Francesco Valle, italienischer Boxer († 2003)
- 16. Februar: Uwe Bremer, deutscher Maler und Graphiker
- 16. Februar: Fritz Scherer, deutscher Fußballfunktionär († 2025)
- 16. Februar: Hannelore Schmatz, deutsche Bergsteigerin († 1979)
- 17. Februar: Karl Hermann Haack, deutscher Politiker
- 17. Februar: Winfried Hassemer, deutscher des Bundesverfassungsgerichts († 2014)
- 17. Februar: Willi Holdorf, deutscher Leichtathlet (Zehnkampf) und Fußballtrainer († 2020)
- 17. Februar: Christopher Newman, US-amerikanischer Tontechniker († 2025)
- 17. Februar: Gene Pitney, US-amerikanischer Sänger und Songschreiber († 2006)
- 17. Februar: Eckart Werthebach, deutscher Politiker
- 18. Februar: Fabrizio De André, italienischer Liedermacher († 1999)
- 18. Februar: Anna Oppermann, deutsche bildende Künstlerin († 1993)
- 19. Februar: Tewolde Berhan Gebre Egziabher, äthiopischer Biologe und Umweltschützer († 2023)
- 19. Februar: Saparmyrat Nyýazow, Staats- und Regierungschef von Turkmenistan († 2006)
- 19. Februar: Smokey Robinson, US-amerikanischer Sänger
- 20. Februar: Ido Abram, niederländischer Erziehungswissenschaftler († 2019)
- 20. Februar: Rudolf Edlinger, österreichischer Politiker († 2021)
- 20. Februar: Christoph Eschenbach, deutscher Pianist und Dirigent
- 21. Februar: Gaston Caperton, US-amerikanischer Politiker
- 21. Februar: Heinz Zednik, österreichischer Opernsänger, Charaktertenor
- 22. Februar: Jacques Andrieux, französischer Fußballspieler
- 22. Februar: Ugo Colombo, italienischer Radrennfahrer († 2019)
- 22. Februar: Judy Cornwell, britische Schauspielerin
- 22. Februar: Jon Elster, norwegisch-US-amerikanischer Soziologe
- 22. Februar: Billy Name, US-amerikanischer Fotograf und Filmemacher († 2016)
- 22. Februar: Ülo Tuulik, estnischer Schriftsteller
- 22. Februar: Chet Walker, US-amerikanischer Basketballspieler († 2024)
- 23. Februar: Peter Fonda, US-amerikanischer Schauspieler und Filmregisseur († 2019) Peter Fonda, 2009

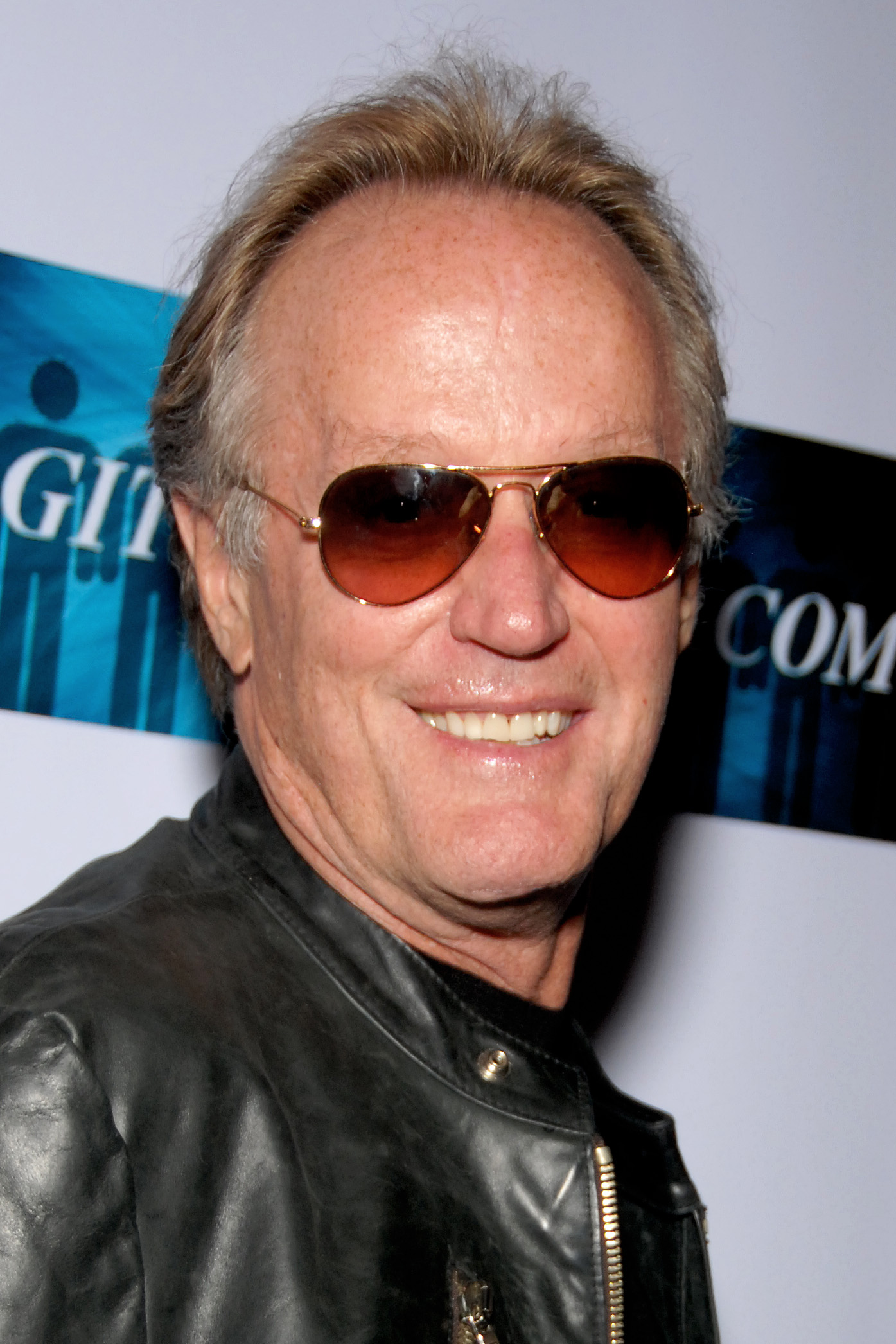
Peter Fonda, 2009

- 23. Februar: Werner Salevsky, deutscher Endurosportler († 1991)
- 23. Februar: Jackie Smith, US-amerikanischer American-Football-Spieler
- 24. Februar: Denis Law, schottischer Fußballspieler († 2025)
- 24. Februar: Bruno Nicolè, italienischer Fußballspieler († 2019)
- 24. Februar: Yüksel Pazarkaya, türkisch-deutscher Schriftsteller
- 24. Februar: Guy Périllat, französischer Skirennläufer
- 24. Februar: Reinhold Thode, Richter am deutschen Bundesgerichtshof
- 25. Februar: Béchara Pierre Raï, maronitischer Patriarch von Antiochien
- 25. Februar: Kees Smit, niederländischer Fußballspieler († 2025)
- 25. Februar: Sigmar Wittig, deutscher Maschinenbauingenieur und Hochschullehrer
- 26. Februar: Wadim Kapranow, sowjetischer Basketballspieler und -trainer († 2021)
- 26. Februar: Whitney Smith, US-amerikanischer Vexillologe († 2016)
- 27. Februar: Troels Andersen, dänischer Kunsthistoriker († 2021)
- 27. Februar: Vartán Waldir Boghossian, armenisch-brasilianischer Bischof
- 27. Februar: Ruth Brandin, deutsche Schlagersängerin († 2024)
- 27. Februar: Barbara Collier, kanadische Sopranistin
- 27. Februar: Arafa Hussein Mustafa, deutscher Semitist und Universitätsprofessor († 2019)
- 27. Februar: Friedel Rausch, deutscher Fußballspieler und Trainer († 2017)
- 28. Februar: Aldo Andretti, US-amerikanischer Automobilrennfahrer († 2020)
- 28. Februar: Mario Andretti, US-amerikanischer Automobilrennfahrer
- 28. Februar: Jürgen Chrobog, deutscher Jurist und Diplomat
- 28. Februar: Barry Fantoni, englischer Autor und Cartoonist († 2025)
- 28. Februar: Joe South, US-amerikanischer Sänger und Songwriter († 2012)
- 29. Februar: Bartholomeos I., Patriarch von Konstantinopel
- 29. Februar: Klaus-Jürgen Jacob, deutscher Biologe, Direktor des Tierparks Cottbus († 2013)
- 29. Februar: Klaus-Dieter Lehmann, deutscher Kulturmanager
- 29. Februar: Hideo Ochi, japanisch-deutscher Karateka
- 29. Februar: Rainer Schönwälder, deutscher Fußballspieler († 2025)

### März
- 01. März: David Broome, britischer Springreiter
- 01. März: Gene Perla, US-amerikanischer Jazzbassist
- 01. März: Erich Schleyer, deutsch-österreichischer Schauspieler und Autor († 2021)
- 01. März: Lothar Schruff, deutscher Wirtschaftswissenschaftler († 2024)
- 01. März: Ralph Towner, US-amerikanischer Jazzmusiker
- 02. März: Juraj Beneš, slowakischer Komponist, Lehrer und Pianist († 2004)
- 02. März: Joyce Green, US-amerikanische Rockabilly-Musikerin
- 02. März: Lothar de Maizière, deutscher Politiker, 1990 Ministerpräsident der DDR Lothar de Maizière, 2011

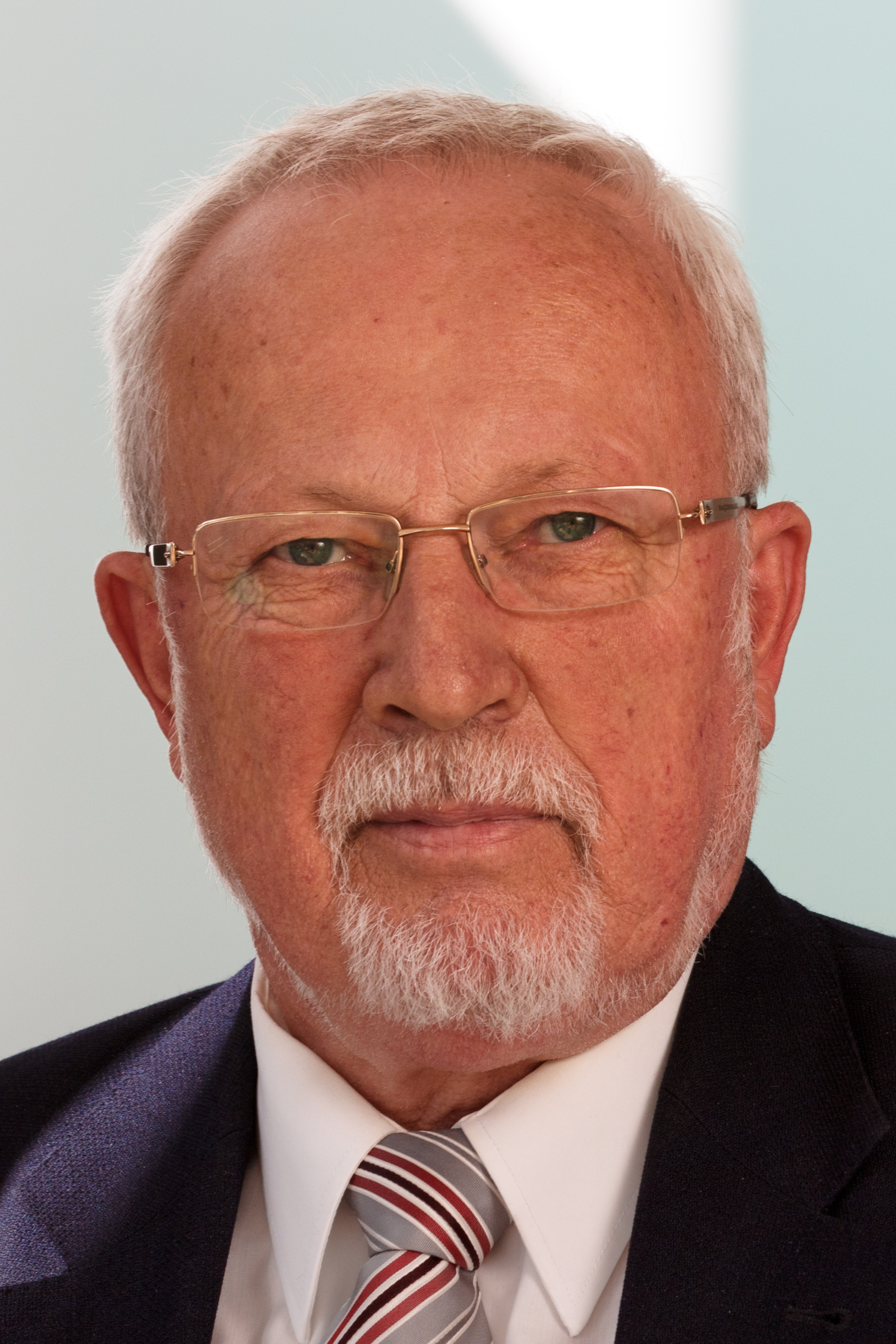
Lothar de Maizière, 2011

- 03. März: Walter Renneisen, deutscher Schauspieler
- 03. März: Horst Schmidbauer, deutscher Politiker und MdB († 2024)
- 03. März: Angelika Waldis, Schweizer Schriftstellerin und Journalistin
- 04. März: Fernando Casado, dominikanischer Sänger, Schauspieler und Entertainer
- 04. März: Wolfgang Hoffmann-Riem, Richter des Bundesverfassungsgerichts
- 04. März: Franz Löschnak, österreichischer Jurist, Politiker
- 05. März: John W. Carlin, US-amerikanischer Politiker, Gouverneur von Kansas
- 05. März: Graham McRae, neuseeländischer Automobilrennfahrer († 2021)
- 05. März: Don Mischer, US-amerikanischer Fernsehproduzent und -regisseur († 2025)
- 05. März: Werner Petzold, deutscher Maler und Grafiker († 2023)
- 05. März: Josef Piontek, deutscher Fußballtrainer und -spieler
- 06. März: Billy Adams, US-amerikanischer Rockabilly-Musiker († 2019)
- 06. März: Philippe Amaury, französischer Verleger († 2006)
- 06. März: Miguel José Asurmendi Aramendia, spanischer Ordensgeistlicher und Bischof († 2016)
- 07. März: Rudi Dutschke, deutscher Studentenführer, Dissident († 1979)
- 07. März: Dagmar Laurens, deutsche Schauspielerin
- 08. März: Peter Baumbach, deutscher Architekt und Hochschullehrer († 2022)
- 08. März: Gérard Langlois van Ophem, belgischer Automobilrennfahrer
- 08. März: Manfred Manglitz, deutscher Fußballspieler
- 08. März: Ahmed Moustafa, ägyptischer Fußballspieler († 2022)
- 08. März: Barry Smith, australischer Motorradrennfahrer
- 08. März: Johnny Ventura, dominikanischer Sänger († 2021)
- 08. März: Richard Williamson, britischer altritualistischer Bischof († 2025)
- 09. März: Jean-Jacques Debout, französischer Chansonnier, Textdichter, Komponist und Schauspielveranstalter
- 09. März: Larissa Golubkina, sowjetische bzw. russische Schauspielerin und Sängerin († 2025)
- 09. März: Raúl Juliá, US-amerikanischer Schauspieler († 1994)
- 09. März: Gerold Meraner, italienischer Politiker (Südtirol) († 2023)
- 09. März: Reijo Taipale, finnischer Tango- und Schlagersänger († 2019)
- 10. März: Louis Moholo, südafrikanischer Jazzmusiker († 2025)
- 10. März: Chuck Norris, US-amerikanischer Schauspieler und Karateweltmeister Chuck Norris, 2006

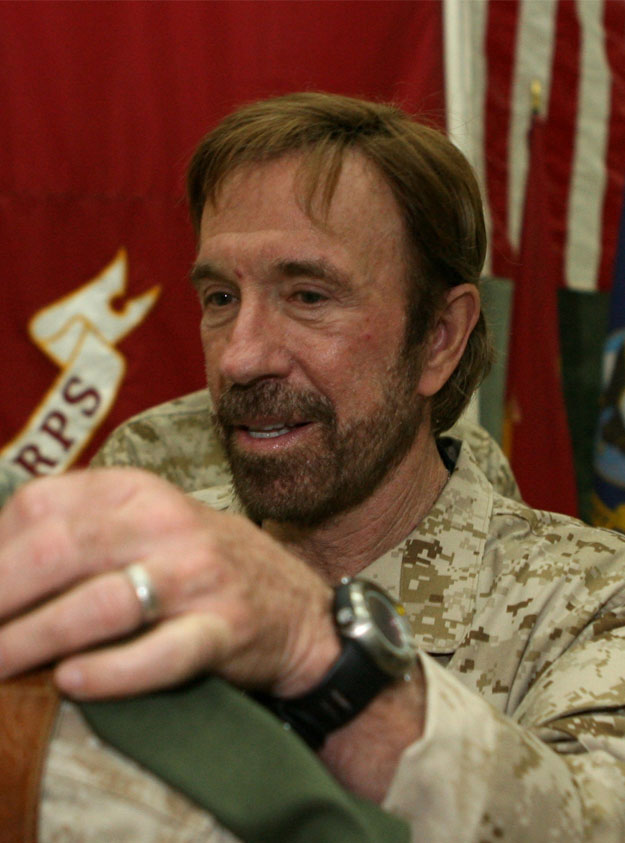
Chuck Norris, 2006

- 10. März: Francis Schwartz, US-amerikanischer Komponist
- 11. März: Alberto Cortez, argentinischer Singer-Songwriter († 2019)
- 11. März: Fanny Morweiser, deutsche Schriftstellerin († 2014)
- 11. März: Mohamed Sourour, marokkanischer Boxer († 2022)
- 12. März: Al Jarreau, US-amerikanischer Jazz-, Pop- und R & B-Sänger sowie Songautor († 2017)
- 12. März: Mauri Antero Numminen, finnischer Sänger, Komponist, Buchautor und Filmemacher
- 12. März: Sheila Och, tschechische Kinderbuchautorin († 1999)
- 13. März: Herbert Schui, deutscher Volkswirtschaftler und Politiker († 2016)
- 14. März: Hans-Olaf Henkel, deutscher Manager, Präsident des Bundesverbands der Deutschen Industrie e. V.
- 14. März: Julian Hunte, Diplomat, Präsident der 58. UN-Generalversammlung
- 14. März: Armin A. Steinkamm, deutscher Rechtswissenschaftler († 2021)
- 15. März: Jacques Hustin, belgischer Sänger und Maler († 2009)
- 15. März: Roland Schmider, deutscher Fußballfunktionär
- 16. März: Wolf-Dietrich Arnold, deutscher Orthopäde und Hochschullehrer († 2022)
- 16. März: Rainer Jork, deutscher Politiker († 2020)
- 16. März: Vaqif Mustafazadə, aserbaidschanischer Komponist und Pianist († 1979)
- 16. März: Claus Offe, deutscher Politologe
- 16. März: Jan Pronk, niederländischer Politiker, UN-Sonderbeauftragter für die sudanesische Krisenregion Darfur
- 16. März: Keith Rowe, britischer Gitarrist und Künstler
- 16. März: Barbara Stolterfoht, deutsche Sozialpolitikerin († 2021)
- 17. März: Anni Biechl, deutsche Leichtathletin
- 17. März: Gottfried Münzenberg, deutscher Physiker († 2024)
- 17. März: Jim Telfer, schottischer Rugbyspieler und Trainer
- 18. März: Hartmut Graßl, deutscher Klimaforscher
- 19. März: Norbert Eimer, deutscher Politiker (FDP) († 2021)
- 19. März: Barbara Franklin, US-amerikanische Politikerin
- 19. März: Michael Geyer, deutscher Journalist, Moderator und Chefredakteur († 2003)
- 19. März: Pete Smith, US-amerikanischer Baseballspieler
- 20. März: Joel Agee, US-amerikanischer Schriftsteller und Übersetzer
- 20. März: Cees Andriessen, niederländischer Maler, Bildhauer und Grafiker († 2023)
- 20. März: Giampiero Moretti, italienischer Automobilrennfahrer und Unternehmer († 2012)
- 21. März: Walter Andreas Angerer, deutscher Kunstmaler und Komponist
- 21. März: Solomon Burke, US-amerikanischer Soul/R&B-Sänger († 2010)
- 21. März: Paul Friedrichs, deutscher Endurosportler († 2012)
- 21. März: Herbert Joos, deutscher Jazztrompeter bzw. -flügelhornist und Grafiker († 2019)
- 21. März: Wilhelm Kaiser-Lindemann, zeitgenössischer deutscher Komponist und Hornist († 2010)
- 21. März: Gerd Kohlhepp, deutscher Wirtschaftsgeograph und Brasilienforscher
- 21. März: Maria Frumentia Maier OSF, deutsche katholische Ordensschwester, Sozialpädagogin und Psychologin
- 21. März: Gerhard Zemann, österreichischer Schauspieler († 2010)
- 22. März: Fausto Bertinotti, italienischer Politiker (Kommunist)
- 22. März: Hans Geisler, sächsischer Politiker
- 22. März: Gayle Griffith, US-amerikanischer Country- und Rockabilly-Musiker
- 22. März: Fritz Indra, österreichischer Diplom-Ingenieur und Honorarprofessor für Verbrennungsmaschinen
- 22. März: Konrad R. Müller, deutscher Porträtfotograf († 2023)
- 22. März: Jim Simon, US-amerikanischer American-Football-Spieler
- 22. März: Masahiko Togashi, japanischer Jazz-Schlagzeuger († 2007)
- 23. März: Alan Blaikley, britischer Popmusik-Autor
- 23. März: Renate Geißler, deutsche Schauspielerin
- 23. März: Dietrich Mayer, deutscher Jurist
- 24. März: Diane von Orléans, verheiratete Herzogin von Württemberg, deutsche Malerin und Künstlerin
- 24. März: Per-Ola Lindberg, schwedischer Schwimmer († 2022)
- 25. März: Rodolfo Mederos, argentinischer Tango-Bandoneonist
- 25. März: Mina, italienische Sängerin
- 26. März: Peter Adler, deutscher Politiker († 2010)
- 26. März: James Caan, US-amerikanischer Schauspieler († 2022)
- 26. März: Christina Odenberg, schwedische Bischöfin
- 26. März: Nancy Pelosi, US-amerikanische Politikerin
- 26. März: Matthias Ponnier, deutscher Schauspieler und Hörspielsprecher († 2024)
- 27. März: Silvano Bertini, italienischer Boxer († 2021)
- 27. März: Derrick Morgan, jamaikanischer Sänger
- 27. März: Sandro Munari, italienischer Rallyefahrer
- 27. März: Klaus Peter, deutscher Hammerwerfer
- 27. März: Helmut Wenske, deutscher Maler, Grafiker und Autor
- 28. März: Giuseppe Andrich, italienischer Bischof
- 28. März: Ben d’Armagnac, niederländischer Performancekünstler († 1978)
- 28. März: Russell Banks, US-amerikanischer Schriftsteller († 2023)
- 29. März: Heinz Ludwig Arnold, deutscher Publizist († 2011)
- 29. März: Eden Kane, britischer Sänger
- 29. März: Octavian Nemescu, rumänischer Komponist († 2020)
- 29. März: Godfrey Reggio, US-amerikanischer Regisseur
- 30. März: David Askevold, US-amerikanisch-kanadischer Künstler († 2008)
- 30. März: Astrud Gilberto, brasilianisch-US-amerikanische Sängerin und Komponistin († 2023)
- 30. März: Wilhelm von Gottberg, deutscher Politiker
- 30. März: Jerry Lucas, US-amerikanischer Basketballspieler
- 30. März: Uwe Timm, deutscher Schriftsteller
- 31. März: Brian Ackland-Snow, britischer Artdirector und Szenenbildner († 2013)
- 31. März: Erwin Marschewski, deutscher Politiker
- 31. März: Timm Ulrichs, deutscher Künstler

### April
- 01. April: Wangari Muta Maathai, kenianische Umweltaktivistin, Friedensnobelpreisträgerin († 2011)
- 01. April: Graciela Paraskevaídis, argentinische Komponistin († 2017)
- 02. April: Michael Garleff, deutscher Historiker
- 02. April: Mike Hailwood, britischer Motorrad- und Automobilrennfahrer († 1981)
- 02. April: Donald Jackson, kanadischer Eiskunstläufer
- 02. April: Karl-Heinz Thielen, deutscher Fußballspieler
- 03. April: Wolf Kahler, deutscher Schauspieler
- 03. April: Takeki Manabe, parteiloser japanischer Politiker
- 03. April: Vygandas Kazimieras Paulikas, litauischer Veterinärmediziner und Helmintologe
- 03. April: Barbara Ratthey, deutsche Schauspielerin und Synchronsprecherin († 2009)
- 04. April: Richard Attwood, britischer Automobilrennfahrer
- 04. April: Jochen Gerz, deutscher Künstler
- 04. April: Robby Müller, niederländischer Kameramann († 2018)
- 04. April: Michael Ruetz, deutscher Fotograf († 2024)
- 04. April: Gustav-Adolf Stange, deutscher Jurist und Politiker
- 05. April: Gianfranco Barra, italienischer Schauspieler († 2025)
- 05. April: Tommy Cash, US-amerikanischer Country-Sänger († 2024)
- 05. April: Klaus Detter, deutscher Richter, von 1985 bis 2005 Richter am Bundesgerichtshof
- 05. April: Manfred Strahl, deutscher Journalist, Redakteur und Schriftsteller († 2000)
- 06. April: Pedro Armendáriz junior, mexikanischer Schauspieler († 2011)
- 06. April: Marie Anne Fliegel, deutsche Schauspielerin
- 06. April: Gernot Mittler, deutscher Politiker
- 06. April: Nol de Ruiter, niederländischer Fußballspieler und -trainer († 2025)
- 07. April: Jan W. Morthenson, schwedischer Komponist und Musiker († 2024)
- 08. April: Klaus Eisenmann, deutscher Dirigent und Musikpädagoge († 2024)
- 08. April: John Havlicek, US-amerikanischer Basketballspieler († 2019)
- 09. April: Hans Bankl, österreichischer Professor für pathologische Anatomie († 2004)
- 09. April: Hans-Joachim Reske, deutscher Leichtathlet
- 09. April: Gretel Schiener, deutsche Turnerin
- 10. April: Clark Blaise, kanadischer Schriftsteller
- 11. April: Władysław Komar, polnischer Leichtathlet († 1998)
- 12. April: Herbie Hancock, US-amerikanischer Jazz-Pianist und Komponist
- 12. April: Jack Hibberd, australischer Dramatiker und Autor († 2024)
- 13. April: Friedemann Berger, deutscher Schriftsteller († 2009)
- 13. April: Vladimir Cosma, rumänischer Filmkomponist und Dirigent
- 13. April: Umberto Grano, italienischer Automobilrennfahrer († 2024)
- 13. April: Jean-Marie Gustave Le Clézio, französisch-mauritischer Schriftsteller und Literaturnobelpreisträger
- 13. April: Max Mosley, britischer Sportfunktionär († 2021)
- 14. April: Jo Akepsimas, griechisch-französischer Chansonnier und Komponist
- 14. April: Julie Christie, britische Filmschauspielerin
- 14. April: Ernest Lieb, Begründer des American Karate System († 2006)
- 14. April: Peter Petrel, deutscher Schlagersänger
- 15. April: Jeffrey Archer, konservativer britischer Politiker und Schriftsteller von Bestsellern
- 15. April: Wilfried Erdmann, deutscher Einhandsegler († 2023)
- 15. April: Julie Sommars, US-amerikanische Schauspielerin
- 16. April: Rolf Dieter Brinkmann, deutscher Lyriker und Erzähler († 1975)
- 16. April: Margrethe II., Königin von Dänemark 1972 bis 2024 Margrethe II.

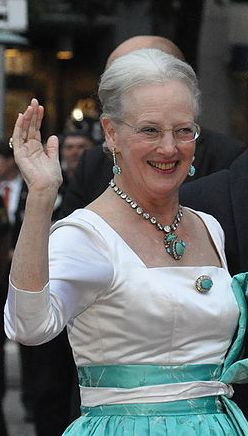
Margrethe II.

- 16. April: Waltraud Meißner, Pfälzer Mundartdichterin
- 16. April: Erika Simm, deutsche Politikerin und MdB († 2015)
- 17. April: Ira von Fürstenberg, europäische Schauspielerin und Schmuckdesignerin († 2024)
- 17. April: Billy Fury, englischer Rockmusiker († 1983)
- 17. April: Siegfried Jerusalem, deutscher Sänger (Tenor)
- 17. April: Walter Klaiber, evangelisch-methodistischer Bischof
- 17. April: Anja Silja, deutsche Sopranistin
- 17. April: Agostino Kardinal Vallini, italienischer Kurienkardinal
- 18. April: Joseph Leonard Goldstein, US-amerikanischer Genetiker
- 18. April: Jaak Lipso, sowjetischer Basketballspieler († 2023)
- 18. April: Elmar Kunauer, österreichischer Sprinter († 2022)
- 18. April: Gordon Spice, britischer Automobilrennfahrer und Rennwagenkonstrukteur († 2021)
- 19. April: Kurt Ahrens, deutscher Automobilrennfahrer
- 19. April: Werner Anzill, deutscher Fußballspieler
- 19. April: Reinhard Bonnke, deutscher Evangelist der Pfingstbewegung († 2019)
- 19. April: Frank Davey, kanadischer Dichter, Schriftsteller und ehemaliger Hochschullehrer
- 19. April: Otto Emersleben, deutscher Schriftsteller
- 19. April: José Luis Gómez, spanischer Schauspieler
- 19. April: Bernd Heinrich, deutschamerikanischer Biologe
- 19. April: Erwin Kaldarasch, deutscher Handballspieler und -trainer
- 19. April: Sydney Possuelo, brasilianischer Indianerschutz-Aktivist
- 20. April: Susy Andersen, italienische Schauspielerin
- 20. April: George Andrie, US-amerikanischer American-Football-Spieler († 2018)
- 20. April: Johannes von Buttlar, deutscher Sachbuchautor
- 20. April: Antonio Mattiazzo, italienischer römisch-katholischer Bischof
- 20. April: René Pascal, deutscher Schlagersänger und Gastronom († 2025)
- 20. April: Kenneth Powell, indischer Leichtathlet († 2022)
- 20. April: Alberto Vázquez, mexikanischer Schauspieler und Sänger
- 21. April: Souleymane Cissé, malischer Filmemacher († 2025)
- 21. April: Claire Marienfeld, deutsche Politikerin
- 21. April: Elke Müller, deutsche Politikerin († 2014)
- 21. April: Peter Schneider, deutscher Schriftsteller
- 21. April: Knut Terjung, deutscher Journalist
- 21. April: Wolfgang Uhrig, deutscher Sportjournalist, Chefredakteur beim Kicker
- 22. April: Berndt Seite, Ministerpräsident des Landes Mecklenburg-Vorpommern
- 23. April: Konrad Kleinknecht, deutscher Physiker
- 23. April: Angela Luther, deutsche Terroristin
- 23. April: Dietrich Schwanitz, deutscher Anglist und Schriftsteller († 2004)
- 23. April: Klaus Willimczik, deutscher Sportwissenschaftler
- 24. April: Sue Grafton, US-amerikanische Krimi-Schriftstellerin († 2017)
- 25. April: Ethel Afamado, uruguayische Sängerin und Schriftstellerin
- 25. April: Henrik Arildskov, dänischer Gärtner, Berufsschullehrer und Fernsehmoderator
- 25. April: Jochen Borchert, deutscher Politiker
- 25. April: Al Pacino, US-amerikanischer Schauspieler, Regisseur und Filmproduzent Al Pacino, 2004

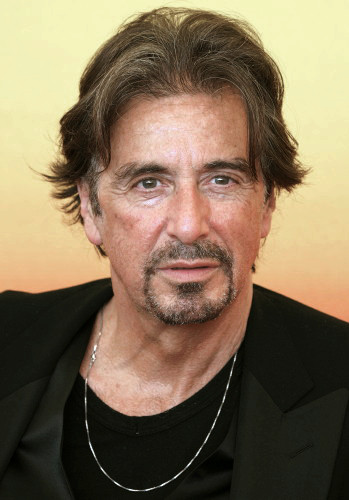
Al Pacino, 2004

- 26. April: Dietmar Hopp, deutscher Unternehmer (SAP AG)
- 26. April: Dietrich Mattausch, deutscher Schauspieler
- 26. April: Giorgio Moroder, italienischer Produzent und Komponist
- 28. April: Manfred Liebel, deutscher Professor
- 29. April: George Rufus Adams, US-amerikanischer Jazzmusiker († 1992)
- 29. April: Brigitte Fink, italienische Rennrodlerin und Rennrodelfunktionärin († 2024)
- 29. April: Jürgen Schumann, Kapitän der Lufthansa-Maschine Landshut († 1977)
- 30. April: Jeroen Brouwers, niederländischer Schriftsteller († 2022)
- 30. April: John Grew, kanadischer Organist, Cembalist und Musikpädagoge
- 30. April: Darrell McCall, US-amerikanischer Musiker
- 30. April: Ermindo Angel Onega, argentinischer Fußballspieler († 1979)
- 30. April: Ekkehard Weber, österreichischer Althistoriker, Epigraphiker und Altphilologe
- 30. April: Burt Young, US-amerikanischer Schauspieler († 2023)

### Mai
- 01. Mai: Fakhruddin Ahmed, bengalischer Ökonom
- 01. Mai: Felipe Arizmendi Esquivel, mexikanischer Bischof und Kardinal
- 03. Mai: Margita Bert, deutsche Medizinerin
- 03. Mai: Garth Fagan, jamaikanischer Tänzer und Choreograf
- 03. Mai: David H. Koch, US-amerikanischer Unternehmer, Philanthrop und Politiker († 2019)
- 04. Mai: Dieter Dolgner, deutscher Kunsthistoriker
- 04. Mai: José Luis Astigarraga Lizarralde, spanischer Ordensgeistlicher († 2017)
- 04. Mai: Víctor Farías, chilenischer Germanist und Publizist
- 04. Mai: Peter Gregg, US-amerikanischer Automobilrennfahrer († 1980)
- 05. Mai: Lars Gunnar Åberg, schwedischer Schauspieler, Regisseur, Musiker und Künstler
- 05. Mai: Jürgen Anbuhl, deutscher Politiker († 2022)
- 06. Mai: Lutz Stavenhagen, deutscher Politiker († 1992)
- 06. Mai: Vito Taccone, italienischer Radrennfahrer († 2007)
- 06. Mai: Mario Wallenda, US-amerikanischer Hochseilartist († 2015)
- 07. Mai: Ingvild Birkhan, österreichische Philosophin und Frauenforscherin
- 07. Mai: Angela Carter, britische Schriftstellerin († 1992)
- 07. Mai: István Kiss, ehemaliger ungarischer Langstreckenläufer
- 07. Mai: Dorit Zinn, deutsche Schriftstellerin
- 08. Mai: Emilio Delgado, US-amerikanischer Schauspieler und Musiker mexikanischer Abstammung († 2022)
- 08. Mai: Helma, deutsche Malerin († 2025)
- 08. Mai: Ricky Nelson, Teenagerstar in den Vereinigten Staaten († 1985)
- 09. Mai: Klaus Aeffke, deutscher Ruderer
- 09. Mai: James L. Brooks, US-amerikanischer Filmregisseur und Drehbuchautor
- 09. Mai: Richard Edwin Morrissey, britischer Jazzmusiker († 2000)
- 11. Mai: Anthony Kwami Adanuty, ghanaischer Bischof
- 11. Mai: Niklaus Meienberg, Schweizer Schriftsteller und Journalist († 1993)
- 11. Mai: Herbert Müller, Schweizer Automobilrennfahrer († 1981)
- 11. Mai: Volker Röhricht, Richter am deutschen Bundesgerichtshof
- 12. Mai: Peter Huckauf, deutscher Schriftsteller
- 13. Mai: Immo Appenzeller, deutscher Astronom
- 13. Mai: Bruce Chatwin, britischer Schriftsteller († 1989)
- 14. Mai: Troy Shondell, US-amerikanischer Pop- und Countrysänger († 2016)
- 15. Mai: Roger Eugene Ailes, US-amerikanischer Fernsehproduzent († 2017)
- 15. Mai: Carlos Bielicki, argentinischer Schachmeister († 2024)
- 15. Mai: Yoshimi Katayama, japanischer Motorrad- und Automobilrennfahrer († 2016)
- 15. Mai: Álvaro Mejía, kolumbianischer Leichtathlet († 2021)
- 15. Mai: Hanne Vack, deutsche Aktivistin
- 16. Mai: Robert Corbett, britischer Offizier
- 17. Mai: Hartwig Ebersbach, deutscher Maler
- 17. Mai: Valie Export, österreichische Medienkünstlerin
- 17. Mai: Peter Gerety, US-amerikanischer Schauspieler
- 17. Mai: Alan Kay, US-amerikanischer Informatiker
- 17. Mai: Ingrid Turković-Wendl, österreichische Eiskunstläuferin und Fernsehmoderatorin
- 17. Mai: John Vinocur, US-amerikanischer Journalist († 2022)
- 18. Mai: Monika Grimm, deutsche Schlagersängerin und Schauspielerin
- 18. Mai: Anita Kupsch, deutsche Schauspielerin und Synchronsprecherin († 2025)
- 18. Mai: Quarto Pianesi, italienischer Hockeyspieler († 2022)
- 19. Mai: Carlos Diegues, brasilianischer Filmregisseur († 2025)
- 19. Mai: Jan Janssen, niederländischer Radrennfahrer
- 19. Mai: Frank Lorenzo, US-amerikanischer Manager
- 20. Mai: Moisés Nogueira Avelino, brasilianischer Arzt, Geschäftsmann und Politiker
- 20. Mai: Stan Mikita, slowakisch-kanadischer Eishockeyspieler († 2018)
- 20. Mai: Dominique Nguyên Chu Trinh, Bischof des vietnamesischen Bistums Xuan Loc
- 20. Mai: Frode Thingnæs, norwegischer Jazzmusiker und Komponist († 2012)
- 20. Mai: Norbert Werbs, deutscher Theologe und Weihbischof im Erzbistum Hamburg († 2023)
- 21. Mai: John Martin-Dye, britischer Schwimmer und Wasserballspieler († 2022)
- 21. Mai: Tony Sheridan, Mitbegründer der Beatmusik († 2013)
- 21. Mai: Peter Uhlig, deutscher Endurosportler († 1971)
- 22. Mai: Carlos Galván, argentinischer Bandoneonist und Tangomusiker († 2014)
- 22. Mai: Helga Labs, Vorsitzende der Pionierorganisation „Ernst Thälmann“
- 22. Mai: Michael Sarrazin, kanadischer Schauspieler († 2011)
- 22. Mai: Klaus Schlappner, deutscher Fußballtrainer
- 22. Mai: Rita Waschbüsch, deutsche Politikerin
- 24. Mai: Joseph Brodsky, russisch-US-amerikanischer Dichter und Literaturnobelpreisträger († 1996)
- 25. Mai: Marianne Ahrne, schwedische Regisseurin, Drehbuchautorin und Schriftstellerin
- 25. Mai: Nobuyoshi Araki, japanischer Fotograf
- 25. Mai: Luis Lintner, Südtiroler Missionar in Brasilien († 2002)
- 26. Mai: Levon Helm, US-amerikanischer Musiker († 2012)
- 27. Mai: Gillian Barge, britische Schauspielerin († 2003)
- 27. Mai: Jan Bruins, niederländischer Motorradrennfahrer († 1997)
- 27. Mai: Stig Hoffmeyer, dänischer Schauspieler († 2022)
- 27. Mai: Ed Van Impe, kanadischer Eishockeyspieler († 2025)
- 28. Mai: Michael A. Arbib, englischer Neurowissenschaftler, Informatiker und Mathematiker
- 28. Mai: John Bergamo, US-amerikanischer Schlagzeuger und Komponist († 2013)
- 28. Mai: Hans Dulfer, niederländischer Jazz-Musiker
- 28. Mai: Jim Mullen, US-amerikanischer Automobilrennfahrer
- 29. Mai: Leila Ahmed, ägyptisch-amerikanische Hochschullehrerin für Frauenstudien
- 29. Mai: Curtis Anthony Anderson, US-amerikanischer Philosoph
- 29. Mai: Taihō Kōki, japanischer Sumo-Ringer († 2013)
- 31. Mai: Augie Meyers, US-amerikanischer Musiker
- 31. Mai: Theobald Schurte, liechtensteinischer Sportschütze
- 31. Mai: Dino Zandegù, italienischer Radrennfahrer

### Juni
- 01. Juni: René Auberjonois, US-amerikanischer Schauspieler († 2019)
- 01. Juni: Barbara Lass, polnisch-deutsche Filmschauspielerin († 1995)
- 01. Juni: Kip Thorne, US-amerikanischer Physiker
- 01. Juni: Hugo Walser, Liechtensteiner Leichtathlet († 2005)
- 02. Juni: Bernd Giese, deutscher Chemiker
- 02. Juni: Konstantin II., letzter König von Griechenland († 2023)
- 04. Juni: Veronika Bayer, deutsche Schauspielerin († 2008)
- 04. Juni: Dorothea Kuhrau-Neumärker, deutsche Evangelische Theologin († 2025)
- 04. Juni: Josefina Miniño, dominikanische Balletttänzerin und Choreographin
- 04. Juni: Ludwig Schwarz, österreichischer Bischof
- 04. Juni: Klaus Urbanczyk, deutscher Fußballspieler
- 05. Juni: Dickson Despommier, US-amerikanischer Mikrobiologe und Ökologe († 2025)
- 05. Juni: Gerlinde Hämmerle, baden-württembergische Politikerin
- 05. Juni: Peter Nidetzky, österreichischer Fernsehmoderator († 2024)
- 05. Juni: Hans-Otto Wilhelm, deutscher CDU-Politiker († 2019)
- 06. Juni: Willie John McBride, irischer Rugbyspieler
- 07. Juni: Enrique Anleu-Díaz, guatemaltekischer Komponist, Musikwissenschaftler und Musikethnologe († 2023)
- 07. Juni: Helmut Bieler, deutscher Komponist, Pianist und Musikpädagoge († 2019)
- 07. Juni: Tom Jones, walisischer Pop-Sänger
- 07. Juni: Samuel Little, US-amerikanischer Serienmörder († 2020)
- 07. Juni: Ronald Pickup, britischer Schauspieler († 2021)
- 08. Juni: Hede Bühl, deutsche Bildhauerin
- 08. Juni: Françoise Levie, belgische Filmproduzentin, -regisseurin und -autorin
- 08. Juni: Nancy Sinatra, US-amerikanische Sängerin und Schauspielerin
- 09. Juni: Inge Harst, deutsche Tischtennisspielerin
- 10. Juni: Arnaldo Coen, mexikanischer Maler, Bildhauer, Illustrator und Bühnenbildner
- 10. Juni: Helga Neuner, deutsche Schauspielerin
- 10. Juni: Peter Ryan, kanadischer Automobilrennfahrer († 1962)
- 11. Juni: Adelgunde Mertensacker, deutsche Politikerin und Hochschullehrerin († 2013)
- 11. Juni: Volkmar Sigusch, deutscher Psychiater und Sexualwissenschaftler († 2023)
- 13. Juni: Hans-Dieter Dechent, deutscher Unternehmer, Rennstallbesitzer und Automobilrennfahrer († 2014)
- 13. Juni: Dallas Long, US-amerikanischer Leichtathlet, Zahnarzt, Arzt († 2024)
- 13. Juni: Gojko Mitić, serbischer Schauspieler und Regisseur
- 13. Juni: Aprem Mooken, indischer Metropolit († 2025)
- 14. Juni: Francesco Guccini, italienischer Cantautore, Schriftsteller und Schauspieler
- 14. Juni: Janis Hansen, US-amerikanische Schauspielerin († 2021)
- 14. Juni: Horst Teltschik, deutscher Politiker und Wirtschaftsmanager
- 15. Juni: Elter Akay, türkischer Kugelstoßer und Volleyballtrainer
- 15. Juni: Günter Auferbauer, österreichischer Autor und Bergsteiger († 2025)
- 15. Juni: Nancy King, US-amerikanische Jazzsängerin († 2025)
- 16. Juni: Neil Goldschmidt, US-amerikanischer Politiker († 2024)
- 16. Juni: Petr Kaplan, tschechischer Rocksänger und -Gitarrist († 2007)
- 17. Juni: George A. Akerlof, Professor für Wirtschaftswissenschaften
- 17. Juni: Marcel Aubour, französischer Fußballspieler
- 17. Juni: Bobby Bell, US-amerikanischer American-Football-Spieler
- 17. Juni: Dieter Farwick, deutscher Brigadegeneral und Publizist
- 17. Juni: Angelo Rinaldi, französischer Schriftsteller († 2025)
- 18. Juni: Mirjam Pressler, deutsche Schriftstellerin und Übersetzerin († 2019)
- 19. Juni: Rainer Langhans, deutscher Autor und Schauspieler
- 19. Juni: Ursula Lietz, deutsche Politikerin († 2018)
- 20. Juni: Kozō Andō, japanischer Kendōka († 2003)
- 20. Juni: Eugen Drewermann, katholischer Theologe und Psychotherapeut
- 20. Juni: Marcel Duriez, französischer Leichtathlet († 2023)
- 21. Juni: Mariette Hartley, US-amerikanische Schauspielerin
- 22. Juni: Raimund Gensel, deutscher Schauspieler († 2002)
- 22. Juni: Abbas Kiarostami, iranischer Filmregisseur († 2016)
- 22. Juni: Woldeghiorghis Mathewos, äthiopischer Bischof
- 22. Juni: Daniel Gray Quillen, US-amerikanischer Mathematiker († 2011)
- 22. Juni: Ursula Schäppi, Schweizer Schauspielerin und Komikerin
- 23. Juni: Wilma Rudolph, afro-amerikanische Leichtathletin und Ausnahmesportlerin († 1994)
- 23. Juni: Stuart Sutcliffe, Maler und Musiker, frühes Mitglied der Beatles († 1962)
- 23. Juni: Dieter Thomae, deutscher Politiker († 2020)
- 23. Juni: Joachim Wenzel, Vizepräsident des deutschen Bundesgerichtshofs († 2009)
- 25. Juni: Peer Augustinski, deutscher Schauspieler und Synchronsprecher († 2014) Peer Augustinski, 2009

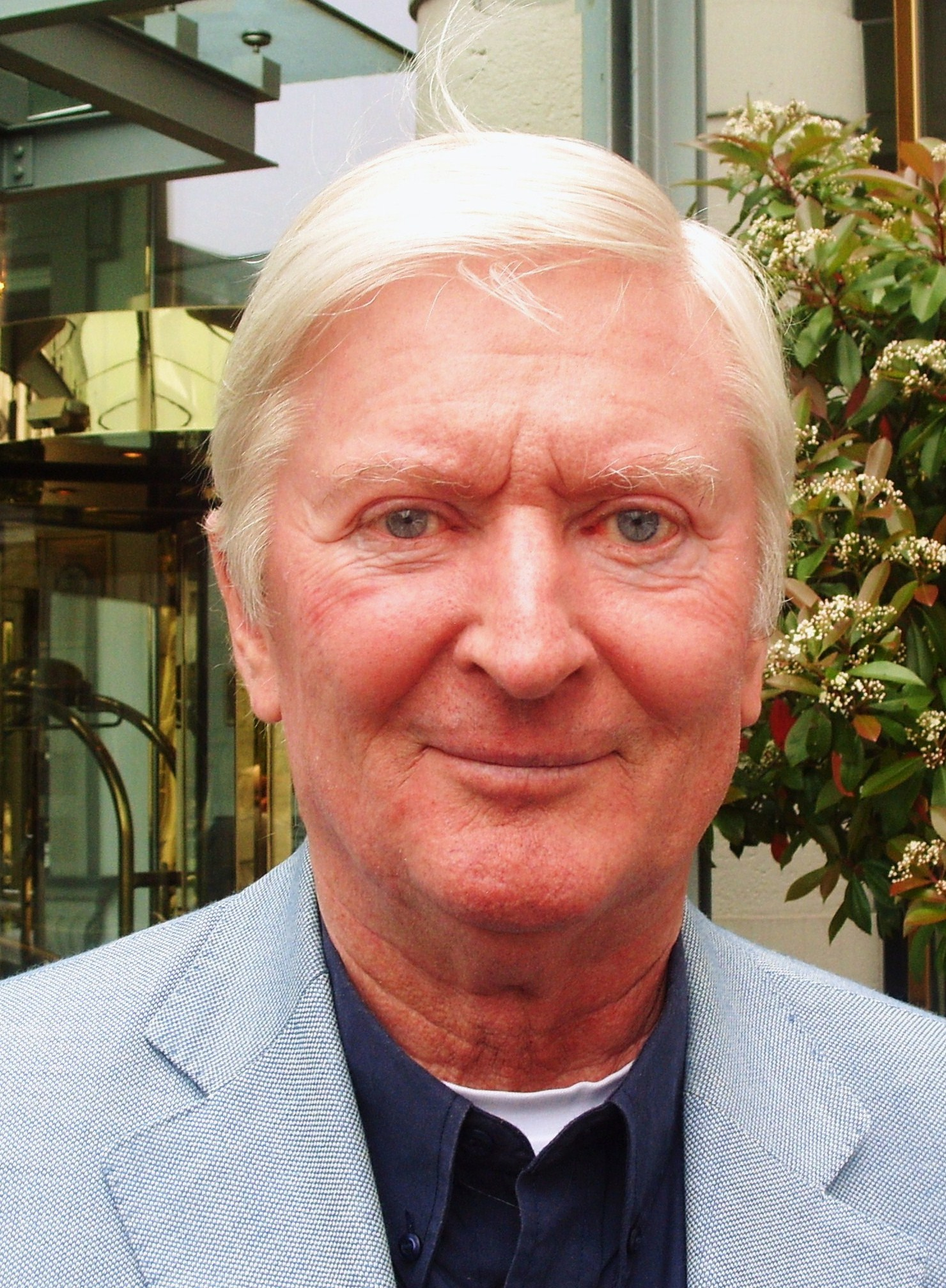
Peer Augustinski, 2009

- 25. Juni: Thomas Köhler, deutscher Rennrodler
- 25. Juni: Judy Pollock, australische Sprinterin und Mittelstreckenläuferin
- 26. Juni: Lucinda Childs, US-amerikanische Choreografin
- 26. Juni: Manon, Zürcher Künstlerin
- 26. Juni: Gerhard Widder, deutscher Politiker
- 27. Juni: Gianluigi Aponte, italienischer Unternehmer und Reeder
- 29. Juni: Wjatscheslaw Petrowitsch Artjomow, russischer Komponist
- 29. Juni: John Dawes, walisischer Rugbyspieler († 2021)
- 30. Juni: Heinrich Gillis Görtz, deutscher Maler und Grafiker († 2010)
- 30. Juni: François Xavier Le Van Hong, Weihbischof der Erzdiözese Huê in Vietnam

### Juli
- 01. Juli: Judith Binney, neuseeländische Historikerin († 2011)
- 02. Juli: Irving Martin Abella, kanadischer Schriftsteller und Historiker († 2022)
- 02. Juli: Georgi Iwanow, der erste bulgarische Kosmonaut
- 02. Juli: Tony Liscio, US-amerikanischer American-Football-Spieler († 2017)
- 03. Juli: Mihai Adam, rumänischer Fußballspieler († 2015)
- 03. Juli: Lamar Alexander, US-amerikanischer Politiker, Gouverneur von Tennessee
- 03. Juli: Dick Barbour, US-amerikanischer Unternehmer und Automobilrennfahrer
- 03. Juli: Jerzy Buzek, polnischer Politiker, Ministerpräsident
- 03. Juli: Ennio Doris, italienischer Unternehmer († 2021)
- 03. Juli: Peer Raben, deutscher Komponist († 2007)
- 04. Juli: Rupert von Plottnitz, deutscher Jurist und Politiker
- 06. Juli: Rex Cawley, US-amerikanischer Leichtathlet († 2022)
- 06. Juli: Wiktor Grigorjewitsch Kuskin, sowjetischer Eishockeyspieler († 2008)
- 06. Juli: Nursultan Nasarbajew, kasachischer Politiker und Staatspräsident
- 06. Juli: Jeannie Seely, US-amerikanische Country-Sängerin und -Songschreiberin († 2025)
- 07. Juli: Richard Keith Armey, US-amerikanischer Politiker und Ökonom

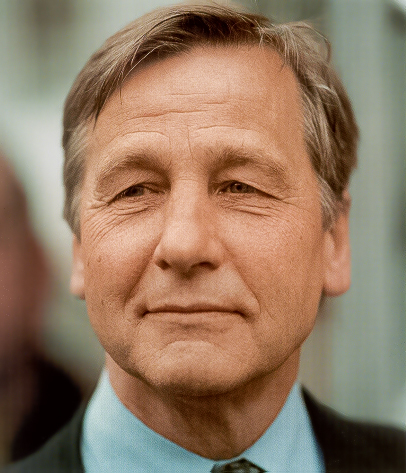
Wolfgang Clement, 2004

- 07. Juli: Wolfgang Clement, deutscher Politiker, Bundesminister für Wirtschaft und Arbeit († 2020)

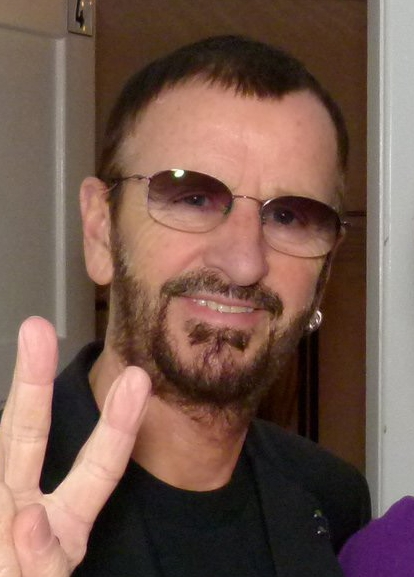
Ringo Starr, 2011

- 07. Juli: Ringo Starr, britischer Musiker (The Beatles)
- 07. Juli: Rosel Zech, deutsche Theater- und Filmschauspielerin († 2011)
- 08. Juli: Peter Danckert, deutscher Politiker und MdB († 2022)
- 09. Juli: Jair da Costa, brasilianischer Fußballspieler († 2025)
- 09. Juli: Inge Pohl, deutsche Politikerin († 2011)
- 10. Juli: Meghnad Desai, indisch-britischer Wirtschaftswissenschaftler und Politiker († 2025)
- 10. Juli: Helen Donath, US-amerikanische Sopranistin
- 10. Juli: Rolf Herings, deutscher Fußballtrainer († 2017)
- 10. Juli: Erich Iltgen, deutscher Politiker, Präsident des sächsischen Landtages († 2019)
- 10. Juli: Keith Stackpole, australischer Cricketspieler († 2025)
- 10. Juli: Bernd Struck, deutscher Physiker und Handballspieler
- 10. Juli: Tommy Troelsen, dänischer Fußballspieler und Fernsehmoderator († 2021)
- 11. Juli: Artur Hennings, deutscher Schachspieler in der DDR († 2003)
- 11. Juli: Gunnar Prokop, österreichischer Handballtrainer
- 11. Juli: Karl Albrecht Schachtschneider, deutscher Staatsrechtler
- 11. Juli: Tommy Vance, britischer Radiomoderator († 2005)
- 12. Juli: Hans-Friedrich von Ploetz, deutscher Diplomat und Politiker

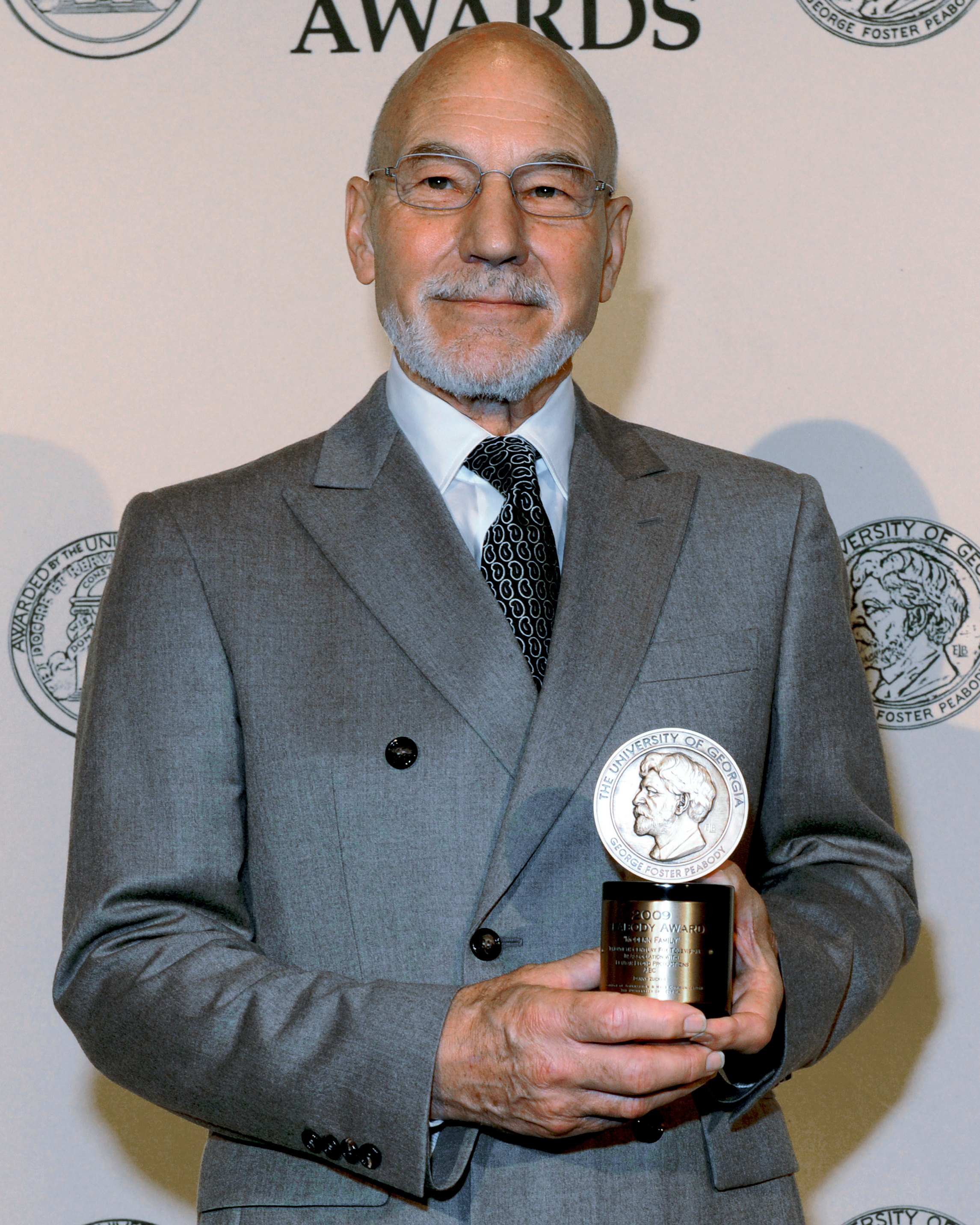
Patrick Stewart, 2012

- 13. Juli: Patrick Stewart, englischer Schauspieler
- 14. Juli: Kwame Addo-Kufuor, ghanaischer Politiker und Verteidigungsminister
- 15. Juli: Ian Charles Athfield, neuseeländischer Architekt († 2015)
- 15. Juli: Chris Cord, US-amerikanischer Automobilrennfahrer
- 17. Juli: Otmar Alt, deutscher Maler, Grafiker, Designer und Bildhauer
- 17. Juli: Mickey Hawks, US-amerikanischer Rock’n’Roll-Musiker († 1989)
- 17. Juli: Francisco Toledo, mexikanischer Maler († 2019)
- 18. Juli: Lillian Faderman, US-amerikanische Hochschullehrerin für Literatur
- 20. Juli: Karl-Heinz Appelt, deutscher Bildhauer, Plastiker und Grafiker († 2013)
- 22. Juli: Juri Klimow, russischer Handballspieler und -trainer († 2022)
- 22. Juli: Vera Tschechowa, deutsche Schauspielerin, Regisseurin und Produzentin († 2024)
- 22. Juli: Thomas Wayne, US-amerikanischer Rockabilly- und Pop-Sänger († 1971)
- 23. Juli: Gunter Halm, Minister für Leichtindustrie der DDR
- 23. Juli: Friedrich Graf von Westphalen, deutscher Jurist
- 24. Juli: Dieter Bellmann, deutscher Schauspieler und Regisseur († 2017)
- 24. Juli: Stanley Hauerwas, methodistischer Theologe und Pazifist
- 24. Juli: Adriano Durante, italienischer Radrennfahrer († 2009)
- 26. Juli: Brigitte Hamann, deutsche Historikerin und Autorin († 2016)
- 26. Juli: Joachim Jauer, deutscher Fernseh- und Hörfunk-Journalist († 2022)
- 26. Juli: Jürgen Kurbjuhn, deutscher Fußballspieler († 2014)
- 27. Juli: Pina Bausch, deutsche Tänzerin, Choreografin, Tanzpädagogin und Ballettdirektorin († 2009)
- 27. Juli: Johannes Rogalla von Bieberstein, deutscher Bibliothekar († 2021)
- 27. Juli: Manfred Haas, deutscher Fußballfunktionär
- 27. Juli: Lothar Herbst, polnischer Poet und führender Oppositioneller († 2000)
- 27. Juli: Jonny Hill, österreichischer Musiker, Texter, Produzent und Entertainer
- 27. Juli: Gary Kurtz, US-amerikanischer Filmproduzent († 2018)
- 27. Juli: Troy Perry, Theologe und Gründer der Metropolitan Community Church
- 28. Juli: Gianpaolo Ambrosi, italienischer Rennrodler
- 28. Juli: Judy Grahn, US-amerikanische Autorin
- 29. Juli: Gernulf Garbe, deutscher Sportmediziner, Orthopäde und Chirotherapeut sowie Bodybuilder
- 29. Juli: Wolfgang Grzyb, deutscher Fußballspieler († 2004)
- 29. Juli: Bernhard Jagoda, deutscher Politiker; Präsident der Bundesanstalt für Arbeit († 2015)
- 31. Juli: James Anderson, US-amerikanischer Kognitionswissenschaftler
- 31. Juli: Stanley R. Jaffe, US-amerikanischer Filmproduzent († 2025)
- 31. Juli: Frido Mann, deutschsprachiger Psychologe und Schriftsteller

### August
- 01. August: Mahmoud Dowlatabadi, iranischer Schriftsteller
- 01. August: Horst Herrmann, deutscher Hochschullehrer und Kirchenkritiker († 2017)
- 01. August: Co Hoedeman, niederländisch-kanadischer Animator († 2025)
- 03. August: Lance Alworth, US-amerikanischer American-Football-Spieler
- 03. August: Joseph Dorfman, israelischer Komponist und Musikpädagoge († 2006)
- 03. August: Raymond Allen „Ray“ Draper, US-amerikanischer Jazz-Tubist († 1982)
- 03. August: Roscoe Mitchell, US-amerikanischer Jazz-Saxophonist
- 03. August: Martin Sheen, US-amerikanischer Schauspieler Martin Sheen, 2008

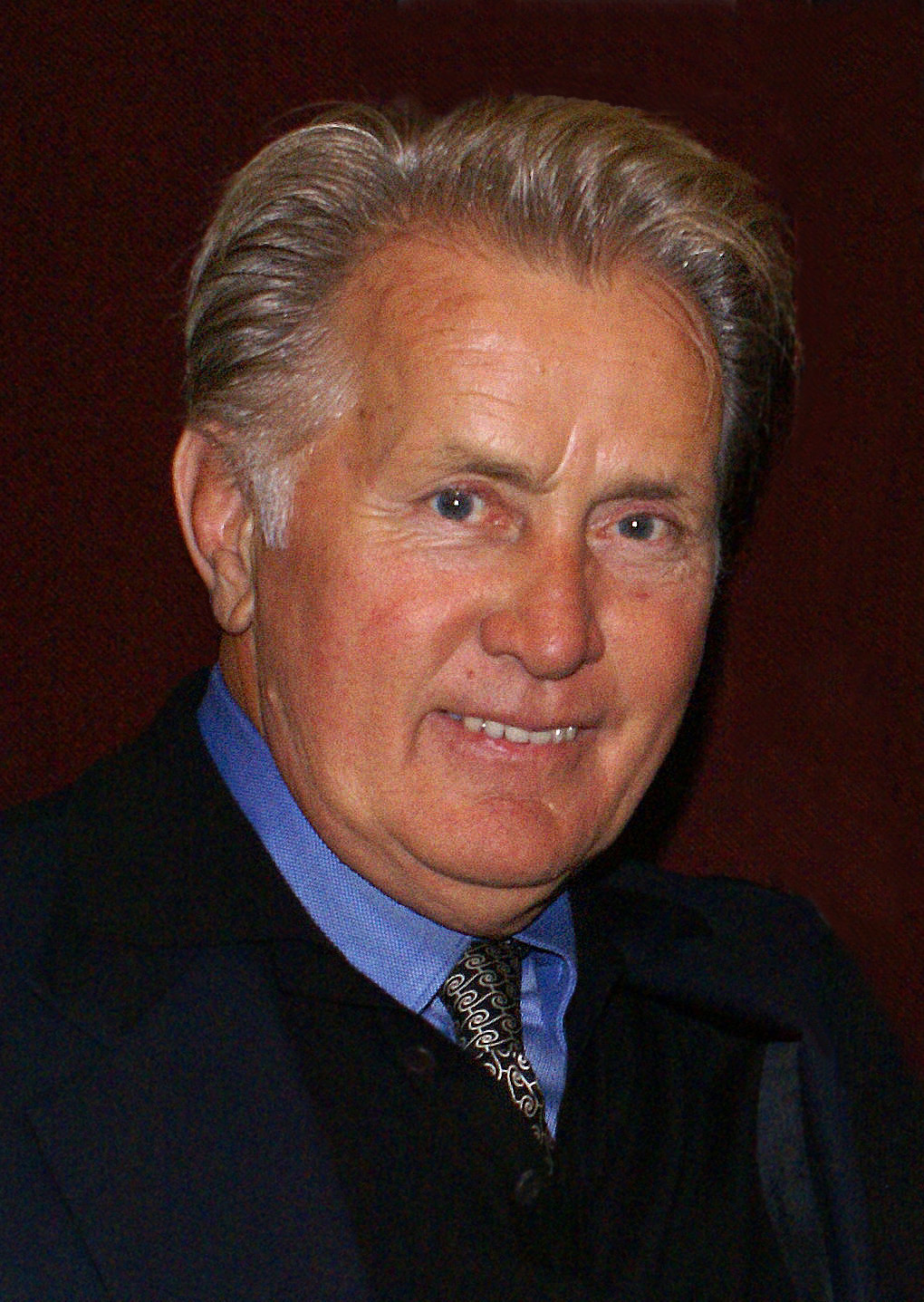
Martin Sheen, 2008

- 04. August: Coriún Aharonián, uruguayischer Komponist und Musiker († 2017)
- 04. August: Herwig Nachtmann, österreichischer Verleger
- 04. August: Abdurrahman Wahid, indonesischer Politiker, Präsident († 2009)
- 05. August: Heinrich Boehr, deutscher Brigadegeneral des Heeres der Bundeswehr
- 05. August: Franco Cardini, italienischer Historiker
- 05. August: Christian Clemens, deutscher Schachspieler
- 05. August: Roman Gabriel, US-amerikanischer American-Football-Spieler († 2024)
- 05. August: Norbert Gansel, deutscher Politiker
- 05. August: Sigi Schwab, deutscher Gitarrist und Komponist († 2024)
- 05. August: Natalie Trundy, US-amerikanische Schauspielerin († 2019)
- 06. August: Peter Ehlebracht, deutscher Musikkomiker
- 06. August: Egil Kapstad, norwegischer Jazzpianist († 2017)
- 07. August: Jean-Luc Dehaene, belgischer Politiker, Premierminister († 2014)
- 07. August: Hans Eisele, deutscher Fußballspieler († 2002)
- 07. August: Martin Heisenberg, deutscher Neurobiologe und Genetiker
- 08. August: Just Jaeckin, französischer Regisseur und Fotograf († 2022)
- 08. August: Hans-Georg Specht, Oberbürgermeister von Mülheim an der Ruhr
- 08. August: Dennis Tito, US-amerikanischer Unternehmer und erster Weltraumtourist
- 09. August: Volker Hauff, deutscher Politiker
- 09. August: Marie-Luise Marjan, deutsche Schauspielerin Marie-Luise Marjan, 2012

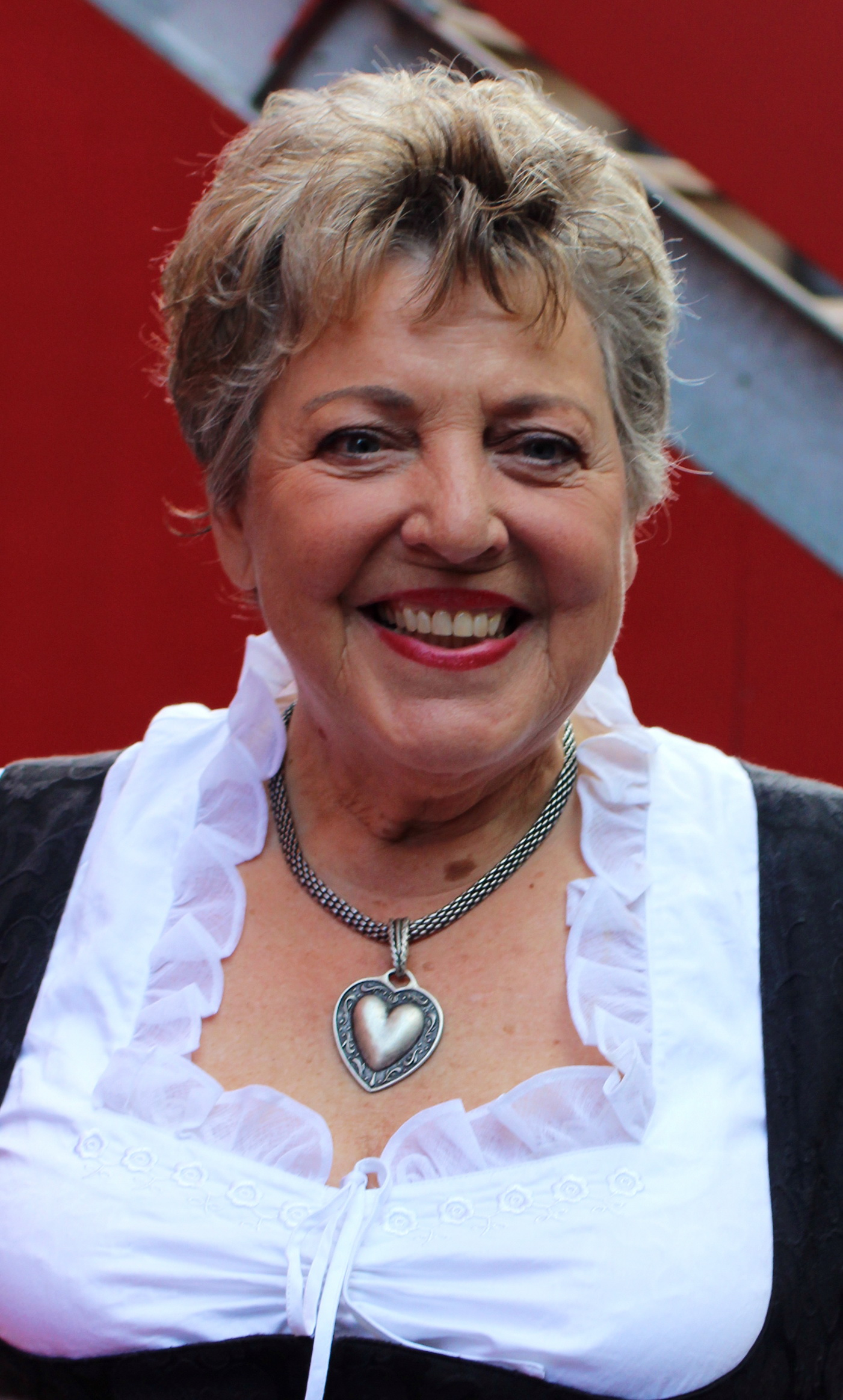
Marie-Luise Marjan, 2012

- 10. August: Peter William Atkins, britischer Chemiker und Physikochemiker
- 10. August: Weniamin Smechow, russischer Schauspieler und Theaterregisseur
- 10. August: Marie Versini, französische Schauspielerin († 2021)
- 10. August: Sid Waddell, britischer Fernsehkommentator († 2012)
- 11. August: Malena Kuss, argentinische Musikwissenschaftlerin
- 11. August: Lennie Pond, US-amerikanischer Automobilrennfahrer († 2016)
- 12. August: Tony Oladipo Allen, nigerianischer Schlagzeuger, Komponist und Songschreiber († 2020)
- 12. August: Aleksandar Jossifow, bulgarischer Komponist († 2016)
- 12. August: Ruth Zacharias, deutsche Pastorin und Leiterin des Taubblindendienstes der EKD († 2021)
- 13. August: Jean-Claude Andruet, französischer Rallyefahrer
- 13. August: Allen Blairman, US-amerikanischer Schlagzeuger des Modern Jazz († 2022)
- 13. August: Paul Eßling, deutscher Attentäter († 1982)
- 13. August: Wolfgang Luh, deutscher Hochschullehrer für Mathematik
- 13. August: Dirk Sager, deutscher Journalist († 2014) Dirk Sager, 2009

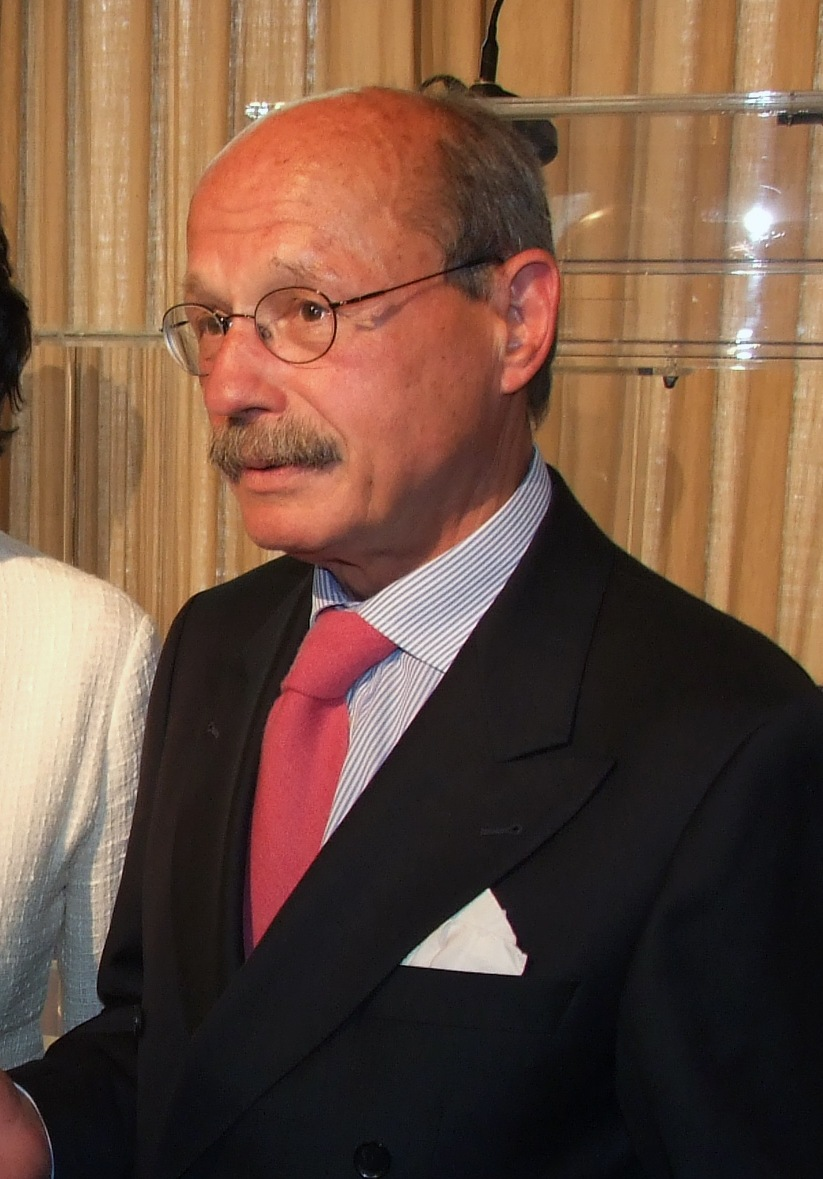
Dirk Sager, 2009

- 14. August: Arthur B. Laffer, US-amerikanischer Ökonom
- 14. August: Aristides Royo, 36. Staatspräsident von Panama
- 14. August: Max Schautzer, österreichischer Fernsehmoderator († 2025)
- 15. August: Gudrun Ensslin, deutsche Terroristin, Mitglied und Mitbegründerin der RAF († 1977)
- 15. August: Willi Jäger, deutscher Mathematiker
- 15. August: Helmut Kuhlmann, deutscher Politiker der CDU († 2022)
- 16. August: Bruce Beresford, australischer Filmregisseur, Schriftsteller, Produzent und Schauspieler
- 16. August: John Fallon, schottischer Fußballspieler († 2025)
- 18. August: Sigrid Metz-Göckel, deutsche Soziologin († 2025)
- 19. August: Jürgen Kolbe, deutscher Germanist, Schriftsteller und Kommunalpolitiker († 2008)
- 19. August: Johnny Nash, US-amerikanischer Pop- und Reggaemusiker († 2020)
- 20. August: Gary Collins, US-amerikanischer American-Football-Spieler
- 21. August: Günter Helmchen, deutscher Chemiker
- 22. August: Karl-Ernst Apfelbacher, deutscher Theologe († 2015)
- 22. August: Lynne Bowen, kanadische Historikerin
- 22. August: Heinrich Kuhn, deutscher Arzt und Politiker
- 23. August: Mel Bochner, US-amerikanischer Konzeptkünstler († 2025)
- 23. August: Vicki Brown, britische Sängerin († 1991)
- 23. August: André Laberge, kanadischer Organist und Cembalist
- 23. August: Roland Muhlen, US-amerikanischer Kanute († 2023)
- 25. August: Norbert Grupe, deutscher Profiboxer und Schauspieler († 2004)
- 25. August: Thomas Kakuska, österreichischer Musiker, Professor für Musik und darstellende Kunst in Wien († 2005)
- 27. August: Enrico Feroci, italienischer Erzbischof und Kardinal
- 27. August: Dieter Senghaas, deutscher Politologe und Friedensforscher
- 27. August: Sonny Sharrock, US-amerikanischer Jazzgitarrist († 1994)
- 28. August: Christian Ludwig Attersee, österreichischer Maler der Pop Art
- 28. August: William Cohen, US-amerikanischer Politiker und Verteidigungsminister
- 28. August: Dirk Galuba, deutscher Schauspieler
- 28. August: Heinz Klevenow, deutscher Schauspieler und Theaterintendant († 2021)
- 28. August: Dyson Lovell, britischer Schauspieler und Filmproduzent († 2024)
- 28. August: Roger Pingeon, französischer Radrennfahrer († 2017)
- 29. August: Bennie Maupin, US-amerikanischer Jazzmusiker
- 29. August: Rotraud Schindler, deutsche Schauspielerin und Komödiantin
- 31. August: Jack Thompson, australischer Schauspieler
- 31. August: Dorrit Willumsen, dänische Schriftstellerin

### September
- 01. September: Franco Bitossi, italienischer Radrennfahrer
- 01. September: Anatoly Donchenko, deutscher Schachspieler
- 01. September: Annie Ernaux, französische Schriftstellerin
- 01. September: János Galambos, ungarischer Mathematiker († 2019)
- 02. September: Rudolph Angermüller, deutscher Musikwissenschaftler († 2021)
- 02. September: Régis Debray, französischer Philosoph
- 02. September: Roy Oppenheim, Schweizer Kulturpublizist und Medienmanager († 2025)
- 02. September: Jack White, deutscher Musikproduzent
- 03. September: Pauline Collins, britische Schauspielerin
- 03. September: Wolfgang Ebert, deutscher Dokumentarfilmautor und -regisseur und Sachbuchautor († 2014)
- 03. September: Eduardo Galeano, uruguayischer Journalist, Essayist und Schriftsteller († 2015)
- 04. September: Mona Kelly, kanadische Sängerin
- 05. September: Billy Adler, US-amerikanischer Filmregisseur
- 05. September: Valerie Howarth, britische Politikerin († 2025)
- 05. September: Raquel Welch, US-amerikanische Schauspielerin († 2023) Raquel Welch, 2010

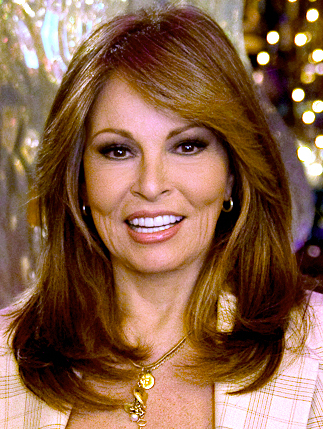
Raquel Welch, 2010

- 06. September: Udo Arnold, deutscher Historiker und Hochschullehrer
- 06. September: Rudolf Bindig, deutscher Politiker und MdB
- 06. September: Hans Christian Knuth, deutscher lutherischer Theologe († 2023)
- 07. September: Dario Argento, italienischer Film-Regisseur und Drehbuchautor
- 09. September: Rainer Lachmann, deutscher Religionspädagoge und -didaktiker († 2025)
- 09. September: Vicente Segrelles, spanischer Comiczeichner und Autor
- 09. September: Lothar Ulsaß, deutscher Fußballspieler († 1999)
- 10. September: Roy Ayers, US-amerikanischer Musiker († 2025)
- 10. September: Dave Burrell, US-amerikanischer Jazzpianist
- 11. September: Klaus Gerwien, deutscher Fußballspieler († 2018)
- 11. September: John David Hawkins, britischer Hethitologe († 2023)
- 11. September: Brian De Palma, US-amerikanischer Filmregisseur Brian De Palma

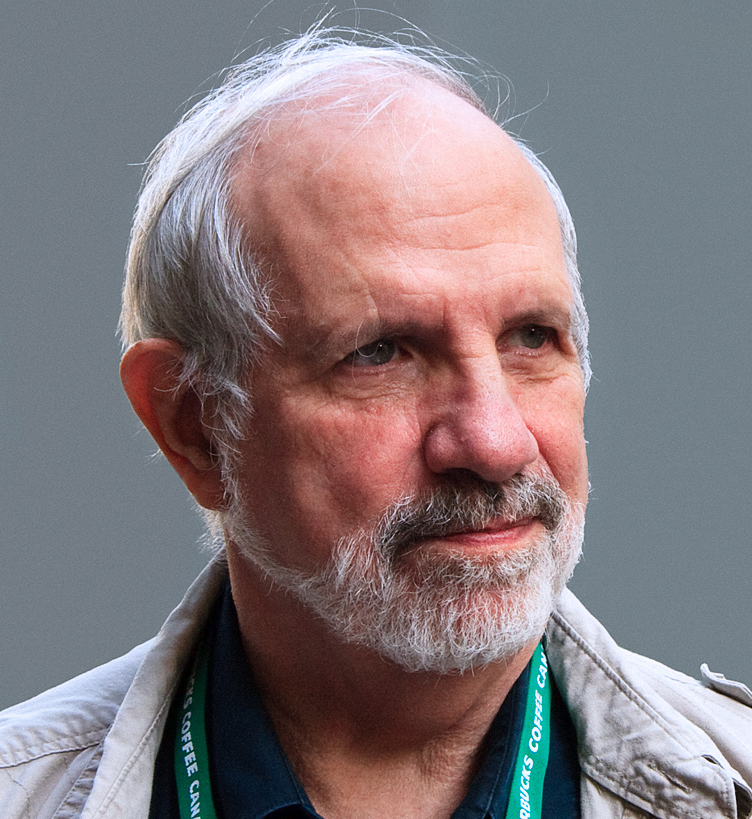
Brian De Palma

- 12. September: Joachim Frank, deutsch-amerikanischer Biophysiker und Nobelpreisträger
- 12. September: Linda Gray, US-amerikanische Schauspielerin Linda Gray, 2013

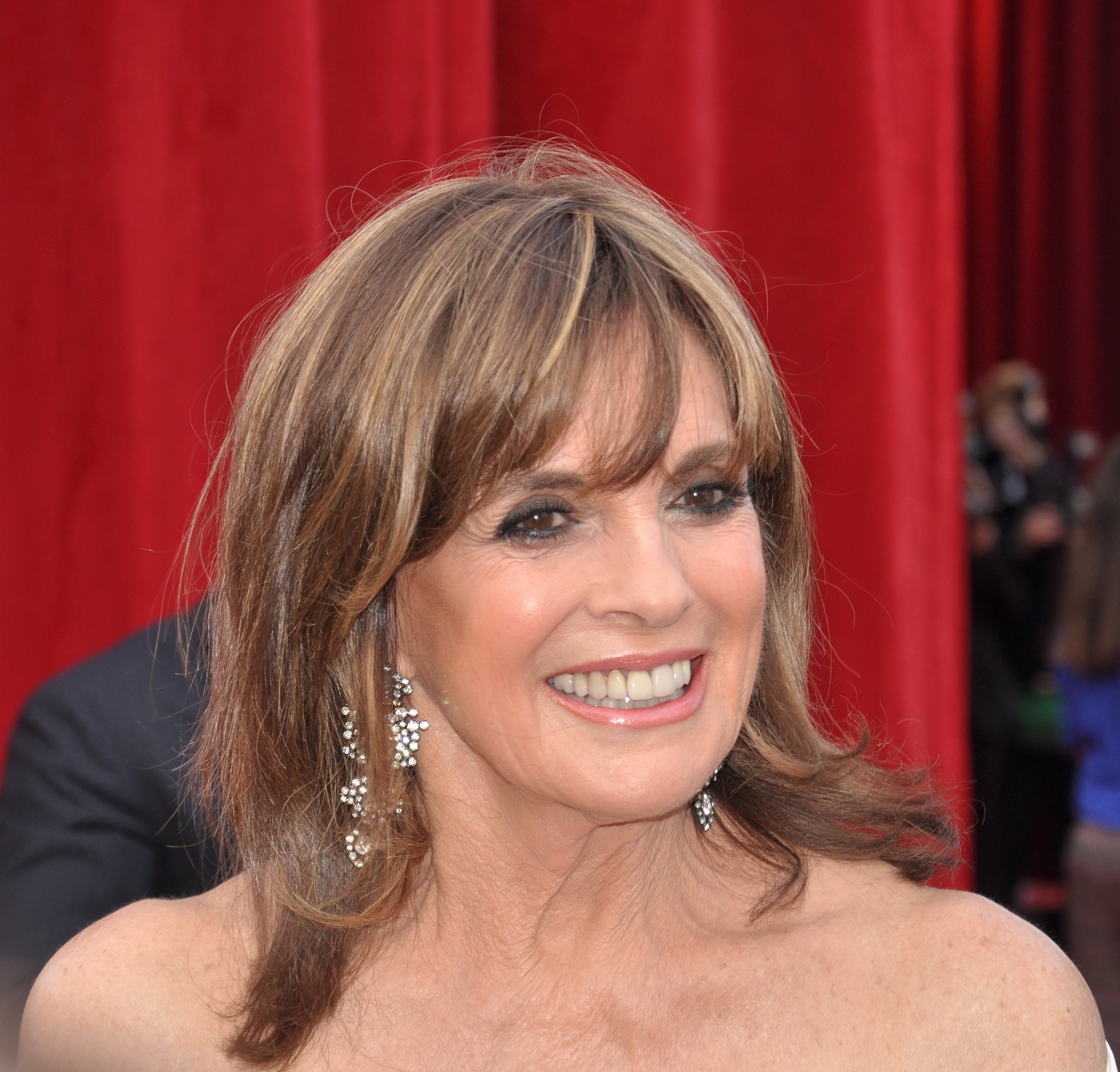
Linda Gray, 2013

- 13. September: Óscar Arias Sánchez, Präsident von Costa Rica, Friedensnobelpreisträger
- 13. September: Kurt Faltlhauser, deutscher Politiker
- 13. September: Ladislav Křiváček, tschechoslowakischer Schauspieler († 1989)
- 14. September: Manfred Ach, deutscher Politiker († 2024)
- 14. September: James Morsley Anderson, US-amerikanischer Arzt und Chemiker
- 14. September: Larry Brown, US-amerikanischer Basketballtrainer
- 14. September: Wenzeslaw Konstantinow, bulgarischer Schriftsteller und Übersetzer († 2019)
- 15. September: Chris Menges, britischer Kameramann und Filmregisseur
- 15. September: Mária Róka, ungarische Kanutin († 2021)
- 15. September: Jürgen Schröder, deutscher Europaabgeordneter
- 15. September: Norman Spinrad, US-amerikanischer Science-Fiction Autor
- 16. September: Lisle Arthur Atkinson, US-amerikanischer Jazz-Bassist († 2019)
- 16. September: Hamiet Bluiett, US-amerikanischer Jazzmusiker († 2018)
- 16. September: Jutta Heine, deutsche Leichtathletin und Olympionikin
- 16. September: Linde Knoch, deutsche Märchenerzählerin und Autorin
- 17. September: Jan Eliasson, schwedischer Diplomat
- 17. September: Cynthia Flood, kanadische Schriftstellerin
- 17. September: Klaus Küng, römisch-katholischer Bischof der Diözese St. Pölten
- 17. September: Peter Lever, englischer Cricketspieler († 2025)
- 17. September: Karin Reschke, deutsche Schriftstellerin
- 17. September: Heidelinde Weis, österreichische Schauspielerin († 2023)
- 18. September: Frankie Avalon, US-amerikanischer Musiker und Schauspieler
- 18. September: Abbas al-Fassi, marokkanischer Politiker
- 19. September: Karin Baal, deutsche Schauspielerin († 2024)
- 19. September: Bill Medley, US-amerikanischer Sänger
- 20. September: Tarō Asō, japanischer Politiker
- 20. September: Joseph J. DioGuardi, US-amerikanischer Politiker
- 21. September: Lowell Lee Andrews, US-amerikanischer Mörder († 1962)
- 21. September: Rudolf Jaggi, Schweizer Komponist († 2015)
- 21. September: Hermann Knoflacher, österreichischer Bauingenieur, Planer, Präsident des Club of Vienna
- 22. September: Edward Bogusławski, polnischer Komponist und Musikpädagoge († 2003)
- 22. September: Anna Karina, dänische Schauspielerin († 2019)
- 23. September: Dietmar Artzinger-Bolten, deutscher Rechtsanwalt und Politiker († 2023)
- 23. September: Gerhard Hennige, deutscher Leichtathlet
- 23. September: Hans Siemensmeyer, Fußballspieler
- 23. September: Michel Temer, brasilianischer Politiker
- 24. September: Amelita Baltar, argentinische Tango- und Folksängerin
- 24. September: Don Brash, Oppositionsführer von Neuseeland
- 24. September: Victor Martin, spanischer Geiger und Musikpädagoge († 2017)
- 24. September: Yves Navarre, französischer Schriftsteller († 1994)
- 24. September: José Ramírez Conde, dominikanischer Maler († 1987)
- 25. September: Brigitte Burmeister, deutsche Literaturwissenschaftlerin und Schriftstellerin
- 25. September: Victor Asirvatham, malaysischer Leichtathlet († 2021)
- 26. September: Gary Bartz, US-amerikanischer Jazz-Saxophonist
- 26. September: Klaus Grehn, deutscher Politiker († 2017)
- 26. September: Heinz Jacobsen, deutscher Handballfunktionär
- 27. September: Reiner Dick, Professor für Betriebswirtschaftslehre († 1974)
- 27. September: Rudolph Moshammer, deutscher Modeschöpfer († 2005)
- 28. September: Guido De Rosso, italienischer Radrennfahrer
- 29. September: Isidro Sala Puigdevall, spanischer Fußballspieler und Kommunalpolitiker († 2022)
- 30. September: Harry Jerome, kanadischer Leichtathlet und Olympiateilnehmer († 1982)

### Oktober
- 01. Oktober: Phyllis Chesler, US-amerikanische Schriftstellerin
- 01. Oktober: Fredi M. Murer, Schweizer Filmemacher
- 01. Oktober: Steve O’Rourke, britischer Musikmanager, Rennstallbesitzer und Automobilrennfahrer († 2003)
- 01. Oktober: Marc Savoy, US-amerikanischer Akkordeonspieler und -bauer
- 02. Oktober: Hans-Jürgen Audehm, deutscher Fachbuchautor
- 02. Oktober: Werner Dörflinger, deutscher Politiker, MdB († 2021)
- 02. Oktober: Gheorghe Gruia, rumänischer Handballspieler († 2015)
- 02. Oktober: Herbert Riehl-Heyse, deutscher Journalist und Autor († 2003)
- 03. Oktober: Alan O’Day, US-amerikanischer Sänger und Songschreiber († 2013)
- 04. Oktober: Barbara Henneberger, deutsche Skirennläuferin († 1964)
- 04. Oktober: Silvio Marzolini, argentinischer Fußballer († 2020)
- 04. Oktober: Steve Swallow, US-amerikanischer Jazzmusiker
- 05. Oktober: Rein Aun, sowjetischer Leichtathlet († 1995)
- 05. Oktober: Manfred Bissinger, deutscher Publizist
- 05. Oktober: Giacomo Caliri, italienischer Rennwagen-Konstrukteur und Aerodynamiker
- 05. Oktober: Bob Cowper, australischer Cricketspieler († 2025)
- 05. Oktober: David Gaskell, englischer Fußballspieler († 2025)
- 05. Oktober: Ulrich Ritzel, deutscher Journalist und Schriftsteller
- 05. Oktober: Siegfried Spahn, deutscher Generalarzt
- 06. Oktober: Boris Dmitrijewitsch Andrejew, sowjetischer Kosmonaut († 2021)
- 06. Oktober: Manfred Bietak, österreichischer Ägyptologe
- 06. Oktober: Karin Boldemann, deutsche Turnerin
- 06. Oktober: Wyche Fowler, US-amerikanischer Politiker
- 06. Oktober: Eberhard Zeidler, deutscher Mathematiker († 2016)
- 07. Oktober: Muriel Grossfeld, US-amerikanische Turnerin († 2021)
- 07. Oktober: Larry Young, US-amerikanischer Jazzmusiker (Organist, Komponist) († 1978)
- 09. Oktober: Hans Ulrich Humpert, deutscher Komponist († 2010)
- 09. Oktober: John Lennon, britischer Musiker (The Beatles) († 1980) John Lennon

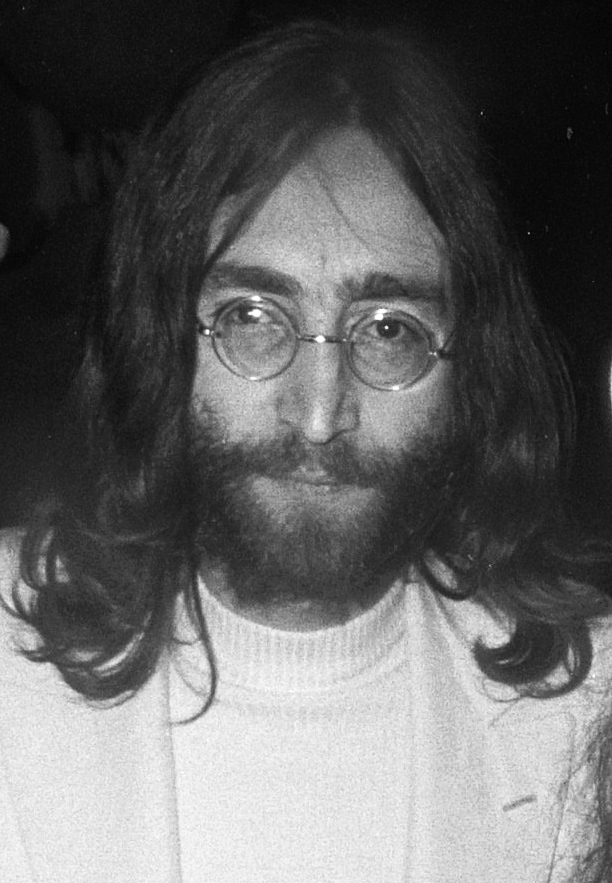
John Lennon

- 09. Oktober: Bernd Wulffen, deutscher Diplomat
- 10. Oktober: Helge Adolphsen, deutscher Theologe
- 10. Oktober: Jimmy Gabriel, schottischer Fußballspieler und -trainer († 2021)
- 10. Oktober: Erling von Mende, deutscher Sinologe
- 10. Oktober: Kiyoshi Tanabe, japanischer Boxer
- 11. Oktober: Christoph Blocher, Schweizer Unternehmer und Politiker (SVP)
- 11. Oktober: Reiner Frieske, deutscher Handballtorwart
- 12. Oktober: Anton Fischhaber, deutscher Automobilrennfahrer († 2022)
- 12. Oktober: Woldetensaé Ghebreghiorghis, äthiopischer Bischof
- 12. Oktober: Fares Maakaroun, libanesischer Geistlicher und Bischof der Melkiten in Brasilien
- 12. Oktober: Silvano Tomasi, italienischer Erzbischof und Kardinal
- 13. Oktober: Peter Eckardt, deutscher Politiker und MdB († 2023)
- 13. Oktober: Chris Farlowe, englischer Rhythm-and-Blues-Sänger
- 14. Oktober: Cliff Richard, britischer Popstar Cliff Richard, 2013

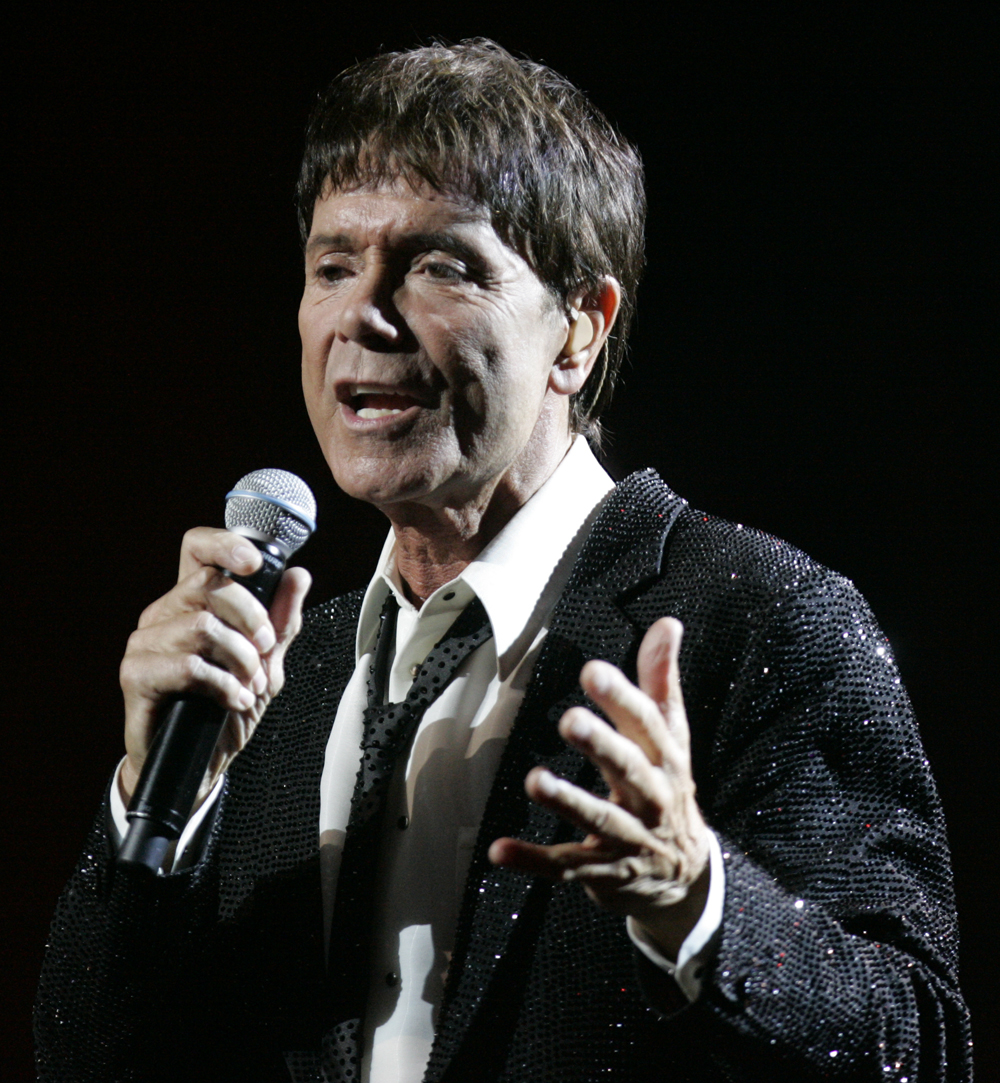
Cliff Richard, 2013

- 15. Oktober: Isabella Ackerl, österreichische Historikerin, Germanistin und Autorin
- 15. Oktober: Peter Doherty, australischer Mediziner und Immunologe
- 15. Oktober: Benno Ohnesorg, Student, der auf einer Demonstration in Berlin erschossen wurde († 1967)
- 15. Oktober: Edwin Skinner, Leichtathlet und Olympiateilnehmer aus Trinidad und Tobago
- 16. Oktober: Aleksandar Anđelić, jugoslawischer Eishockeyspieler und -trainer († 2021)
- 16. Oktober: Dave DeBusschere, US-amerikanischer Basketballspieler († 2003)
- 17. Oktober: Jürgen Abraham, deutscher Unternehmer
- 17. Oktober: Marion Michael, deutsche Schauspielerin († 2007)
- 18. Oktober: Günter Bamberg, deutscher Mathematiker
- 18. Oktober: Carl von Essen, schwedischer Fechter († 2021)
- 18. Oktober: Uzi Even, israelischer Hochschullehrer
- 18. Oktober: Győző Kulcsár, ungarischer Degenfechter († 2018)
- 18. Oktober: Onur Öymen, türkischer Diplomat
- 18. Oktober: Ruth Wagner, deutsche Politikerin
- 18. Oktober: Cynthia Weil, US-amerikanische Komponistin († 2023)
- 19. Oktober: Bettina von Arnim, deutsche Malerin, Zeichnerin und Grafikerin
- 19. Oktober: Michael Gambon, irischer Schauspieler († 2023)
- 20. Oktober: Yossi Mar-Chaim, israelischer Komponist
- 20. Oktober: Jesper Langberg, dänischer Schauspieler († 2019)
- 20. Oktober: Diana Lorys, spanische Schauspielerin
- 21. Oktober: Peter Maurice Arnison, australischer Offizier und Politiker
- 21. Oktober: Rainer Christlein, deutscher Prähistoriker († 1983)
- 21. Oktober: Natalja Makarowa, russische Balletttänzerin
- 21. Oktober: Manfred Mann, südafrikanisch-britischer Rockmusiker
- 21. Oktober: Marita Petersen, erste weibliche Regierungschefin der Färöer († 2001)
- 21. Oktober: Roy Woods, US-amerikanischer Automobilrennfahrer und Rennstallbesitzer († 2004)
- 22. Oktober: José Colángelo, argentinischer Tangopianist und -komponist
- 22. Oktober: Josef Jahn, deutscher Radsportler und nationaler Meister im Radsport
- 23. Oktober: Adolf Fehr, liechtensteinischer Skirennläufer († 2022)
- 23. Oktober: Ellie Greenwich, US-amerikanische Sängerin, Songwriterin und Musikproduzentin († 2009)
- 23. Oktober: Edson Arantes do Nascimento, genannt Pelé, brasilianischer Fußballspieler und Weltmeister († 2022) Pelé

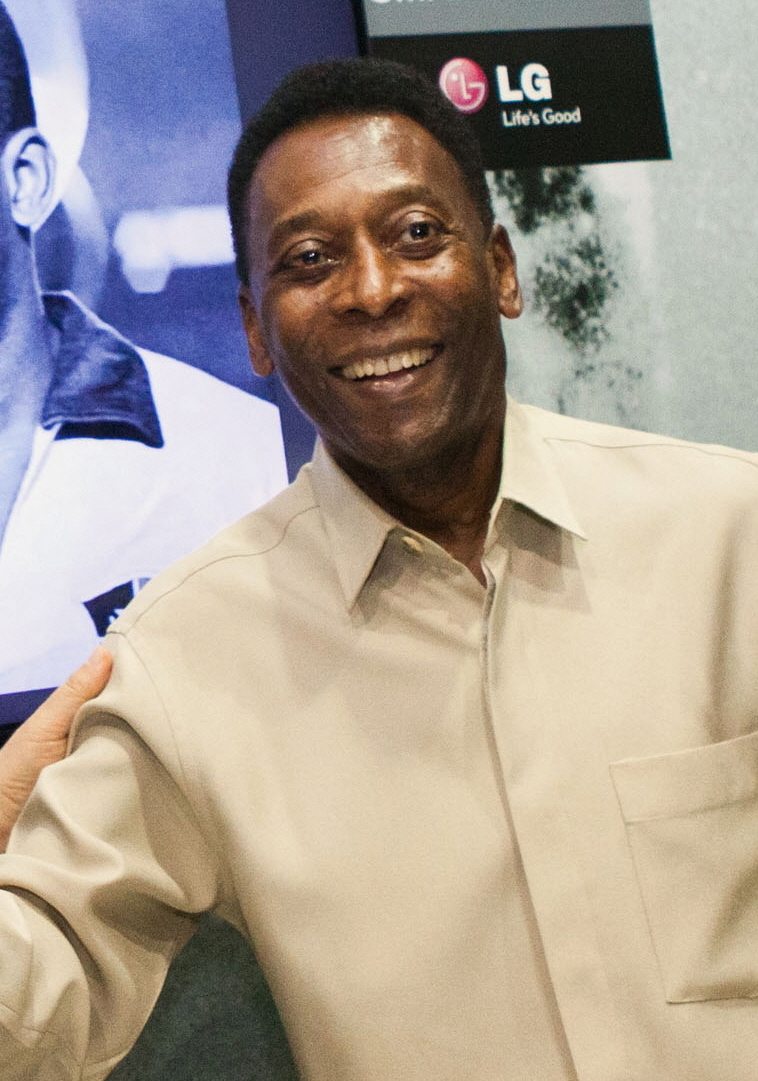
Pelé

- 24. Oktober: Giacomo Bulgarelli, italienischer Fußballspieler († 2009)
- 24. Oktober: Jörg-Dietrich Hoppe, deutscher Ärztevertreter († 2011)
- 25. Oktober: Bob Knight, US-amerikanischer Basketballtrainer († 2023)
- 26. Oktober: Domna Adamopoulou, griechische Schauspielerin
- 26. Oktober: Tilo Prückner, deutscher Schauspieler († 2020)
- 27. Oktober: Philip Durbrow, US-amerikanischer Ruderer († 2022)
- 27. Oktober: John Gotti, US-amerikanischer Mafioso († 2002)
- 28. Oktober: Karl Arnold, deutscher Gewichtheber († 2012)
- 28. Oktober: Richard Kriesche, österreichischer Objekt- und Medienkünstler
- 28. Oktober: Siegfried J. Schmidt, deutscher Philosoph († 2025)
- 29. Oktober: Frida Boccara, französische Sängerin († 1996)
- 29. Oktober: Connie Mack, US-amerikanischer Politiker
- 29. Oktober: Heinrich Mussinghoff, deutscher Bischof
- 29. Oktober: Xavier Stierli, Schweizer Fußballspieler
- 31. Oktober: Reimer von Essen, deutscher Jazz-Klarinettist und -Bandleader
- 31. Oktober: Uwe-Karsten Heye, deutscher Journalist, Diplomat und Autor

### November
- 01. November: Larry Kusche, US-amerikanischer Pilot, Fluglehrer, Bibliothekar und Sachbuchautor
- 02. November: Vincenzo Cerami, italienischer Schriftsteller und Drehbuchautor († 2013)
- 02. November: Phil Minton, britischer Jazz-Sänger und -Trompeter

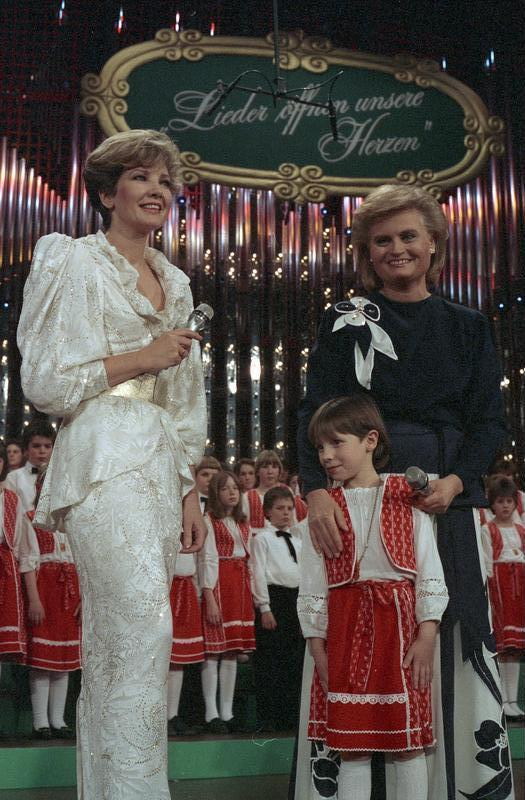
Carolin Reiber (links) mit Hannelore Kohl, 1986

- 02. November: Carolin Reiber, deutsche Journalistin, Fernsehansagerin und Moderatorin
- 03. November: Dieter Acker, deutschsprachiger Komponist († 2006)
- 03. November: Susi Schuster, deutsche Schlagersängerin
- 04. November: Marlène Jobert, französische Schauspielerin
- 04. November: Jonathan Leakey, kenianisch-britischer Geschäftsmann († 2021)
- 05. November: Ivan Angeli, italienischer Regisseur
- 05. November: Anthony Rolfe Johnson, englischer Tenor († 2010)
- 05. November: Dmitri Alexandrowitsch Prigow, russischer Künstler († 2007)

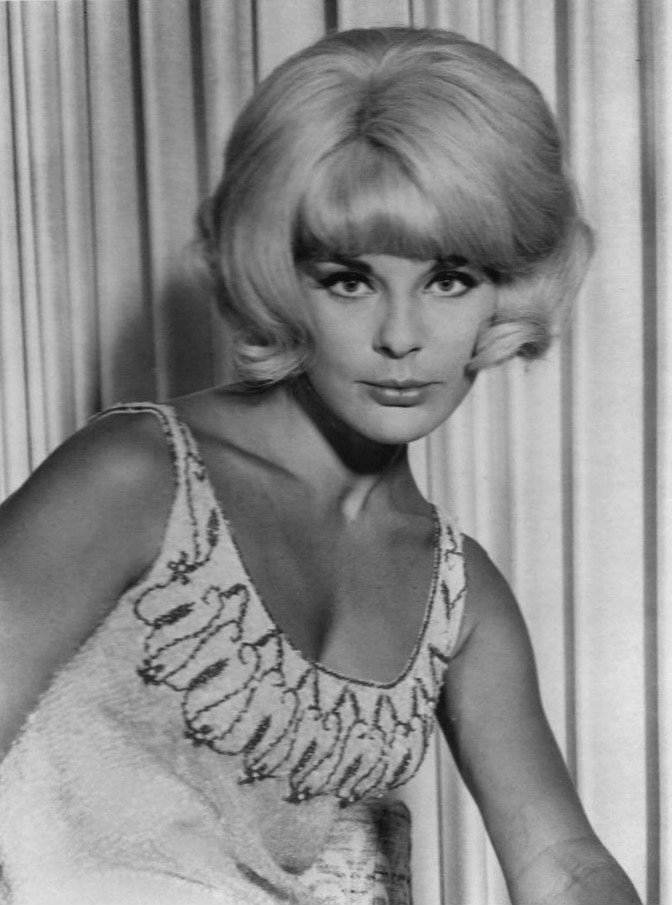
Elke Sommer

- 05. November: Elke Sommer, deutsche Schauspielerin, Sängerin, Regisseurin und Malerin
- 05. November: Ted Kulongoski, US-amerikanischer Politiker
- 06. November: Alice Arlen, US-amerikanische Drehbuchautorin und Biografin († 2016)
- 06. November: Gary Belcher, US-amerikanischer Automobilrennfahrer († 2018)
- 06. November: Volker Jacobs, deutscher Journalist
- 06. November: Severo Hernández, kolumbianischer Radrennfahrer († 2022)
- 06. November: Dieter F. Uchtdorf, Apostel der Kirche Jesu Christi der Heiligen der Letzten Tage
- 07. November: Antonio Skármeta, chilenischer Schriftsteller († 2024)
- 08. November: Charles Thomas Kowal, US-amerikanischer Astronom († 2011)
- 08. November: Semir Zeki, britisch-libanesischer Neurobiologe
- 10. November: Vincent Ford, jamaikanischer Songwriter († 2008)
- 10. November: Dieter Oesterhelt, deutscher Biochemiker († 2022)
- 10. November: Screaming Lord Sutch, britischer Musiker und Politiker († 1999)
- 10. November: Ralf Weikert, österreichischer Dirigent
- 11. November: Barbara Boxer, US-amerikanische Politikerin
- 11. November: Dennis James Coffey, US-amerikanischer Studio-Gitarrist
- 11. November: Mario Pavone, US-amerikanischer Jazzbassist († 2021)
- 11. November: Jacob Stickelberger, Schweizer Liedermacher und Rechtsanwalt († 2022)
- 12. November: Jürgen Todenhöfer, deutscher Politiker, Autor und Manager
- 13. November: Rudolf Schwarzkogler, österreichischer Fotograf und Künstler († 1969)
- 14. November: David Henry Auston, US-amerikanischer Physiker
- 14. November: Irina Fjodorowna Schnittke, russische Pianistin
- 15. November: Klaus Ampler, deutscher Radrennfahrer († 2016)
- 16. November: Manfred Heise, deutscher Politiker
- 17. November: Jurgis Aušra, litauischer Manager und Politiker
- 17. November: Rudolf Dreßler, deutscher Politiker († 2025)
- 17. November: Luke Kelly, irischer Sänger und Banjo-Spieler († 1984)
- 17. November: Gunnar Uldall, deutscher Politiker († 2017)
- 18. November: Alfonsas Andriuškevičius, litauischer Kunsthistoriker, Kunstkritiker und Schriftsteller
- 18. November: Adriano Aprà, italienischer Autor und Filmkritiker († 2024)
- 18. November: Rainer Funke, deutscher Politiker
- 18. November: Klauspeter Sachau, deutscher Literaturförderer, Literaturveranstalter, Verleger und Grafiker († 2023)

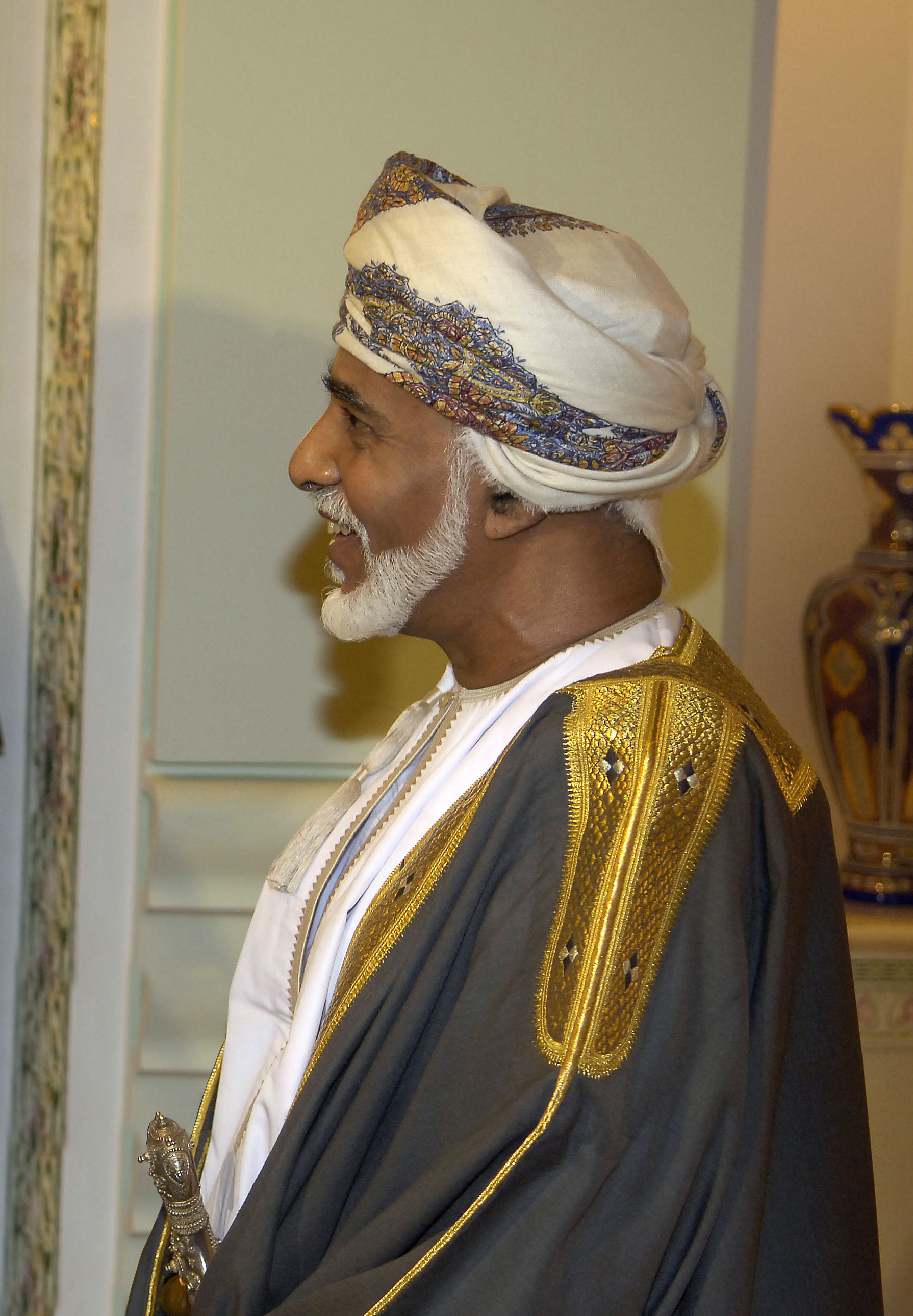
Qabus ibn Said

- 18. November: Qabus ibn Said, Sultan von Oman († 2020)
- 19. November: Krishnapersad Khedoe, surinamischer Bildhauer († 2017)
- 19. November: Cornel Oțelea, rumänischer Handballspieler, Trainer und Sportfunktionär († 2025)
- 19. November: Margarita Pellegrin, deutsche Malerin und Grafikerin († 2016)
- 20. November: Hermann L. Gremliza, deutscher Journalist und Schriftsteller († 2019)
- 20. November: Chiem van Houweninge, niederländischer Schauspieler
- 20. November: Helma Sanders-Brahms, deutsche Filmregisseurin († 2014)
- 21. November: Götz Adriani, deutscher Kunsthistoriker
- 21. November: Alfred Beth, deutscher Politiker
- 21. November: Alberto Villalpando, bolivianischer Komponist
- 22. November: Astrid Dannegger, deutsche Keramikerin
- 22. November: Frank Duval, deutscher Komponist, Bandleader, Sänger und Arrangeur

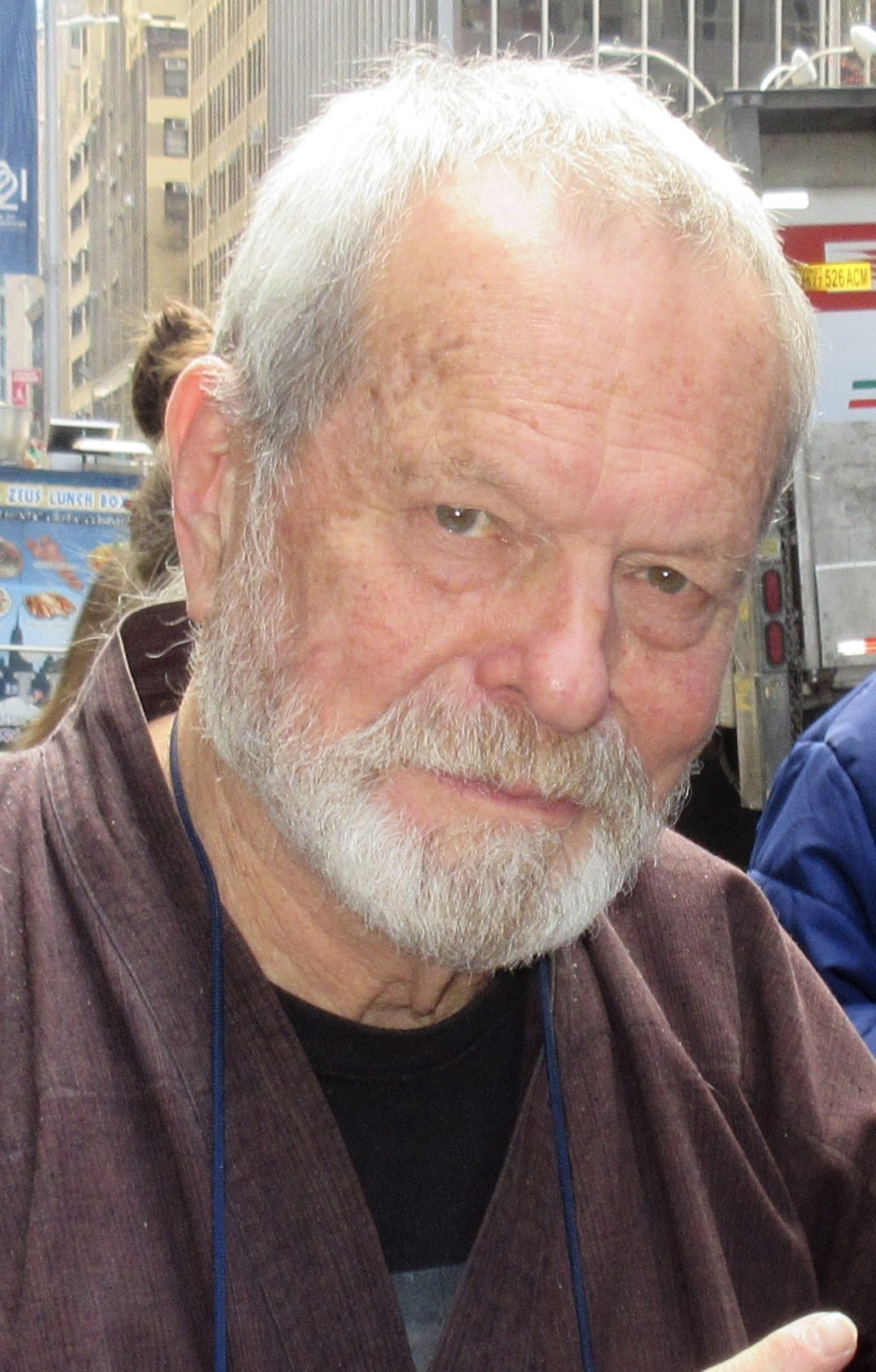
Terry Gilliam

- 22. November: Terry Gilliam, US-amerikanischer Regisseur, Mitglied von Monty Python
- 22. November: Andrzej Żuławski, polnischer Filmregisseur († 2016)
- 23. November: John Gudenus, österreichischer Politiker († 2016)
- 23. November: Gösta Pettersson, schwedischer Radrennfahrer
- 24. November: Rudolf Aumann, deutscher Chemiker
- 24. November: Hermann Otto Solms, deutscher Politiker
- 25. November: Klaus Berger, deutscher Theologe († 2020)
- 25. November: Reinhard Furrer, deutscher Astronaut, Physiker, Pilot († 1995)
- 25. November: Jan Jongbloed, niederländischer Fußballspieler († 2023)
- 25. November: María Teresa Luengo, argentinische Komponistin und Musikpädagogin
- 25. November: Karl Offmann, mauritischer Präsident († 2022)
- 25. November: Percy Sledge, US-amerikanischer R&B- und Soul-Sänger († 2015)

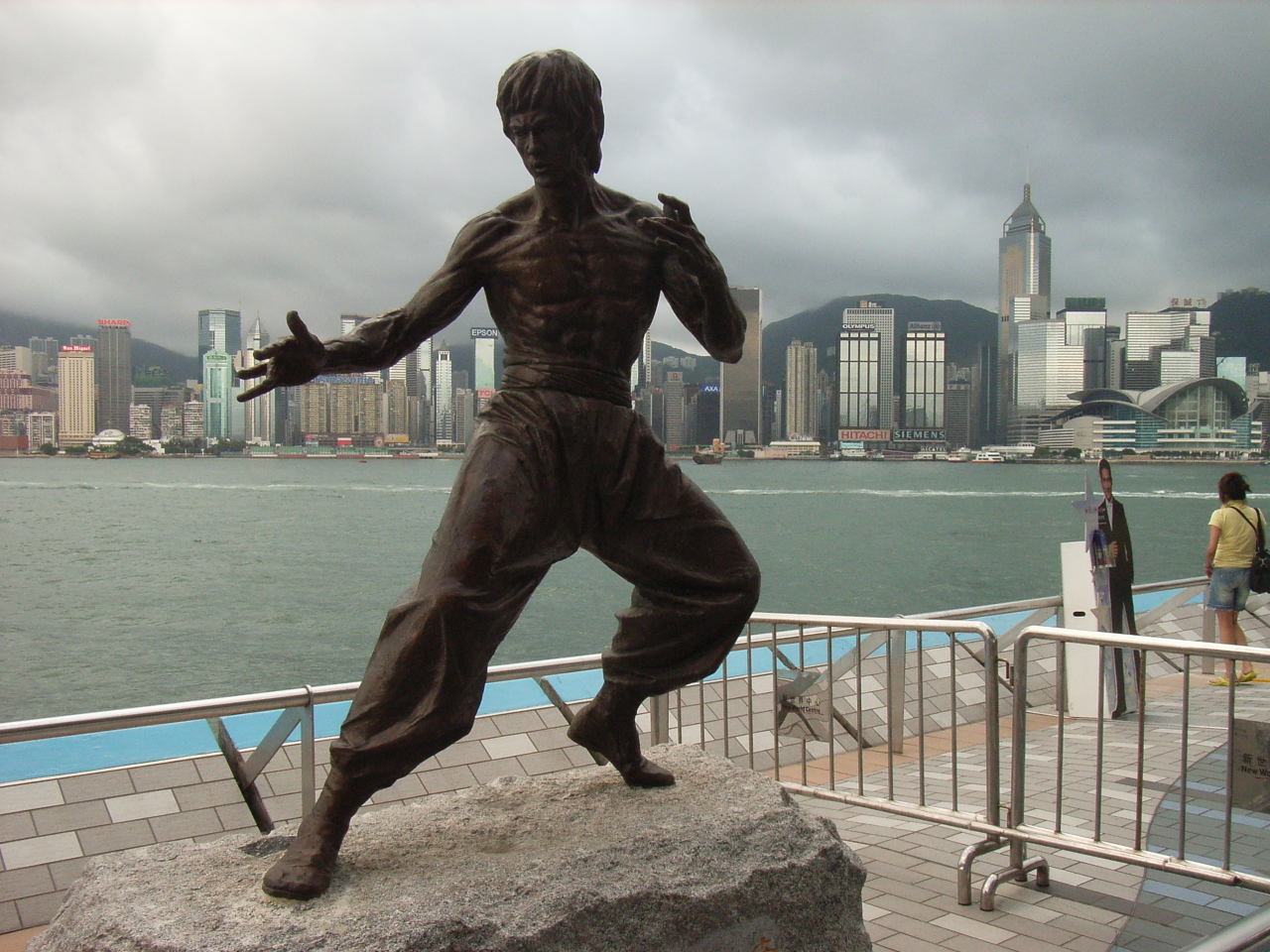
Bruce Lee

- 27. November: Bruce Lee, Schauspieler und Ikone des Martial-Arts-Films († 1973)
- 27. November: José Ramón Maranzano, argentinischer Komponist
- 28. November: Wittko Francke, deutscher Chemiker († 2020)
- 28. November: Kees Olthuis, niederländischer Komponist, Fagottist und Pianist († 2019)
- 28. November: Claude Rault, französischer Ordenspriester und Bischof der algerischen Diözese Laghouat
- 29. November: Seán Cannon, irischer Sänger und Gitarrist
- 29. November: Wolfgang Diezel, deutscher Mediziner und Hochschullehrer († 1995)
- 29. November: Óscar Espinosa Chepe, kubanischer Ökonom, Diplomat und Dissident († 2013)
- 29. November: Maurice Frilot, US-amerikanischer Boxer († 2021)
- 29. November: Billy Hart, US-amerikanischer Jazzschlagzeuger
- 29. November: Chuck Mangione, US-amerikanischer Flügelhornist und Komponist († 2025)
- 30. November: Peter Gamper, deutscher Leichtathlet
- 30. November: Pauli Nevala, finnischer Speerwerfer († 2025)

### Dezember
- 01. Dezember: Mário Fernandes da Graça Machungo, mosambikanischer Premierminister († 2020)
- 01. Dezember: Richard Pryor, US-amerikanischer Schauspieler († 2005)
- 02. Dezember: Gunter Schoß, deutscher Schauspieler und Moderator
- 03. Dezember: Jacques Auxiette, französischer Politiker († 2021)
- 03. Dezember: Manuela Ferreira Leite, portugiesische Wirtschaftswissenschaftlerin und Politikerin
- 03. Dezember: Horst Kunz, deutscher Chemiker
- 04. Dezember: Gerd Achterberg, deutscher Fußballspieler und -trainer († 2025)
- 04. Dezember: Barbara Joan Estelle Amiel, britisch-kanadische Journalistin und Schriftstellerin
- 04. Dezember: Freddy Cannon, US-amerikanischer Rock-’n’-Roll-Sänger
- 04. Dezember: Ulla Norden, deutsche Schlagersängerin und Moderatorin († 2018)
- 05. Dezember: Horst Hirnschrodt, österreichischer Fußballspieler († 2018)
- 05. Dezember: Peter Pohl, schwedischer Autor von Kinderbüchern und Mathematikprofessor
- 05. Dezember: August Wolfinger, ehemaliger liechtensteinischer Skirennläufer
- 06. Dezember: Klaus Ammann, Schweizer Botaniker († 2023)
- 07. Dezember: Heinfried Birlenbach, deutscher Leichtathlet († 2020)
- 07. Dezember: Sigrid Damm, deutsche Literaturwissenschaftlerin
- 07. Dezember: Klaus Tschira, deutscher Unternehmer († 2015)
- 08. Dezember: Giso Weißbach, deutscher Schauspieler
- 09. Dezember: Josef Ambacher, deutscher Bankdirektor und Präsident des Deutschen Schützenbundes († 2012)
- 09. Dezember: Clancy Eccles, jamaikanischer Reggaemusiker und Produzent († 2005)
- 10. Dezember: Libertina Inaviposa Appolus-Amathila, namibische Politikerin
- 10. Dezember: Leonas Apšega, litauischer Politiker
- 10. Dezember: Giampaolo Tronchin, italienischer Ruderer, Kanute und Kanutrainer († 2021)
- 12. Dezember: Dionne Warwick, US-amerikanische Sängerin und Fernsehmoderatorin
- 13. Dezember: Gabriel Edgardo Aguilera Peralta, guatemaltekischer Botschafter
- 13. Dezember: Edith Clever, deutsche Schauspielerin und Regisseurin
- 13. Dezember: Jutta Wachowiak, deutsche Schauspielerin
- 14. Dezember: Paco Camino, spanischer Torero († 2024)
- 14. Dezember: Gudrun Nause, deutsche DFD-Funktionärin und MdV († 2018)
- 15. Dezember: Irmgard Karwatzki, deutsche Politikerin und MdB († 2007)
- 15. Dezember: Barbara Valentin, österreichische Schauspielerin († 2002)
- 15. Dezember: Nikol Voigtländer, deutscher Schauspieler und Regisseur
- 16. Dezember: Mary Osborn, britische Zellbiologin
- 16. Dezember: Hervé Poulain, französischer Unternehmer und Automobilrennfahrer
- 16. Dezember: Ricardo Rodríguez-Cavazos, US-amerikanischer Automobilrennfahrer († 1983)
- 17. Dezember: Anna Prucnal, polnisch-französische Schauspielerin und Sängerin
- 18. Dezember: Arkadi Anatoljewitsch Bartow, russischer Schriftsteller († 2010)
- 18. Dezember: Ilario Castagner, italienischer Fußballspieler und -trainer († 2023)
- 18. Dezember: Lei Feng, Soldat der chinesischen Volksbefreiungsarmee († 1962)
- 18. Dezember: Bram Morrison, kanadischer Schauspieler, Sänger und Gitarrist
- 18. Dezember: Klaus Wennemann, deutscher Schauspieler († 2000)
- 19. Dezember: Slobodan Ćurčić, US-amerikanischer Kunsthistoriker und Byzantinist († 2017)
- 19. Dezember: Till Lufft, Leichtathlet und Sportfunktionär († 2022)
- 19. Dezember: Abraham Munabi, ehemaliger ugandischer Weit- und Dreispringer
- 19. Dezember: Phil Ochs, US-amerikanischer Protestsänger († 1976)
- 19. Dezember: Lutz Riemann, deutscher Schauspieler († 2023)
- 20. Dezember: Klaus Kada, österreichischer Architekt
- 20. Dezember: Adolfo Olivares, chilenischer Fußballspieler († 2025)
- 21. Dezember: Moritz de Hadeln, britischer Direktor verschiedener Filmfestivals

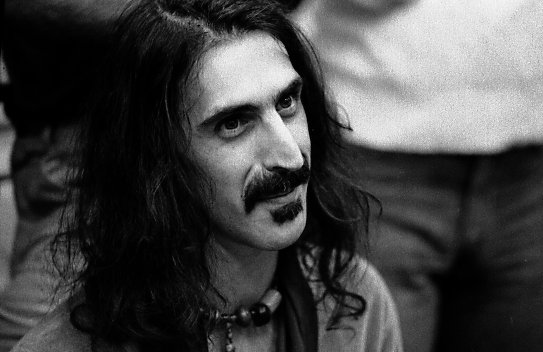
Frank Zappa, 1977

- 21. Dezember: Frank Zappa, US-amerikanischer Komponist, Musiker († 1993)
- 22. Dezember: Eberhard Schöler, deutscher Tischtennisspieler
- 22. Dezember: Sigrid Semper, deutsche Politikerin
- 23. Dezember: Jorma Kaukonen, US-amerikanischer Blues-, Folk- und Rockgitarrist
- 25. Dezember: Wolfgang Stürner, deutscher Historiker
- 27. Dezember: Enrico Bacher, italienischer Eishockeyspieler († 2021)
- 28. Dezember: Arackaparambil Kurien Antony, indischer Politiker
- 28. Dezember: Peter Göring, DDR-Mauerschütze, von zwei West-Berliner Polizisten erschossen († 1962)
- 28. Dezember: Hannelore Unterberg, deutsche Regisseurin
- 29. Dezember: Nestor Combin, französischer Fußballspieler
- 29. Dezember: Brigitte Kronauer, deutsche Schriftstellerin und Essayistin († 2019)
- 30. Dezember: Richard Groß, deutscher Beamter
- 30. Dezember: Renate Jaeger, deutsche Richterin
- 31. Dezember: Karl Bauer, deutscher Landschaftsarchitekt und Architekt
- 31. Dezember: José de Anchieta Fontana, brasilianischer Fußballspieler († 1980)

### Genaues Geburtsdatum unbekannt
- Per Lennart Aae, deutscher Politiker (NPD)
- Asım Akin, türkischer Mediziner, Hochschullehrer und Buchautor
- William David Arnett, US-amerikanischer theoretischer Astrophysiker
- Jerry Arnold, US-amerikanischer Rockabilly-Musiker
- Luciana Arrighi, italienische Filmarchitektin, Kostüm- und Szenenbildnerin
- Winfried Aßfalg, deutscher Sonderschulrektor, Heimatforscher und Autor
- Joachim Heusinger von Waldegg, deutscher Kunsthistoriker
- Gerda Hollunder, deutsche Journalistin und Programmdirektorin
- Dogabe Jeremiah, nauruischer Politiker und Parlamentsabgeordneter
- Mohamed Majd, marokkanischer Schauspieler († 2013)
- Tomasz Michalak, polnischer Geiger und Dirigent († 1986)
- Hannelore Neeb, deutsche Malerin und Bildhauerin († 2015)
- Gemma O’Connor, irische Schriftstellerin
- Alfredo Pöge, deutscher Medizinchemiker und Sporthistoriker († 2013)
- Burhānuddin Rabbāni, afghanischer Politiker († 2011)
- Reinhard Schulat-Rademacher, deutscher Synchronsprecher, Hörspielsprecher und Schauspieler († 2010)
- Jürgen Schwarz, deutscher Gymnasiallehrer und Schulbuch-Autor
- Peter Thoms, deutscher Schlagzeuger und Schauspieler
- Silvia Torres-Peimbert, mexikanische Physikerin und Astronomin
- Klaus Trumpf, deutscher Musiker und Hochschullehrer
- Richard Weiner, US-amerikanischer Perkussionist und Musikpädagoge
- Donald Wheelock, US-amerikanischer Komponist und Musikpädagoge

## Gestorben

### Januar/Februar
- 01. Januar: William Albert Ashbrook, US-amerikanischer Politiker (* 1867)
- 01. Januar: Frank Neil, australischer Theaterunternehmer (* 1886)
- 04. Januar: Jean Pouzet, französischer Automobilrennfahrer (* 1892)
- 05. Januar: Anna Csillag, ungarische Unternehmerin (* 1852)
- 05. Januar: Charles Nagel, US-amerikanischer Politiker und Jurist (* 1849)
- 09. Januar: Josef Jiránek, tschechischer Pianist, Komponist und Musikpädagoge (* 1855)
- 10. Januar: Alojzy Adamczyk, polnischer Widerstandskämpfer (* 1895)
- 11. Januar: Michał Marian Siedlecki, polnischer Meeresbiologe (* 1873)
- 13. Januar: Georg Hermann Emil Friedrich Kautz, deutscher Verwaltungsjurist und Ministerialdirektor (* 1860)
- 20. Januar: Camilla Mayer, deutsche Hochseilartistin (* 1918)
- 21. Januar: Marguerite Bodin, französische Lehrerin und Feministin (* 1869)
- 23. Januar: Giuseppe Motta, Schweizer Politiker (* 1871)
- 27. Januar: Isaak Babel, russischer Journalist jüdischer Herkunft (* 1894)
- 27. Januar: Clement Heaton, britischer Glasmaler und -bläser (* 1861)
- 28. Januar: Rodolphe Plamondon, kanadischer Sänger, Cellist und Musikpädagoge (* 1876)
- 31. Januar: René Schickele, französischer Schriftsteller (* 1883)
- 01. Februar: Hedwig Bleuler-Waser, Schweizer Temperenzlerin (* 1869)
- 02. Februar: Ernst Günther Burggaller, deutscher Offizier, Motorrad- und Automobilrennfahrer (* 1896)
- 04. Februar: Julius Gujer, Schweizer Unternehmer und freisinniger Politiker (* 1855)
- 05. Februar: Charles S. Deneen, US-amerikanischer Politiker (* 1863)
- 05. Februar: Maria Gleiss, deutsche Ärztin (* 1865)
- 08. Februar: Hans Ostwald, deutscher Journalist und Schriftsteller (* 1873)
- 10. Februar: Karl von Müller, deutscher Theologe (* 1852)
- 12. Februar: Selwyn Edge, britischer Automobilrennfahrer (* 1868)
- 15. Februar: Onofre Jarpa Labra, chilenischer Maler (* 1849)
- 15. Februar: Otto Toeplitz, deutscher Mathematiker (* 1881)
- 18. Februar: Rudy Wiedoeft, US-amerikanischer Saxophonist (* 1893)
- 19. Februar: Olli Huttunen, finnischer Skisportler (* 1915)
- 20. Februar: Abdullah Abdurahman, südafrikanischer Politiker (* 1872)
- 20. Februar: Hans Bachmann, Schweizer Hydrobiologe (* 1866)
- 20. Februar: Heinrich Seufferheld, deutscher Zeichner, Maler und Radierer (* 1866)
- 23. Februar: Karl Duncker, deutscher Psychologe (* 1903)
- 23. Februar: Ichikawa Sadanji II., japanischer Kabukischauspieler (* 1880)
- 24. Februar: Ascensión del Corazón de Jesús, spanische Ordensschwester und Ordensgründerin (* 1868)
- 24. Februar: Ludwig Kessing, deutscher Arbeiterdichter (* 1869)
- 26. Februar: Michael Hainisch, erster Bundespräsident der Republik Österreich (* 1858)
- 26. Februar: Nicolae Tonitza, rumänischer Maler (* 1886)
- 27. Februar: Peter Behrens, deutscher Architekt, Maler und Designer (* 1868)
- 28. Februar: Andreas Heusler, schweizerischer Altgermanist (* 1865)
- 29. Februar: Simon Abram, österreichischer Politiker (* 1871)

### März/April
- 08. März: Walter Gottfried von Auwers, deutscher Jurist und Politiker (* 1869)
- 10. März: Agnes von Krusenstjerna, schwedische Schriftstellerin (* 1894)
- 10. März: Michail A. Bulgakow, russischer Schriftsteller (* 1891)
- 13. März: Elise Augustat, deutsche Politikerin (* 1889)
- 14. März: Heinrich Lübbe, deutscher Maschinenbauingenieur und Erfinder (* 1884)
- 15. März: Christian Aigens, dänischer Künstler (* 1870)
- 15. März: Robert Leffler, deutscher Sänger, Schauspieler und Regisseur (* 1866)

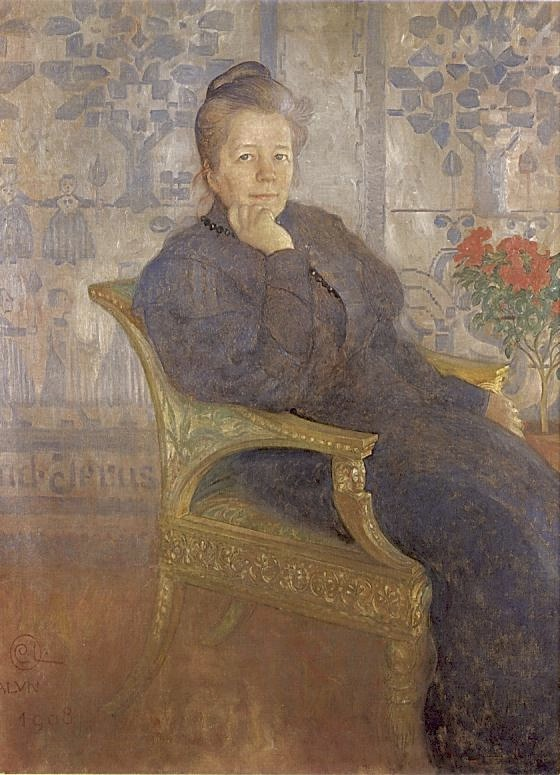
Selma Lagerlöf, 1908

- 16. März: Selma Lagerlöf, schwedische Schriftstellerin (* 1858)
- 19. März: Besim Ömer Akalın, türkischer Professor und Politiker (* 1862)
- 19. März: Elise Bartels, deutsche Lehrerin, Frauenrechtlerin und Bürgerschaftsabgeordnete in Lübeck (* 1862)
- 20. März: Johann Gottlieb von Langen, deutscher Industrieller (* 1858)
- 20. März: Alfred Ploetz, deutscher Arzt und Rassenkundler (* 1860)
- 21. März: Felice Nazzaro, italienischer Automobilrennfahrer (* 1881)
- 23. März: Minakami Takitarō, japanischer Schriftsteller (* 1887)
- 24. März: Édouard Branly, französischer Physiker und Pionier der Funktechnik (* 1844)
- 25. März: Ludwig Sauer, deutscher Organist (* 1861)
- 26. März: Wilhelm Robert Karl Anderson, deutsch-baltischer Astrophysiker (* 1880)
- 26. März: Helene Böhlau, deutsche Schriftstellerin (* 1856)
- 26. März: Juli Schokalski, russisch-sowjetischer Ozeanograph (* 1856)
- 27. März: Franz und Erich Sass, Berliner Einbrecher (* 1904 und 1906)
- 29. März: Johann Schütte, deutscher Luftschiffpionier (* 1873)
- 31. März: Carlo Bugatti, italienischer Designer, Dekorateur und Architekt (* 1856)
- 31. März: Marie Egner, österreichische Malerin (* 1850)
- 01. April: Friedrich Georg Theodat Graf von der Asseburg, preußischer Major und Kammerherr (* 1861)
- 03. April: Walter Eisfeld, Lagerkommandant vom KZ Sachsenhausen und im KZ Neuengamme (* 1905)
- 03. April: Rudolf Marcuse, deutscher Bildhauer (* 1878)
- 03. April: Josef Ponten, deutscher Architekt, Kunsthistoriker und Schriftsteller (* 1883)
- 03. April: Peter Wust, christlicher Existenzphilosoph (* 1884)
- 08. April: Andrés Delgado Pardo, venezolanischer Pianist, Komponist und Musikpädagoge (* 1870)
- 14. April: Martha Sochatzy, deutsche Zahnärztin (* 1860)
- 15. April: Friedrich Andersen, deutscher evangelischer Theologe (* 1860)
- 17. April: Katharina Schratt, österreichische Schauspielerin (* 1853)
- 21. April: Paul Arendt, deutscher Theaterschauspieler (* 1853)
- 21. April: Margaret Fountaine, britische Schmetterlingsforscherin (* 1862)
- 25. April: Wilhelm Dörpfeld, deutscher Architekt und Archäologe (* 1853)

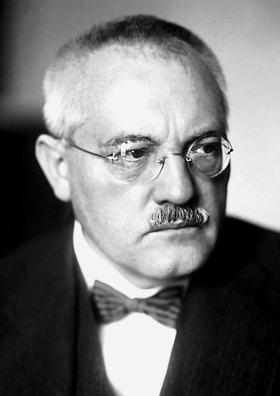
Carl Bosch, 1931

- 26. April: Carl Bosch, deutscher Chemiker, Techniker und Industrieller (* 1874)
- 27. April: Karimeh Abbud, palästinensisch-israelische Fotografin (* 1893)
- 30. April: Furnifold McLendel Simmons, US-amerikanischer Politiker (* 1854)

### Mai/Juni
- 01. Mai: Leonard Leslie Brooke, britischer Illustrator und Autor (* 1862)
- 02. Mai: Jean-François-Charles Amet, französischer Vizeadmiral und Alliierter Hochkommissar in Konstantinopel (* 1861)
- 03. Mai: Rudolf Arndt, deutscher Kommunist und Widerstandskämpfer (* 1909)
- 03. Mai: Jan de Vries, niederländischer Mathematiker (* 1858)
- 04. Mai: Céline Marier, kanadische Sängerin und Gesangspädagogin (* 1871)
- 05. Mai: Willi Schlage, deutscher Schachmeister (* 1888)
- 08. Mai: Hedwig Scherrer, Schweizer Grafikerin und Malerin der Arts & Craftsbewegung (* 1878)
- 14. Mai: Emma Goldman, US-amerikanische Anarchistin und Friedensaktivistin (* 1869)
- 15. Mai: Bruno Asch, deutscher Politiker (* 1890)
- 20. Mai: Verner von Heidenstam, schwedischer Dichter (* 1859)
- 24. Mai: Achim Konstantin Rudolf Ferdinand von Arnim, deutscher Offizier (* 1881)
- 26. Mai: Wilhelm Prinz von Preußen, ältester Sohn des preußischen und deutschen Kronprinzen (* 1906)
- 26. Mai: Silvio Vailati, italienischer Motorradrennfahrer (* 1909)
- 28. Mai: Eugène Deschenaux, Schweizer Jurist und Politiker (* 1874)
- 28. Mai: Friedrich Karl von Hessen, Prinz und Landgraf zu Hessen sowie als Väinö I. König von Finnland (* 1868)
- 29. Mai: Mary Antoinette Anderson, US-amerikanische Bühnenschauspielerin (* 1859)
- 30. Mai: Marie Arnsburg, österreichische Malerin (* 1853)
- 30. Mai: Otto Neururer, katholischer Pfarrer (* 1882)
- 09. Juni: Janet Scudder, US-amerikanische Bildhauerin (* 1869)
- 10. Juni: Marcus Garvey, jamaikanischer Journalist (* 1887)
- 15. Juni: Blumepeter, Mannheimer Lokallegende (* 1875)
- 16. Juni: Vítězslava Kaprálová, tschechische Komponistin (* 1915)
- 17. Juni: Arthur Harden, britischer Biochemiker und Nobelpreisträger (* 1865)
- 19. Juni: Pete Henderson, kanadischer Automobilrennfahrer (* 1895)
- 19. Juni: Attilio Marinoni, italienischer Automobilrennfahrer (* 1892)
- 20. Juni: Ernest Gibson, US-amerikanischer Politiker (* 1871)
- 21. Juni: Walter Hasenclever, expressionistischer deutscher Schriftsteller (* 1890)
- 21. Juni: Tomasz Stankiewicz, polnischer Radsportler und Opfer des Nationalsozialismus (* 1902)
- 21. Juni: Édouard Vuillard, französischer Maler des Symbolismus (* 1868)
- 21. Juni: Jean Vuillermoz, französischer Komponist (* 1906)
- 22. Juni: Wladimir Peter Köppen, deutscher Meteorologe und Klimatologe (* 1846)
- 24. Juni: Joseph Meister, der erste erfolgreich gegen Tollwut geimpfte Mensch (* 1876)
- 25. Juni: John Stuchell Fisher, US-amerikanischer Politiker (* 1867)
- 27. Juni: Johannes Kirchner, deutscher Altphilologe (* 1859)
- 27. Juni: Harry Burton, britischer Fotograf (* 1879)
- 28. Juni: Ferdinando Minoia, italienischer Automobilrennfahrer (* 1884)

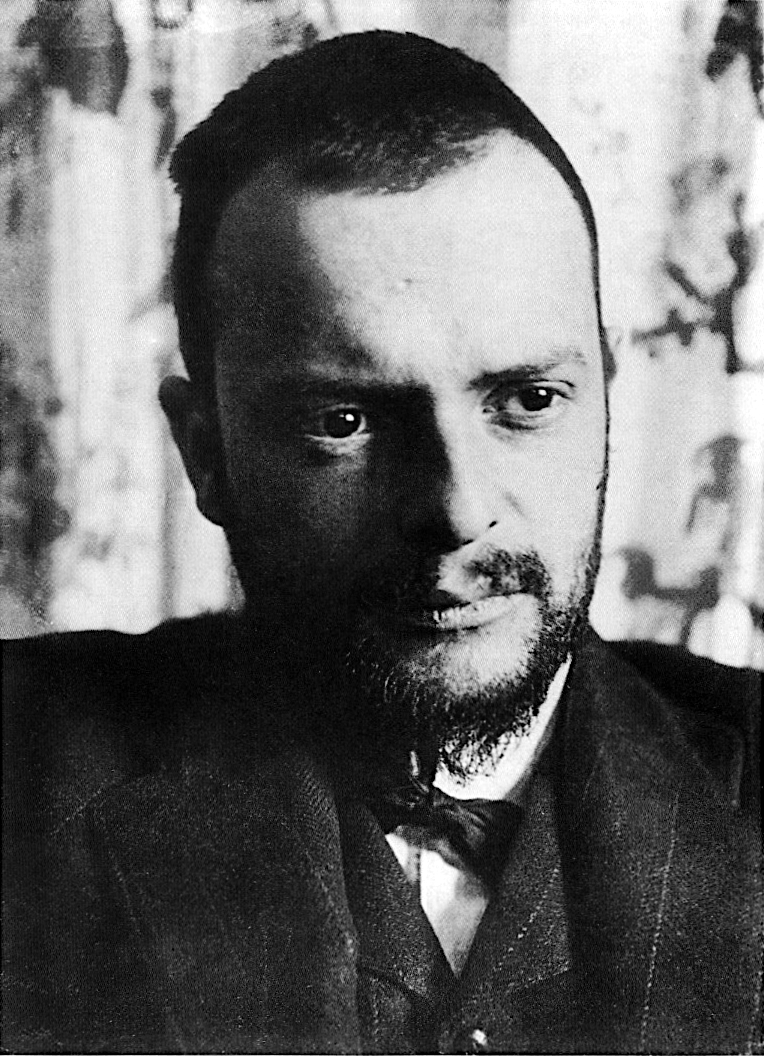
Paul Klee, 1911

- 29. Juni: Paul Klee, Schweizer Maler der abstrakten Malerei (* 1879)
- 00. Juni: Willi Münzenberg, deutscher Friedensaktivist (* 1889)

### Juli/August
- 01. Juli: Andor Ákos, ungarisch-deutscher Architekt, Innenarchitekt, Maler und Grafiker (* 1893)
- 01. Juli: Ben Turpin, US-amerikanischer Komiker (* 1869)
- 02. Juli: John William Abercrombie, US-amerikanischer Rechtsanwalt und Politiker (* 1866)
- 05. Juli: Arthur Stockdale Cope, britischer Porträtmaler (* 1857)
- 05. Juli: Carl Einstein, deutscher Kunsthistoriker und Schriftsteller (* 1885)
- 05. Juli: Luigi Vanoni, Schweizer Ingenieur (* 1854)
- 10. Juli: Donald Francis Tovey, englischer Komponist, Pianist und Musikwissenschaftler (* 1875)
- 16. Juli: Alexander Koenig, deutscher Zoologe (* 1858)
- 16. Juli: Grethe Auer, schweizerisch-österreichische Schriftstellerin (* 1871)
- 16. Juli: Johann Jacob Haßlacher, deutscher Politiker und Reichstagsabgeordneter (* 1869)
- 21. Juli: Hans Wagner, Vater der Philatelistentage (* 1852)
- 23. Juli: Karl Peucker, österreichischer Geograph und Kartograph (* 1859)
- 26. Juli: Kurt Kluge, deutscher Bildhauer, Erzgießer und Schriftsteller (* 1886)
- 28. Juni: Italo Balbo, italienischer Luftmarschall (* 1896)
- 31. Juli: Elfriede Lohse-Wächtler, deutsche Künstlerin, Euthanasie-Opfer in Pirna-Sonnenstein (* 1899)
- 04. August: Adolf Zauner, österreichischer Romanist und Sprachwissenschaftler (* 1870)
- 05. August: Gerhard Mensch, deutscher Bauingenieur (* 1880)
- 07. August: Ernst Pfuhl, deutscher Archäologe (* 1876)
- 08. August: Fritz Büchner, deutscher Journalist (* 1895)
- 10. August: Hans-Caspar von Zobeltitz, deutscher Schriftsteller und Herausgeber (* 1883)
- 12. August: Ulrich Bigalke, deutscher Ingenieur, Automobilrennfahrer, Filmemacher und Jagdflieger (* 1910)
- 12. August: Roberto Biscaretti di Ruffia, italienischer Unternehmer und Politiker (* 1845)
- 12. August: Johann-Volkmar Fisser, deutscher General (* 1893)
- 12. August: Nikolai Triik, estnischer Maler, Graphiker und Kunstpädagoge (* 1884)
- 13. August: Henry Somer Gullett, australischer Politiker (* 1878)
- 13. August: Brudenell White, australischer General (* 1876)
- 16. August: William Anderson, australischer Theaterleiter (* 1868)
- 16. August: Henri Desgrange, Herausgeber der französischen Sportzeitung L’Auto, Begründer der Tour de France (* 1865)
- 18. August: Walter Percy Chrysler, US-amerikanischer Automobilpionier (* 1875)
- 20. August: Percy Moreau Ashburn, US-amerikanischer Mediziner und Militärarzt (* 1872)
- 21. August: Paul Juon, russischer Komponist (* 1872)
- 21. August: Hermann Obrecht, Schweizer Politiker (* 1882)

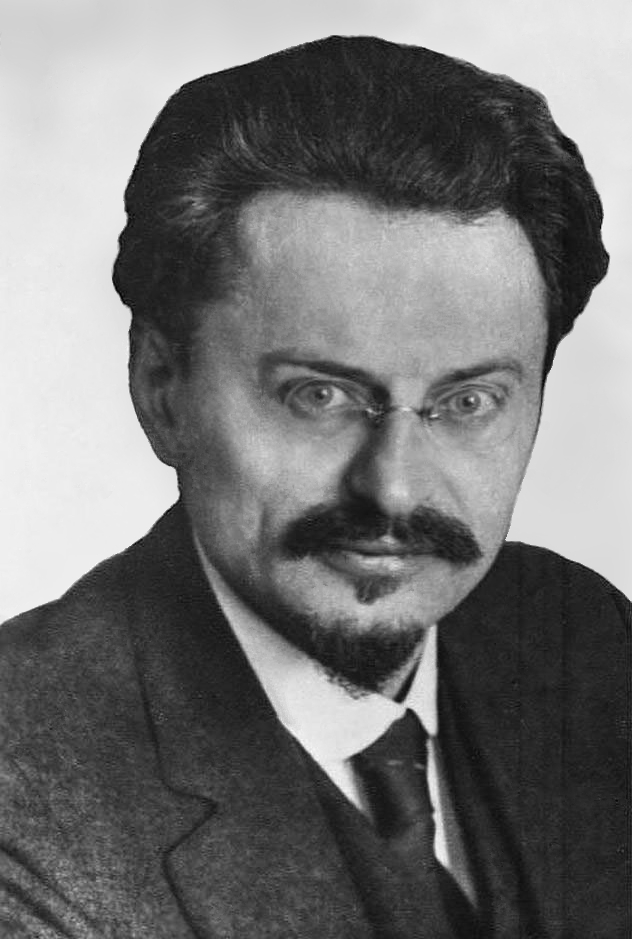
Leo Trotzki (um 1929)

- 21. August: Leo Trotzki, russischer Revolutionär (* 1879)
- 22. August: Oliver Lodge, britischer Physiker (* 1851)
- 22. August: Rudolf Medek, tschechischer Schriftsteller und Soldat (* 1890)
- 24. August: Hermann Fischer, deutscher Bankier und Politiker (* 1873)

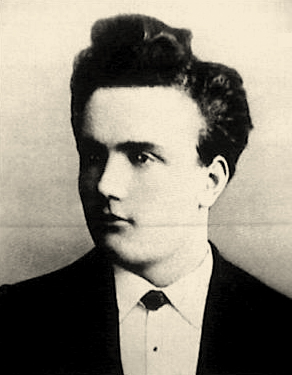
Paul Nipkow

- 24. August: Paul Nipkow, deutscher Techniker (* 1860)

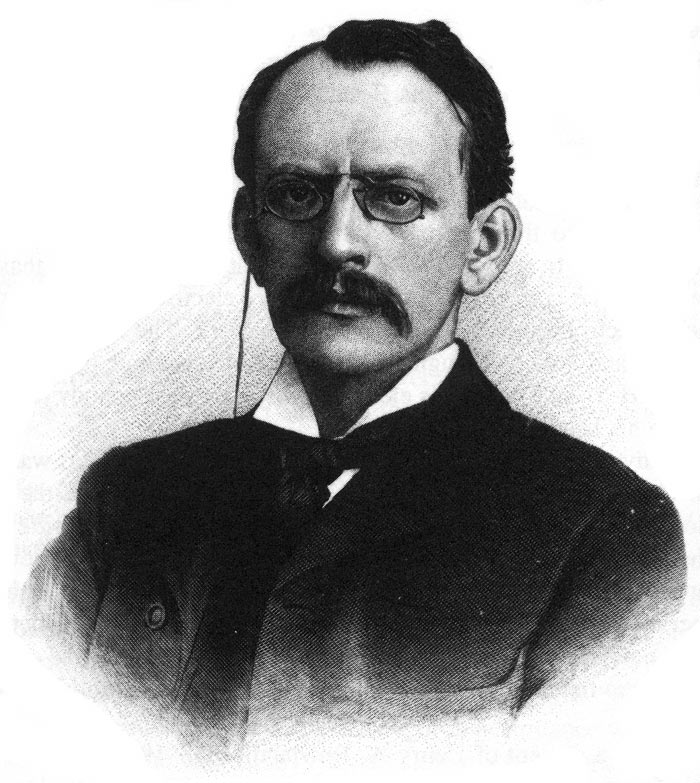
Joseph John Thomson

- 30. August: Joseph John Thomson, britischer Physiker und Nobelpreisträger (* 1856)

### September/Oktober
- 01. September: Gregorio Labayan Aglipay, philippinischer Geistlicher (* 1860)
- 01. September: Jonathan Bourne, US-amerikanischer Politiker (* 1855)
- 01. September: Ludwig Edenhofer junior, deutscher Orgelbauer und Cellist (* 1861)
- 02. September: David F. Houston, US-amerikanischer Politiker (* 1866)
- 04. September: Henri Lavedan, französischer Schriftsteller und Journalist (* 1859)
- 07. September: Edmund Rumpler, deutscher Konstrukteur (* 1872)
- 10. September: Frederick Judd Waugh, US-amerikanischer Maler, Illustrator und Autor (* 1861)
- 11. September: Hermann Stehr, deutscher Schriftsteller (* 1864)
- 14. September: Émile Argand, schweizerischer Geologe und Mineraloge (* 1879)
- 18. September: Christian Jensen, deutscher Altphilologe und Papyrologe (* 1883)
- 22. September: Marie Herzfeld, österreichische Schriftstellerin, Literaturkritikerin und Übersetzerin (* 1855)
- 25. September: Damian Buck, Schweizer Benediktinerpater, Naturforscher und Pädagoge (* 1871)
- 26. September: Walter Benjamin, deutscher Schriftsteller, Kunst- und Literaturkritiker (* 1892)
- 27. September: Helene Aeckerle, deutsche Autorin und Übersetzerin (* 1875)
- 27. September: Julius Wagner-Jauregg, österreichischer Arzt und Psychiater (* 1857)
- 30. September: Walter Kollo, deutscher Komponist (* 1878)
- 30. September: Oliver Henry Shoup, US-amerikanischer Politiker (* 1869)
- 02. Oktober: Johan August Anker, norwegischer Segler, Olympiasieger, Yachtkonstrukteur und Werftbesitzer (* 1871)
- 05. Oktober: Camilla Jellinek, österreichisch-deutsche Frauenrechtlerin und Juristin (* 1860)
- 06. Oktober: Henry Horner, US-amerikanischer Politiker (* 1879)
- 07. Oktober: Tim Rose-Richards, britischer Automobilrennfahrer und Marineflieger (* 1902)
- 08. Oktober: Walter Rusk, nordirischer Motorradrennfahrer (* 1910)
- 09. Oktober: Katherine Mayo, US-amerikanische Schriftstellerin und Journalistin (* 1867)

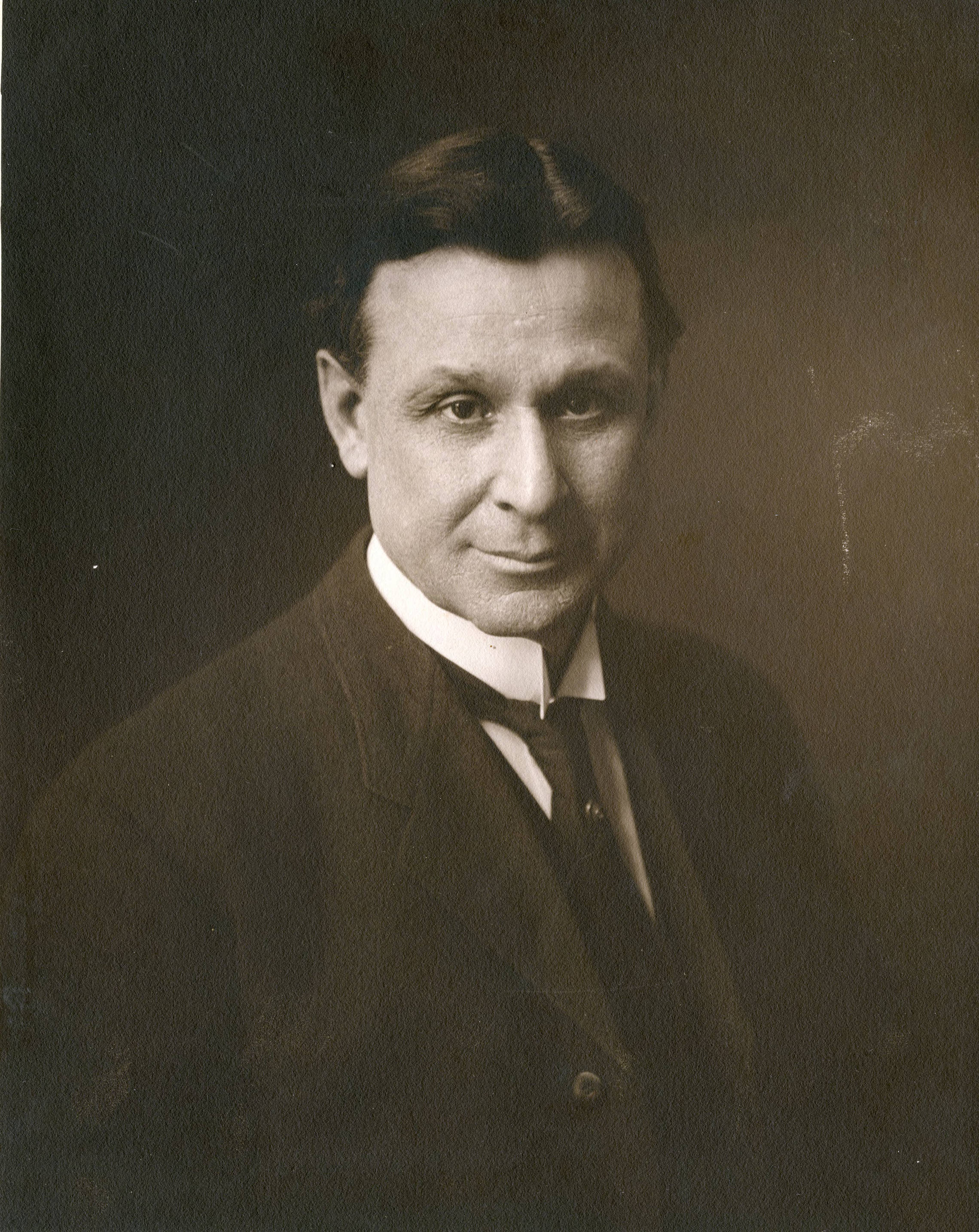
Charles Ogle (1911)

- 11. Oktober: Charles Ogle, US-amerikanischer Schauspieler (* 1865)
- 11. Oktober: Vito Volterra, italienischer Mathematiker und Physiker (* 1860)
- 12. Oktober: William H. Dieterich, US-amerikanischer Politiker (* 1876)
- 12. Oktober: Luis Fontés, britischer Automobilrennfahrer und Flieger (* 1912)
- 13. Oktober: Friedrich Wilhelm Nohe, Vorsitzender des Deutschen Fußball-Bundes (* 1864)
- 16. Oktober: George Sebastian Silzer, US-amerikanischer Politiker (* 1870)
- 17. Oktober: Franz Joseph Dölger, Kirchenhistoriker und Religionswissenschaftler (* 1879)
- 19. Oktober: Erich Bethe, deutscher Altphilologe (* 1863)
- 19. Oktober: Umberto Caligaris, italienischer Fußballspieler und -trainer (* 1901)
- 19. Oktober: Emilio Comici, italienischer Alpinist und Höhlenforscher (* 1901)
- 19. Oktober: Eli Kochański, polnischer Cellist und Musikpädagoge (* 1886)
- 19. Oktober: Eugen von Quadt zu Wykradt und Isny, deutscher Politiker (* 1887)
- 20. Oktober: Erik Gunnar Asplund, schwedischer Architekt, Hochschullehrer und Designer (* 1885)
- 21. Oktober: William G. Conley, US-amerikanischer Politiker (* 1866)
- 23. Oktober: Ignacio Antinori, italo-amerikanischer Mobster (* 1885)
- 23. Oktober: Max Askanazy, schweizerischer Pathologe und Onkologe (* 1865)
- 23. Oktober: George B. Cortelyou, US-amerikanischer Politiker (* 1862)
- 24. Oktober: Victor Hollaender, deutscher Komponist und Dirigent (* 1866)
- 24. Oktober: Hans Kyser, deutscher Schriftsteller und Filmregisseur (* 1882)
- 24. Oktober: Pierre-Ernest Weiss, französischer Physiker (* 1865)
- 26. Oktober: Julius Caldeen Gunter, US-amerikanischer Politiker (* 1858)
- 27. Oktober: Fini Valdemar Henriques, dänischer Komponist und Geiger (* 1867)

### November/Dezember

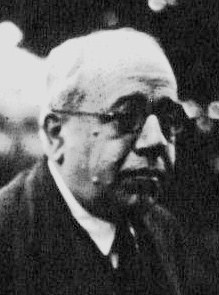
Manuel Azaña

- 02. November: Adolf Wagner, österreichischer Botaniker, Naturphilosoph und Hochschullehrer (* 1869)
- 03. November: Manuel Azaña, spanischer Politiker (* 1880)
- 04. November: Felix Mach, deutscher Agrikulturchemiker (* 1868)
- 06. November: Ivar Frithiof Andresen, norwegischer Opernsänger (* 1896)
- 07. November: Julius Wahle, österreichischer Literaturwissenschaftler (* 1861)
- 08. November: Anne Siberdinus de Blécourt, niederländischer Jurist und Rechtshistoriker (* 1873)
- 09. November: Neville Chamberlain, britischer Politiker und Premierminister (* 1869)
- 12. November: Alejandro García Caturla, kubanischer Komponist (* 1906)
- 17. November: Raymond Pearl, US-amerikanischer Biologe und Genetiker (* 1879)
- 17. November: Eric Gill, britischer Bildhauer, Grafiker und Schriftentwerfer (* 1882)
- 18. November: Hermann Aichele, deutscher Verwaltungsbeamter (* 1881)
- 18. November: Benjamin Auerbach, deutscher Arzt (* 1855)
- 18. November: Iwane Dschawachischwili, georgischer Wissenschaftler, Gründer der Universität Tiflis (* 1876)
- 19. November: Johannes Sassenbach, deutscher Gewerkschafter (* 1866)
- 20. November: Harriot Eaton Stanton Blatch, US-amerikanische Suffragette und Publizistin (* 1856)
- 24. November: Gustav Neckel, deutscher Altgermanist (* 1878)
- 28. November: James Hotchkiss Rogers, US-amerikanischer Organist und Komponist (* 1857)
- 05. Dezember: Sebald Rudolf Steinmetz, niederländischer Ethno- und Soziologe (* 1862)
- 06. Dezember: Andreas Heinrich Voigt, deutscher Mathematiker und Volkswirtschaftler (* 1860)
- 08. Dezember: Louis Pinck, katholischer Geistlicher (* 1873)
- 11. Dezember: Nathaniel B. Dial, US-amerikanischer Politiker (* 1862)
- 12. Dezember: Ernst Aufseeser, deutscher Maler, Lithograf, Xylograf, Grafikdesigner und Hochschullehrer (* 1880)
- 12. Dezember: Walter von Saint Paul-Illaire, deutscher Kolonialbeamter (* 1860)
- 15. Dezember: Clara Southern, australische Malerin (* 1860)
- 15. Dezember: August Fischer, Apotheker, Firmengründer von Uhu (* 1868)
- 18. Dezember: Georg Freundorfer, deutscher Zitherspieler und Komponist (* 1881)
- 21. Dezember: F. Scott Fitzgerald, US-amerikanischer Schriftsteller (* 1896)
- 21. Dezember: Clelia Duel Mosher, US-amerikanische Ärztin und Sexualforscherin (* 1863)
- 22. Dezember: Nathanael West, US-amerikanischer Schriftsteller (* 1903)
- 30. Dezember: Albert Andreae de Neufville, deutscher Bankier (* 1854)
- 30. Dezember: Gjergj Fishta, albanischer Franziskanerpater, Dichter und Übersetzer (* 1871)
- 31. Dezember: Jacques Arsène d’Arsonval, französischer Physiker (* 1851)
- 00. Dezember: Theodor Makridi, osmanischer Beamter und Museumskurator (* 1872)

### Genaues Todesdatum unbekannt
- Louis Allard, französischer Posaunist und Musikpädagoge (* 1852)
- Petre Andrei, rumänischer Soziologe und Politiker (* 1891)
- Pierro Arrigoni, italienischer Architekt (* 1856)
- Selly Askanazy, deutscher Arzt (* 1866)
- Cesare Bernardo Bellini, italienischer Komponist und Gesangslehrer (* 1853)
- Paul Jatzow, deutscher Architekt (* 1896)
- Bertha Schmieth, deutsche Porträt- und Landschaftsmalerin (* 1860)